# Barock

Die Fontana dei Quattro Fiumi (Vierströmebrunnen) vor der Fassade der Kirche Sant’Agnese in Agone in Rom. Bernini schuf ihn 1649 als Mittelpunkt der Piazza Navona.

Als Barock (wahrscheinlich von portugiesisch barroco [s. u.]) wird eine Epoche der Kunstgeschichte und der Kulturgeschichte bezeichnet, die im Anschluss an den Manierismus zu Beginn des 17. Jahrhunderts begann, mancherorts – vor allem in Gebieten, die Schauplätze des Dreißigjährigen Kriegs waren – auch später.
Je nach geografischer Lage (in ländlichen Gebieten wurde länger barock gebaut als in städtischen) dauerte die Ära bis ins letzte Drittel des 18. Jahrhunderts, und es gab verschiedene künstlerische Ausprägungen und Entwicklungen. Innerhalb Europas sind die Unterschiede zwischen Süden und Norden am größten.
Eine Unterteilung in drei oder vier Unterepochen ist üblich; sie lassen sich nicht eindeutig zeitlich voneinander abgrenzen: Frühbarock (bis ca. 1650), Hochbarock (ca. 1650–1700), Spätbarock (ca. 1700–1730) und Rokoko (ca. 1730–1760/70). Heutzutage werden Spätbarock und Rokoko oft gleichgesetzt, mancherorts – vor allem im süddeutschen Raum, wo das Rokoko sehr beliebt war – wird die Kunst eigenständig bewertet.
Auf die Epoche des Barock folgte Ende des 18. Jh. der formell zurückhaltendere Klassizismus, der wieder Bezug nimmt auf die klaren Proportionen und einfachere Formensprache des griechischen Tempelbaus und der italienischen Frührenaissance.

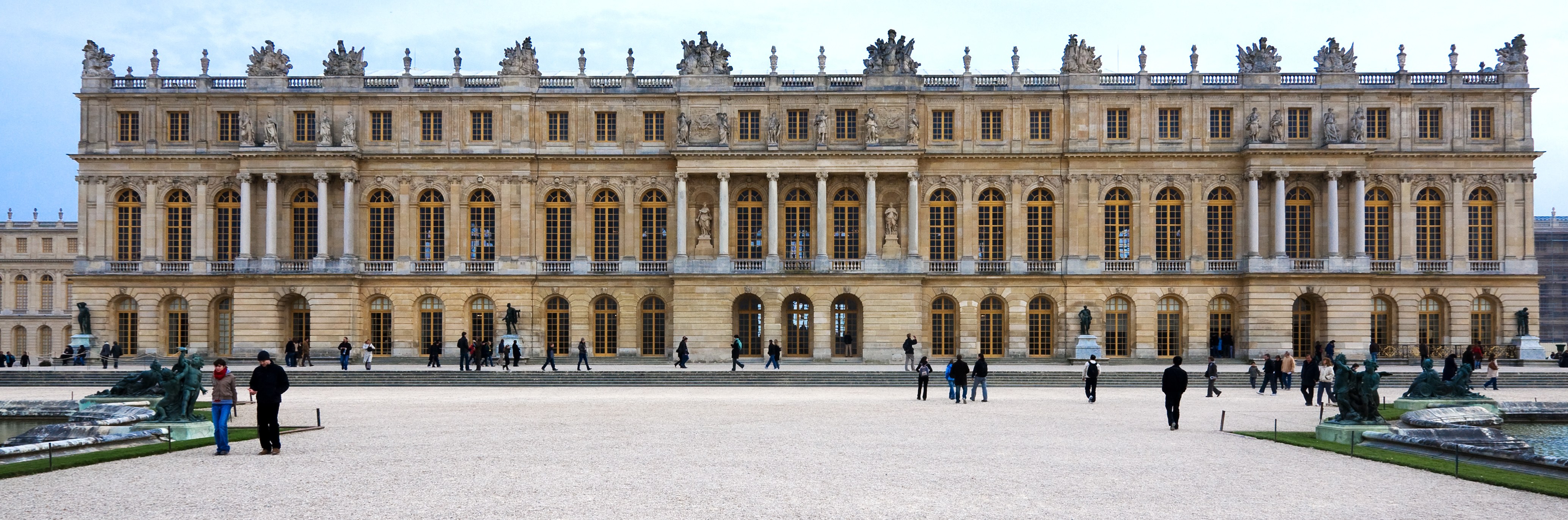
Gartenfassade von Schloss Versailles. Es wurde ab 1668 errichtet unter Einbeziehung eines kleinen Jagdschlosses, das den Kern der Anlage bildet.

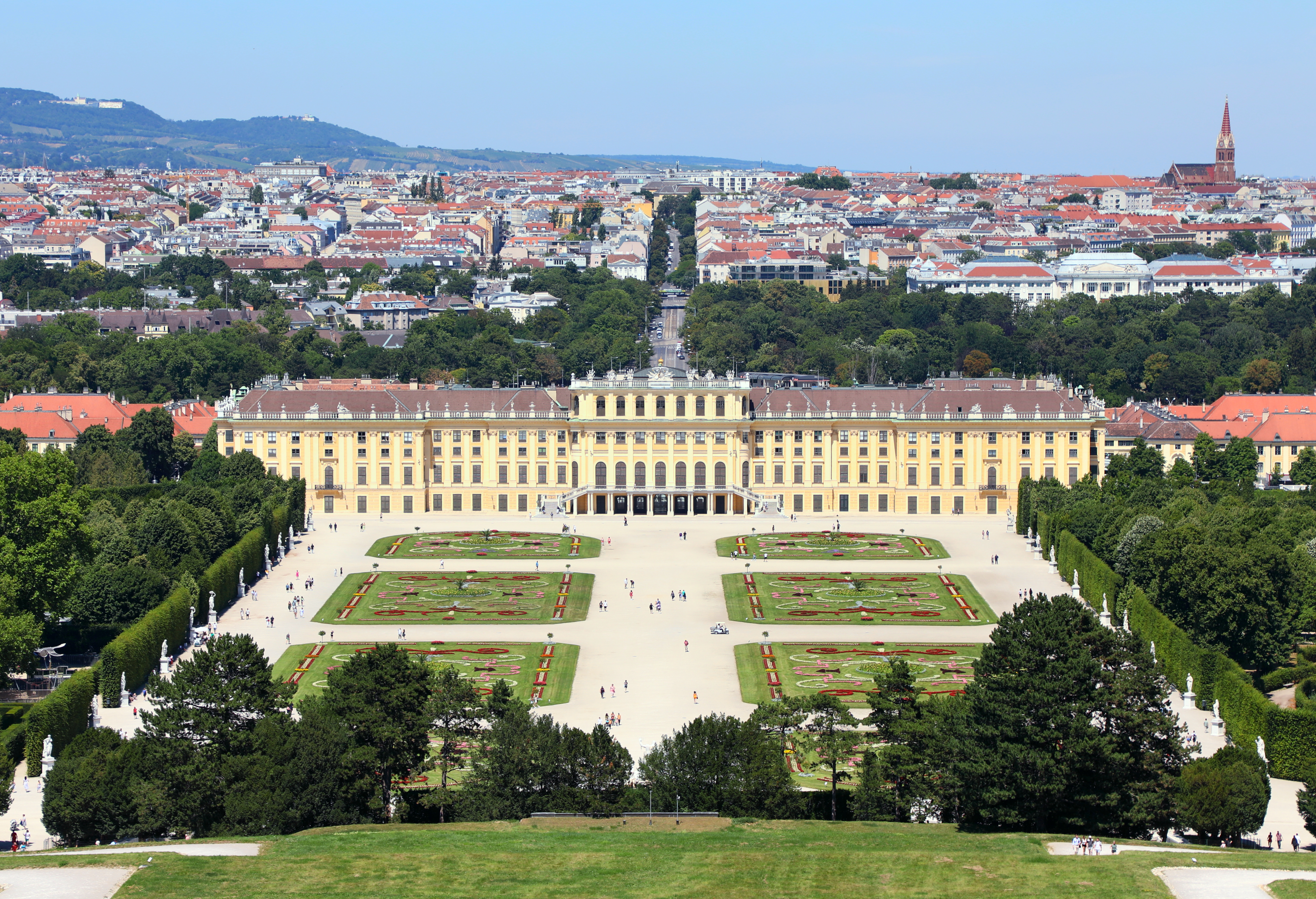
Schloss Schönbrunn: Blick von der Gloriette in Richtung der Residenz. Ursprünglich sollte die Anlage von dieser Anhöhe aus bis weit über das bestehende Gebäude hinausreichen.

Vorreiter des Barock war Italien, von wo ausgehend sich die Bewegung – zeitlich und örtlich in verschiedenen Ausprägungen – über Europa und über die Welt verbreitete. Die Kunst des Barock ist feierlich, ausdrucksvoll, bewegt-dynamisch und in Architektur und Innendekoration nach Bauvorhaben und Auftraggeber oft durch große Prachtentfaltung gekennzeichnet. Im Frankreich König Ludwigs XIV. bildete sich im Unterschied zu den meisten anderen Ländern Europas eine gemäßigtere Stilvariante aus, die klassizistischer Barock (classicisme) genannt wird. Der Bau von Schloss Versailles, das eine Art Prototyp für viele nachfolgende Residenzen werden sollte, steht am Anfang dieser Entwicklung.
Barock betrifft nicht nur Architektur, Bildhauerei und Malerei, sondern auch Musik, Literatur und Philosophie, die sich ebenfalls je nach Ländern völlig verschieden entwickeln. Wegbereiter auf dem Gebiet der Musik (siehe unten) war ebenfalls Italien. In Literatur (siehe unten) und Philosophie (siehe unten) war Frankreich führend (in der Philosophie von England beeinflusst), wobei eine Hochphase im 18. Jahrhundert – im siècle des lumières (dem Jahrhundert des Lichts) – erreicht wurde.

## Wortherkunft und -bedeutung

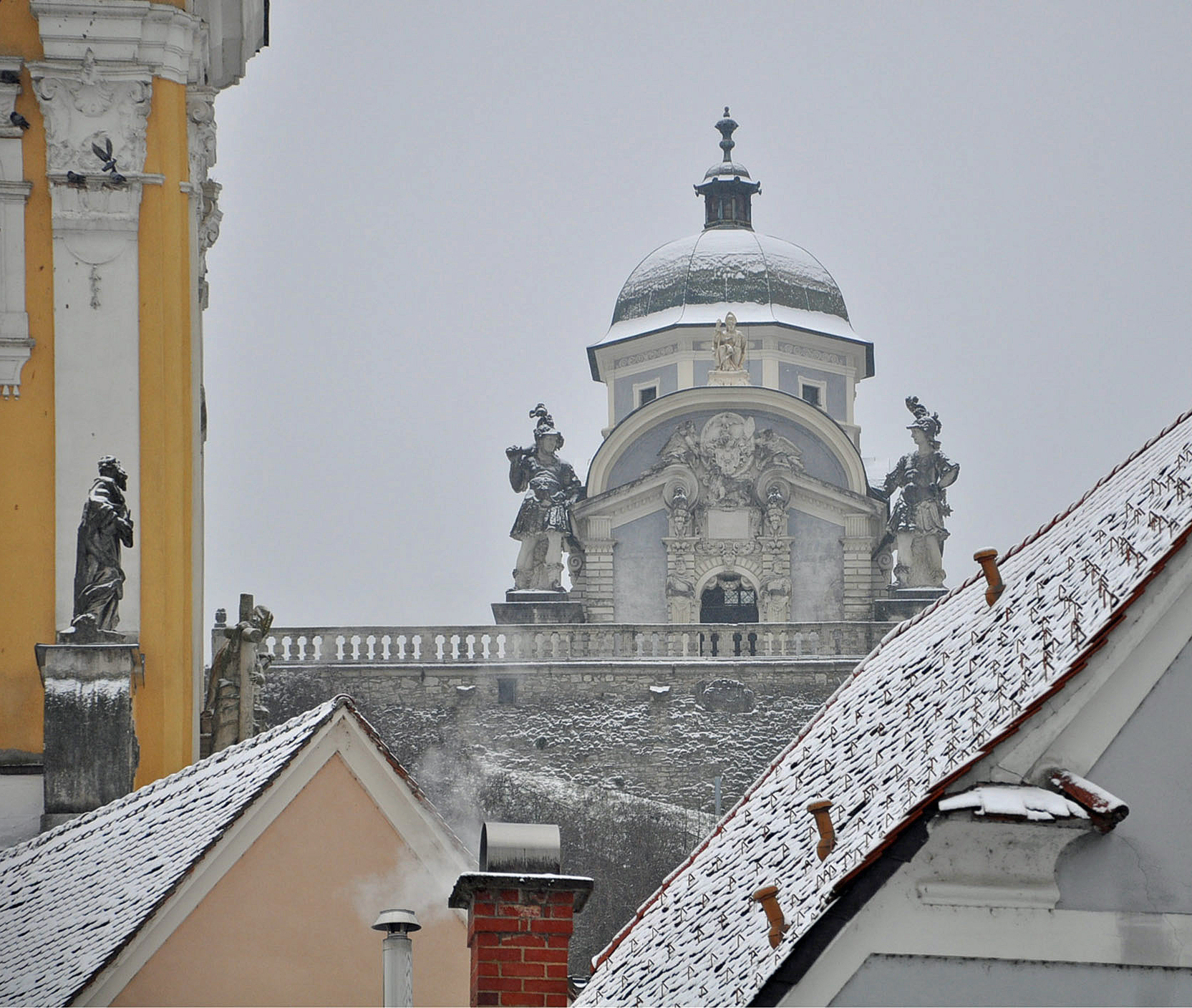
Das frühbarocke Mausoleum Ehrenhausen wurde 1609–1693 nach Plänen von Giovanni Pietro de Pomis gebaut.

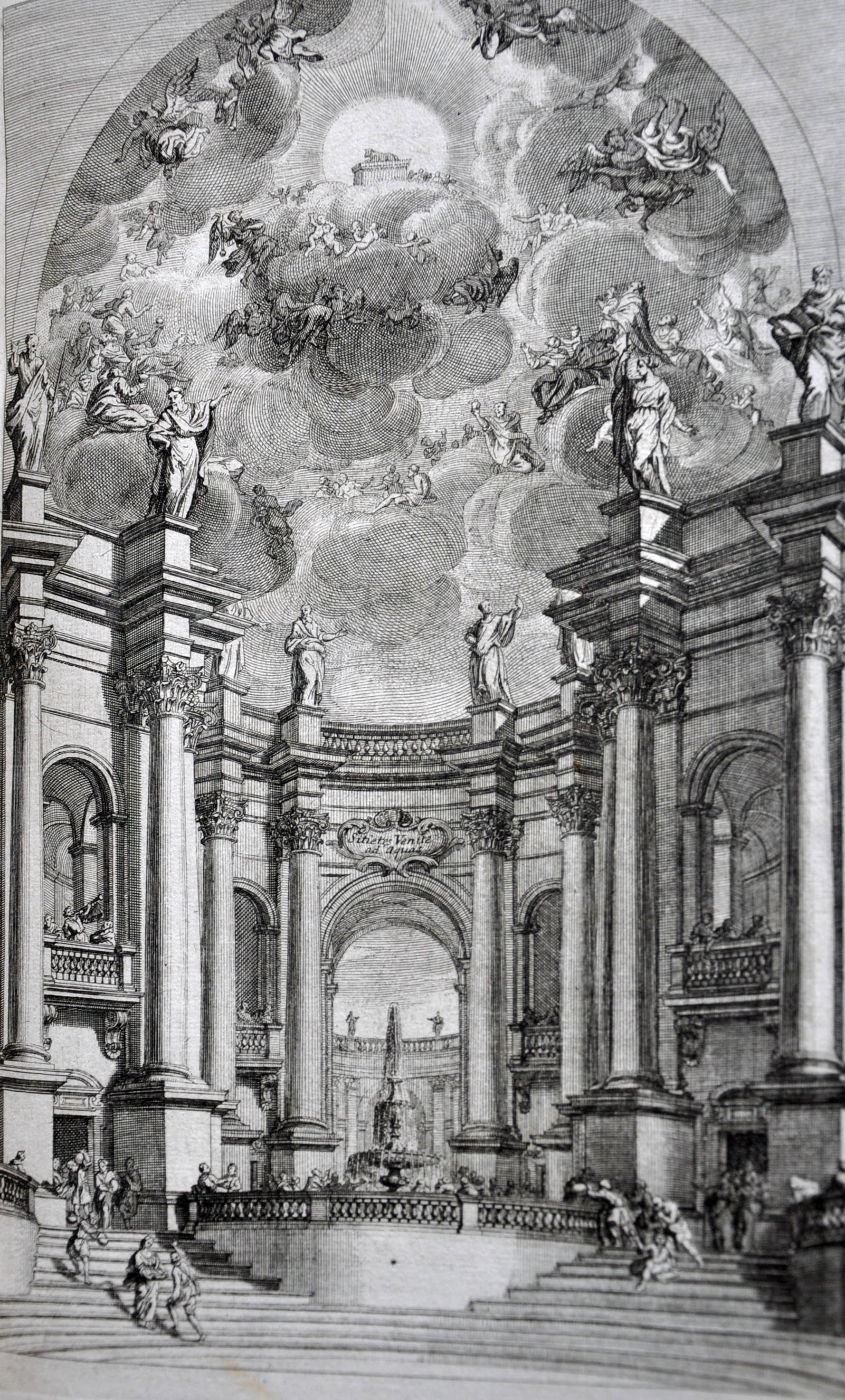
Entwurf für einen Altar aus der Perspectiva Andrea Pozzos, wie er als Vorbild für die Kirche in Spital am Pyhrn verwendet wurde.

Der Begriff Barock entstammt dem Portugiesischen – die unregelmäßig geformte Perle wurde barroco genannt. Sie heißt bis heute Barockperle. Im Gothaischen Hofkalender aus dem Jahr 1765 kann man lesen, dass „die Perlen in runde, birnenförmige, in baroque oder übelgeformte, in Staubperlen und in Zahlperlen eingetheilet [werden]“. Ab dieser Zeit hatte sich auch die Verwendung des Adjektivs barock oder – wie man damals schrieb: baroque – schon eingebürgert. Die Barockperle erfreute sich demgemäß auch in der gleichnamigen Epoche (seit dem späten 17. Jahrhundert) großer Beliebtheit. Seit damals wurde sie in oft sehr kunstvoll gestaltete Schmuckstücke eingebaut.
Die Bezeichnung der kulturellen Epoche Barock gibt es seit dem 19. Jahrhundert. Zuvor wurde die Barockarchitektur der Renaissance zugeordnet.
Die Schriftsteller-Brüder Goncourt zählten zu den ersten Künstlern, die die barocke Kunst in ihren Werken priesen. Im Historismus begannen Künstler, neobarock zu bauen, zu bildhauern und zu malen.

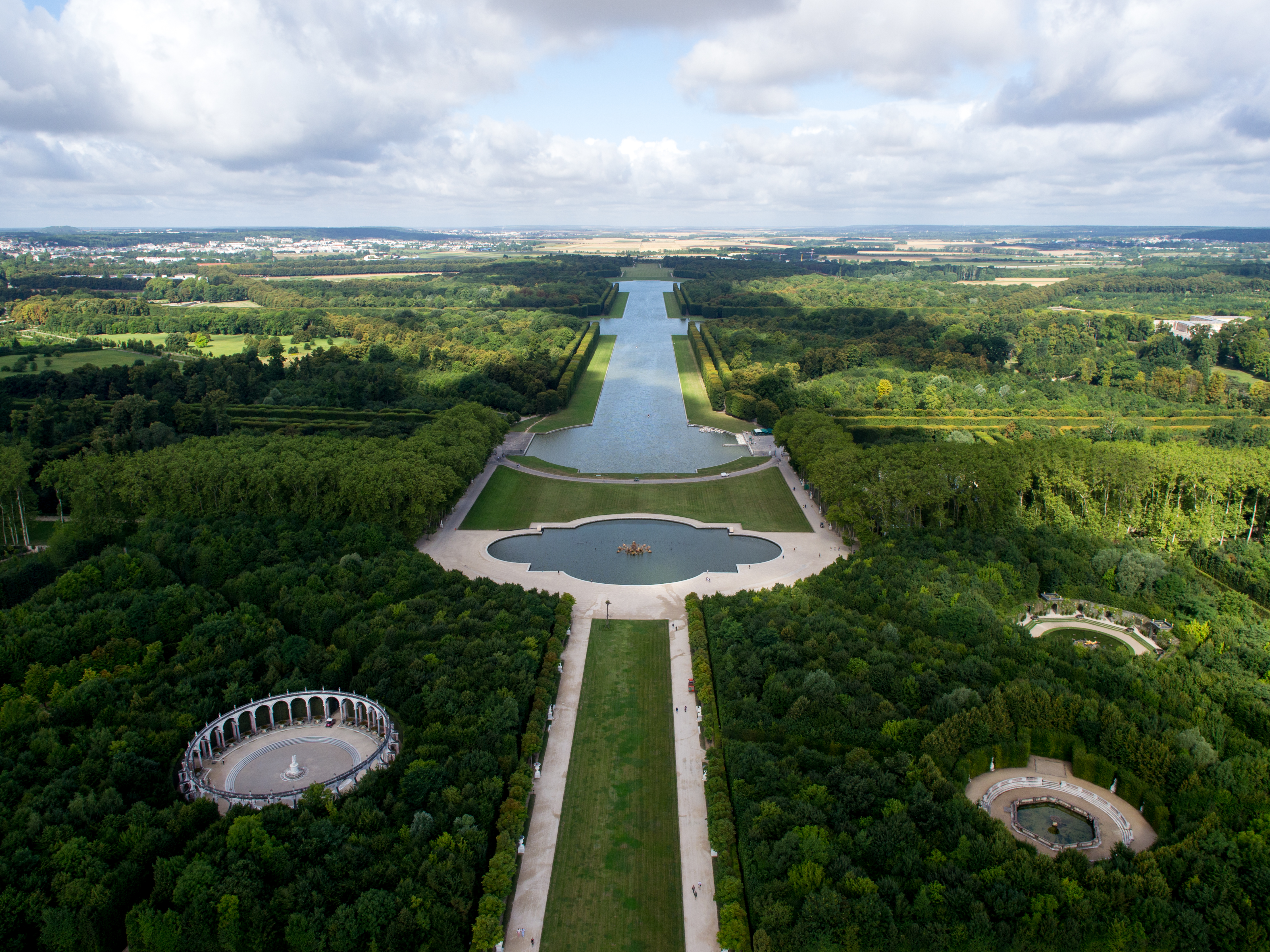
Blick auf einen Teil des Parks von Schloss Versailles mit dem Grand Canal.

Die Bezeichnung Barock wurde auf alle Bereiche der Kunst übertragen (auch auf die Musik, Literatur und auf die gesamte Kulturgeschichte) und wird heute als allgemeiner historischer Epochenbegriff verwendet. Aber auch als Stilbegriff findet er seit Jacob Burckhardt Verwendung. Ulrich von Wilamowitz-Moellendorff bezeichnete z. B. die hellenistische Literatur als barock.

## Charakterisierung

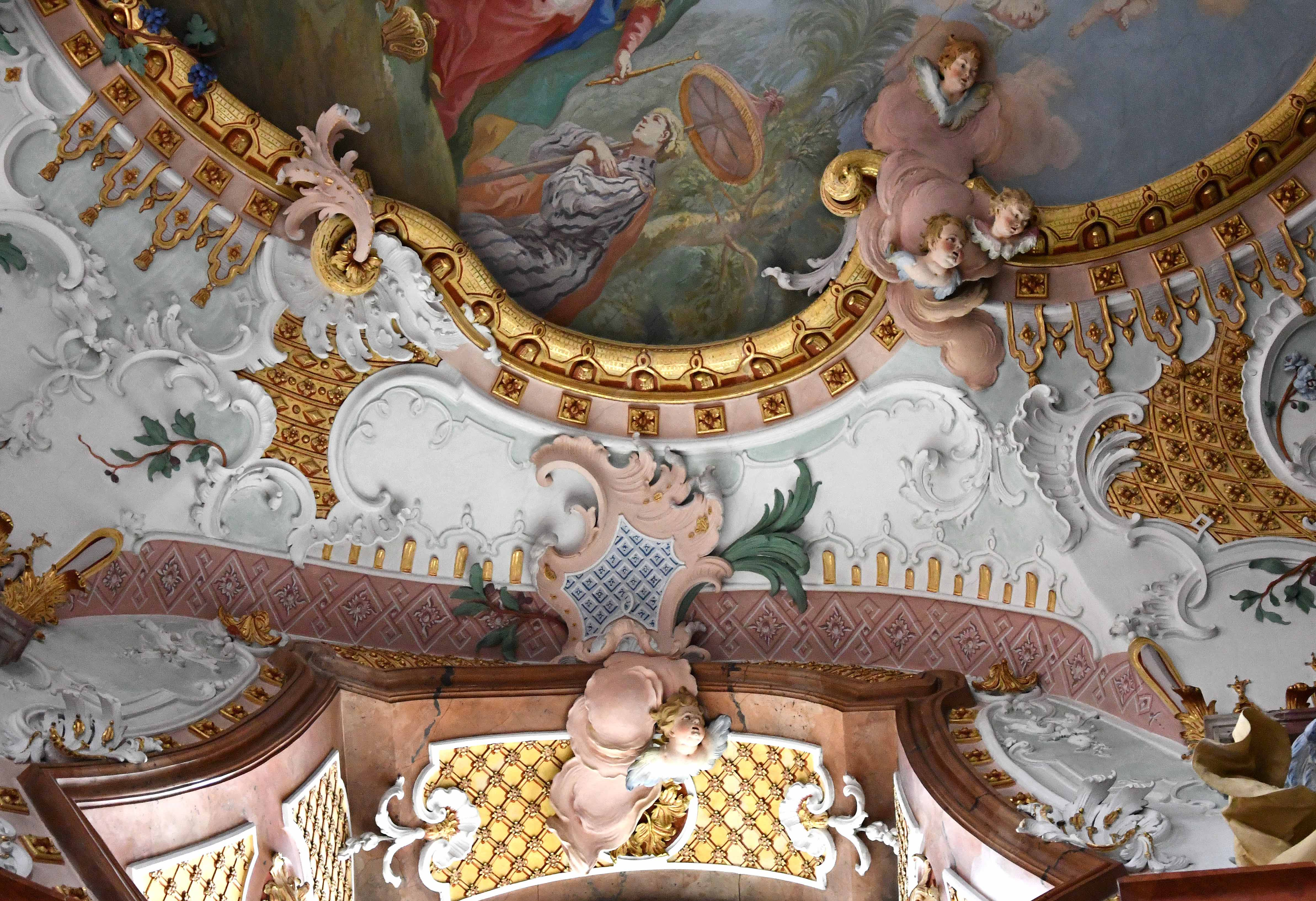
Deckenfresko der Stiftskirche von Wilhering: Teile des Gemäldes (Engel und Wolken) werden plastisch und gehen in die Stuckumrahmung über

Ein typisches Kennzeichen des Barock ist die Tendenz zum Gesamtkunstwerk. Was in dieser Epoche gebaut oder künstlerisch geschaffen wurde, sollte einen gemeinsamen Zug haben und harmonische Ensembles bilden. Das ist besonders gut in noch bestehenden barocken Kirchen zu erkennen, in denen Architektur, Plastik und Malerei nicht nur miteinander harmonieren, sondern sogar ineinander übergehen – so kann ein Putto, eine Wolke oder ein Vorhang am Rand eines Gemäldes in Form von Stuck plötzlich plastische Gestalt annehmen.
Oder es streben Säulen einem Deckengemälde zu und verwandeln sich dort zu Scheinarchitektur. Außerdem sollte sich die Kunst vom Gebäude ausgehend in der Landschaft fortsetzen. Ein gutes Beispiel ist Schloss Versailles, wo der Park mit den Wasserspielen, dem Kanal, den Bosketten, den Blumenrabatten und den Statuen wichtige Teile des Gesamtkunstwerks sind.

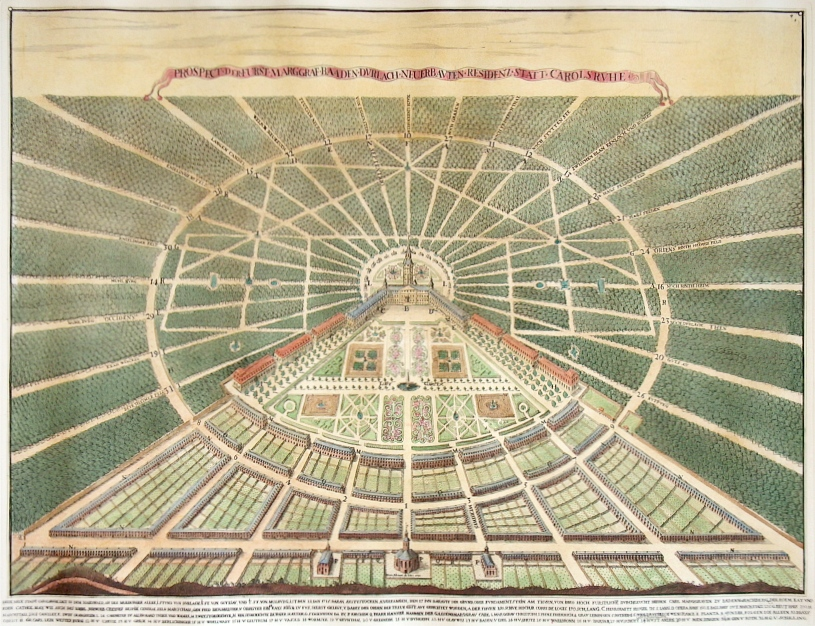
Stadtansicht von Karlsruhe (1721), ein typisches Beispiel für den von Ludwig XIV ausgehenden Zentralismus: so wie in Versailles alle Linien auf das Zentrum des Schlosses zustreben, wo das Bett des Königs steht, vereinen sich auch in Karlsruhe alle Linie im Zentrum des markgräflichen Schlosses.

Das Barock entwickelte sich etwa ab der Mitte des 16. Jahrhunderts aus der Renaissance. Hintergrund bildete das Schwinden des im Mittelalter ungebrochenen und auch in der Renaissance noch weitgehend herrschenden Vertrauens in die Beziehung zwischen Substanz und den sich wandelnden Erscheinungen oder Akzidentien, welche keine selbstständige Existenz und keinerlei Freiheit gegenüber der Substanz besitzen. Im 17. Jahrhundert setzt hier ein Wandel ein: Die Beziehung zwischen Substanz und Erscheinung gilt nun als kontingent. Damit verbunden sind die Auseinandersetzung mit Täuschungen, Wahrscheinlichkeiten, Unwahrscheinlichkeiten und Metamorphosen, die Verwendung von Ornamenten, Verkleidungen und Paradoxa. Illusion und Fiktion werden zu Stilmitteln der Architektur, Musik, Literatur und des Theaters.
Die barocke Epoche löst die auf Einheit und Ruhe zielende Kunst der Renaissance ab. Teils wurden die klare Gliederung und klassische Formelemente wie Säule, Pilaster, Gebälk übernommen, die sich architektonisch aber weiterentwickelten. Die Liebe zur Symmetrie lässt sich gut an den (Haupt-)Fassaden ablesen: eine unregelmäßige Anzahl von meist vor- und rückspringenden Gebäudeteilen erlebt in der Mitte ihren Höhepunkt, wo ein mehrachsiger Bauteil häufig von Dreiecks- oder Segmentgiebeln bekrönt wird.
Ein im Zentrum liegendes Portal erfährt eine meist prunkvolle Ausstattung mit Säulen- oder Pilasterschmuck, Statuen und dem Wappen des Bauherrn. Generell herrschte ein großer Formenreichtum und eine Freude an der Bewegung, sowohl an der Architektur (Konkav-Konvex-Schwünge an der Fassade, Bewegung des durchgehenden Gebälks durch Vor- und Rücksprünge des Mauerwerks) wie auch in Bildhauerei und Malerei. Die meisten Kunstwerke der Epoche scheinen von einem Wind durchweht, und die Figuren – Statuen und auf Gemälden – führen teils starke Bewegungen aus.
Im Unterschied zur Renaissance, die eine bürgerlich geprägte Epoche war, entwickelt sich Barock zur Kunst der Fürsten. Unter König Ludwig XIV., dem der Ausspruch L’État, c’est moi (Der Staat bin ich) zugeschrieben wird, erreichte der Absolutismus seinen Höhepunkt, dessen architektonischer Ausdruck sich in dem von ihm geprägten Schloss in Versailles wiederfindet. In der Mitte des Gebäudes, wo sich das Schlafzimmer mit dem prunkvollen Bett des Königs befindet, treffen alle strahlenförmig ausgehenden Linien zusammen.
Dort befindet sich das Zentrum der Macht, von dort aus herrscht der König über Frankreich und über die Kolonien. Seine Ideen, die die Architektur und die Parklandschaft, aber auch das Zeremoniell betreffen, werden von den (deutschen) Fürsten auch noch so kleiner Fürstentümer mit Begeisterung übernommen.
Die römisch-katholische Kirche hatte nach dem Ende des Dreißigjährigen Kriegs einen großen Machtschub zu verzeichnen. Es war ihr gelungen, durch die Gegenreformation viele abtrünnige Gläubige zurückzugewinnen. Besonders unter dem Einfluss der Jesuiten wurden nach dem Vorbild der Mutterkirche Il Gesù zahlreiche Kirchen im Jesuitenstil gebaut, deren Architektur und Innenausstattung die Eintretenden beeindrucken sollten (wie es auch schon in der Gotik der Fall war).
Architektur und Künste wollten erstaunen und überwältigen, die Prunkentfaltung erlebte eine Hochphase. In Folge dieser Entwicklung entstanden die meisten barocken Kirchen in den katholischen Ländern Europas sowie in Süd- und Mittelamerika, während man in protestantischen Gebieten an der Architektur der Gotik festhielt.
Die Kunstform, die Zeitgeist und Zeitgefühl des Barock besonders stark widerspiegelte und die mehrere Künste in sich vereinte, war die um 1600 in Italien entstandene Oper. Musik, Gesang, Dichtkunst, Malerei, (Schein-)Architektur und die neuartigen und staunenswerten Effekte der Bühnenmaschinerie, zu denen Feuerwerke und Wasserkünste gehörten, strebten wie die Architektur in Richtung Gesamtkunstwerk.
Wie schon in den Epochen zuvor entstanden auch im Barock Regelbücher, von denen das Werk Andrea Pozzos Perspectiva pictorum et architectorum (mehrere Ausgaben ab 1693) mit theoretischen und praktischen Anleitungen eines der populärsten für Architektur und Kunst war (siehe das Bild Entwurf für einen Altar). Es entstanden aber auch andere künstlerische Regelwerke und „Gebrauchsanweisungen“ zur Produktion von Kunstwerken. Unter anderem verfasste Martin Opitz 1624 mit dem Buch von der Deutschen Poeterey ein erstes deutschsprachiges Werk mit Anweisungen für regelgeleitetes Dichten. In Frankreich setzte die Académie Française die Normen des Regeldramas fest, an die Gottsched anknüpfte.
In der Musik wurden die Notationssysteme perfektioniert, um die Reproduzierbarkeit und Präzision des Spiels in immer größeren Ensembles zu erhöhen.
Parallel zu Architektur und Kunst schuf man im Barock auch Regeln und Normen für den Alltag, die vor allem den Umgang der Menschen bis ins kleinste Detail regelten. Ihren Höhepunkt erreichte die Entwicklung im barocken Zeremoniell, das nicht nur das korrekte Verhalten an einem Kaiser- oder Königshof regelte, sondern auch das höfliche Verhalten der Untertanen zueinander. Besonders genau ausgearbeitet wurde die Zeremonie des Begrüßens, wobei detailliert beschrieben wurde, wer (ein sozial Niedrigstehender) wem (einem sozial Höherstehenden) wie viele Schritte entgegengeht. Dabei wurde z. B. dem Aufeinanderzugehen im Stiegenhaus besondere Bedeutung zugemessen, das im Barock als Teil der Architektur so groß und feierlich wie möglich ausgestattet wurde. Generell kann man festhalten, dass das Gesamtkunstwerk alle Teile des Lebens erfasste. Wer sich in (pompöser) Ausstattung und mit vollendeten Umgangsformen unter Menschen begab, spielte eigentlich Theater. Leben, Grüßen und das Sich-zur-Schau-Stellen unter Einhaltung bestimmter Regeln fanden wohl niemals zuvor und danach in einer derart ausgeklügelten Form statt.

## Bildende Kunst

### Baukunst

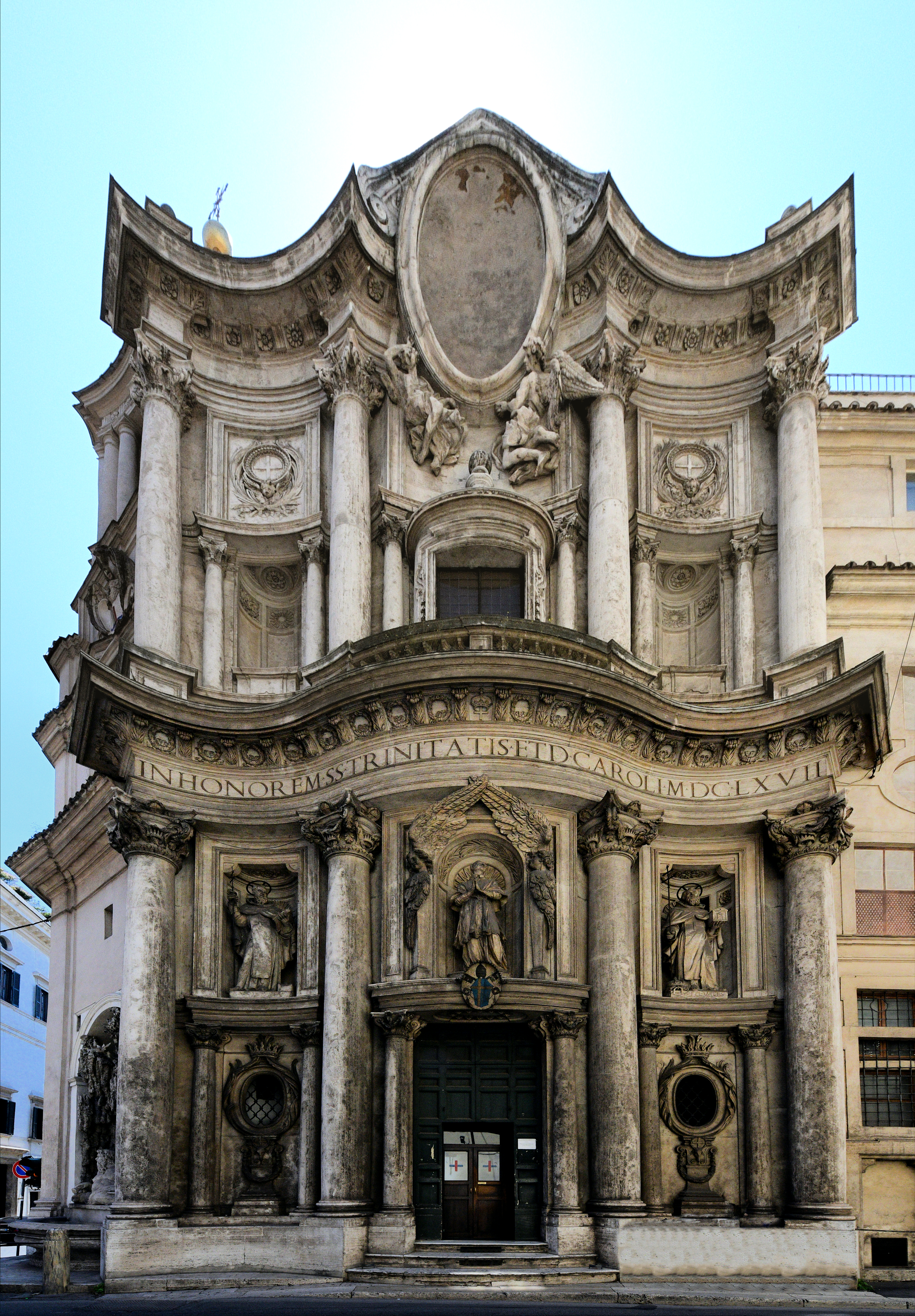
Die von Francesco Borromini erbaute Kirche San Carlo alle Quattro Fontane in Rom ist eines der frühesten Bauwerke mit geschwungener Konkav-Konvex-Fassade.

Die Architektur des Barock, die in Europa im 16. Jahrhundert die Architektur der Renaissance ablöst, ist durch großzügig gestaltete Gebäude charakterisiert, die insbesondere den Adelsfamilien und der katholischen Kirche als Repräsentationsbauten dienen sollten.
Wie in der Renaissance sind die Grundrisse symmetrisch; anders als dort herrschen jedoch geschwungene Formen vor, und zwar sowohl in den Grundrissen als auch in den Fassaden und bis in die dekorativen Details hinein. Große Sorgfalt gilt der Ausarbeitung der Wirkung der (Innen-)Räume, die mit Prunk und mit Lichteffekten beeindrucken und zum Erstaunen bringen sollen. Zu den bedeutendsten Architekten dieses Baustils werden u. a.
Carlo Maderno (1556–1629),
Pietro da Cortona (1596 oder 1597–1669),
Gian Lorenzo Bernini (1598–1680),
Francesco Borromini (1599–1667),
Louis Le Vau (1612–1670),
Charles Lebrun (1619–1690),
Jules Hardouin-Mansart (1646–1708),
Johann Bernhard Fischer von Erlach (1656–1723) und
Balthasar Neumann (1687–1753) gezählt.

### Innendekoration und Möbelkunst

#### Raumtypen
Die größte architektonische und künstlerische Entwicklung fand im Schlossbau statt, wo zahlreiche neue Räume entstanden. In Italien wurde die sala terrena eingeführt, die ein ebenerdiger Saal war, meist in der Mitte eines Gebäudeflügels (unter dem Festsaal) lag und einen Übergang vom Innenraum in den Garten darstellte. Häufig war die sala terrena, deren Vorbild eine (kühle) Grotte war, an Wänden und Decken mit Muscheln und Steinchen dekoriert. Sie konnte über Springbrunnen und über Wasserspeier verfügen, die im Mund von Grotesken oder Fischmäulern installiert waren.
In Frankreich bildete sich das Appartement heraus, eine Wohneinheit für Mitglieder der Herrscherfamilie. Es hat ein bis zwei Vorzimmer (antichambres), Schlafzimmer, Salon(s) und Räume für Gefolgschaft und Leibwache. Herrscher hatten – dem Beispiel König Ludwig XIV. folgend – Audienzzimmer und häufig auch ein (Parade)Schlafzimmer. Natürlich gab es in fast allen Schlössern und auch in den meisten Stiftsgebäuden große und prunkvoll ausgestattete Räume, in denen Festveranstaltungen stattfanden.
Eine architektonische Neuerung stellte die Galerie dar, wobei die Spiegelgalerie in Schloss Versailles das Vorbild für alle folgenden Galerien war. Es handelt sich dabei meist um einen langen, schmalen Verbindungsgang, der mit Gemälden, Statuen und Spiegeln mit prachtvollen Rahmen ausgestattet sein konnte. Typischerweise entwickelte sich im Barock auch die Liebe zur Literatur und zum Besitz von kostbaren Büchersammlungen, die ihren Ausdruck im Bau von großen und prächtigen Bibliotheksräumen fand (s. auch: Klosterbibliothek und Stiftsbibliothek).
Gästezimmer gehörten ebenfalls zur Grundausstattung einer Residenz und der Klöster. In deutschen Landen hießen sie meist Kaiserzimmer (Beispiel: Kaisertrakt in Stift Göttweig), weil sie in erster Linie für die Mitglieder der Herrscherfamilie gedacht waren. Das hatte neben dem gastfreundlichen auch einen praktischen Grund: weil es damals noch keine Hotels und schon gar keine sicheren oder sauberen Unterkünfte gab, stellten Ordensleute, aber auch Aristokraten in ihren Landschlössern durchreisenden Gästen Wohnraum zur Verfügung.
Eine Besonderheit der Epoche war, dem Treppenhaus eine große Bedeutung zuzumessen. In Schlössern wurden sie über großem Grundriss errichtet und zogen sich durch alle Geschosse. Sie waren meist außerordentlich kostbar und künstlerisch ausgestattet und von einem Deckengemälde bekrönt. Eine der berühmtesten Treppenhausanlagen im deutschsprachigen Raum befindet sich in der Würzburger Residenz.
Es gab für die Bewegung im Treppenhaus, also für das Hinauf- und Hinunterschreiten, wie für die meisten Lebenssituationen ein eigenes Zeremoniell: je nach dem sozialen Rang des Gastgebers und zu empfangenden Gasts musste der eine dem anderen eine gewisse Anzahl von Stufen entgegengehen. Ein Zeremonienmeister klärte dies vor Begegnungen.

Barocke Raumtypen
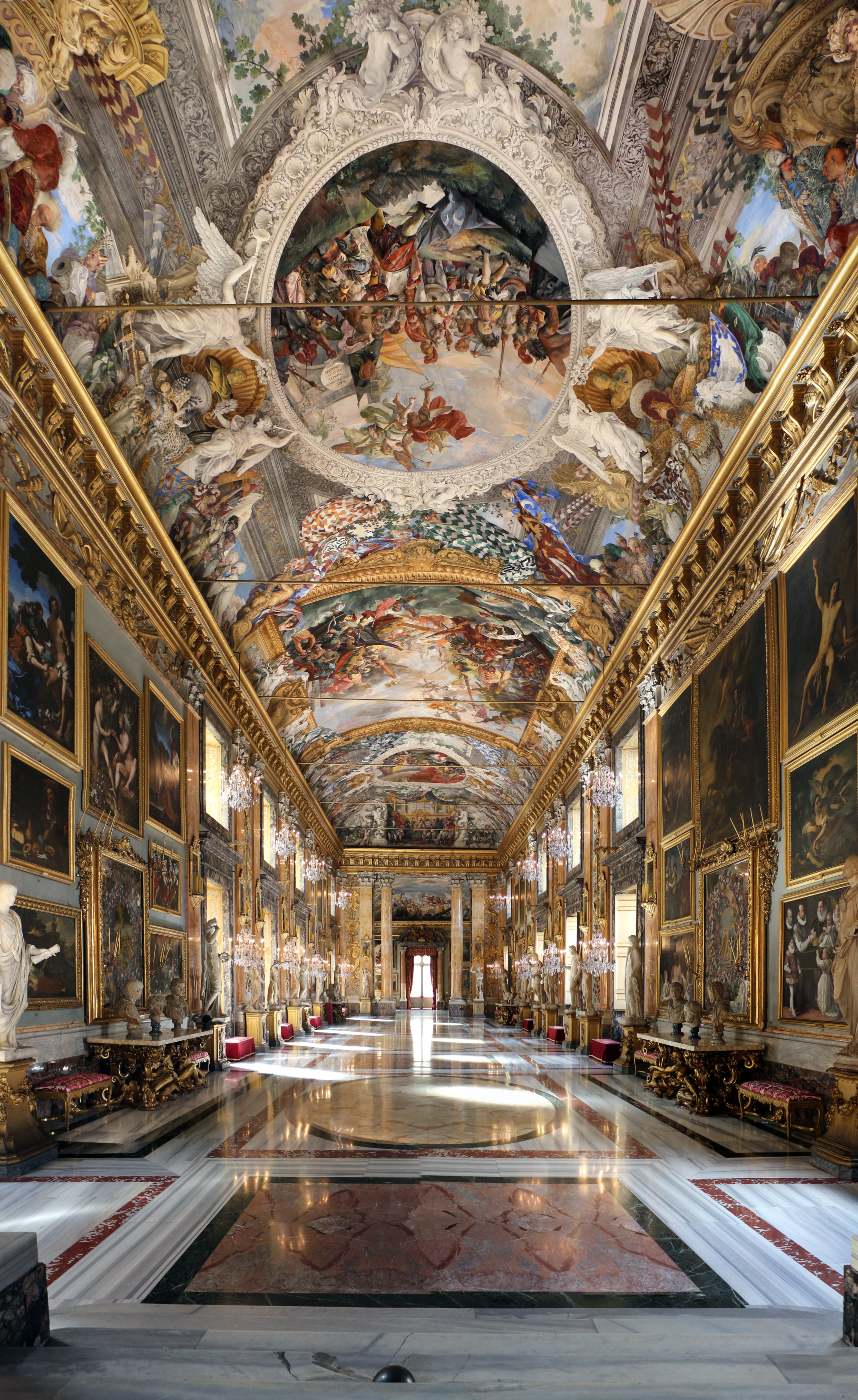
Galerie im Palazzo Colonna mit Deckenfresken von Giovanni Coli und Filippo Gherardi (1675–1678), Rom
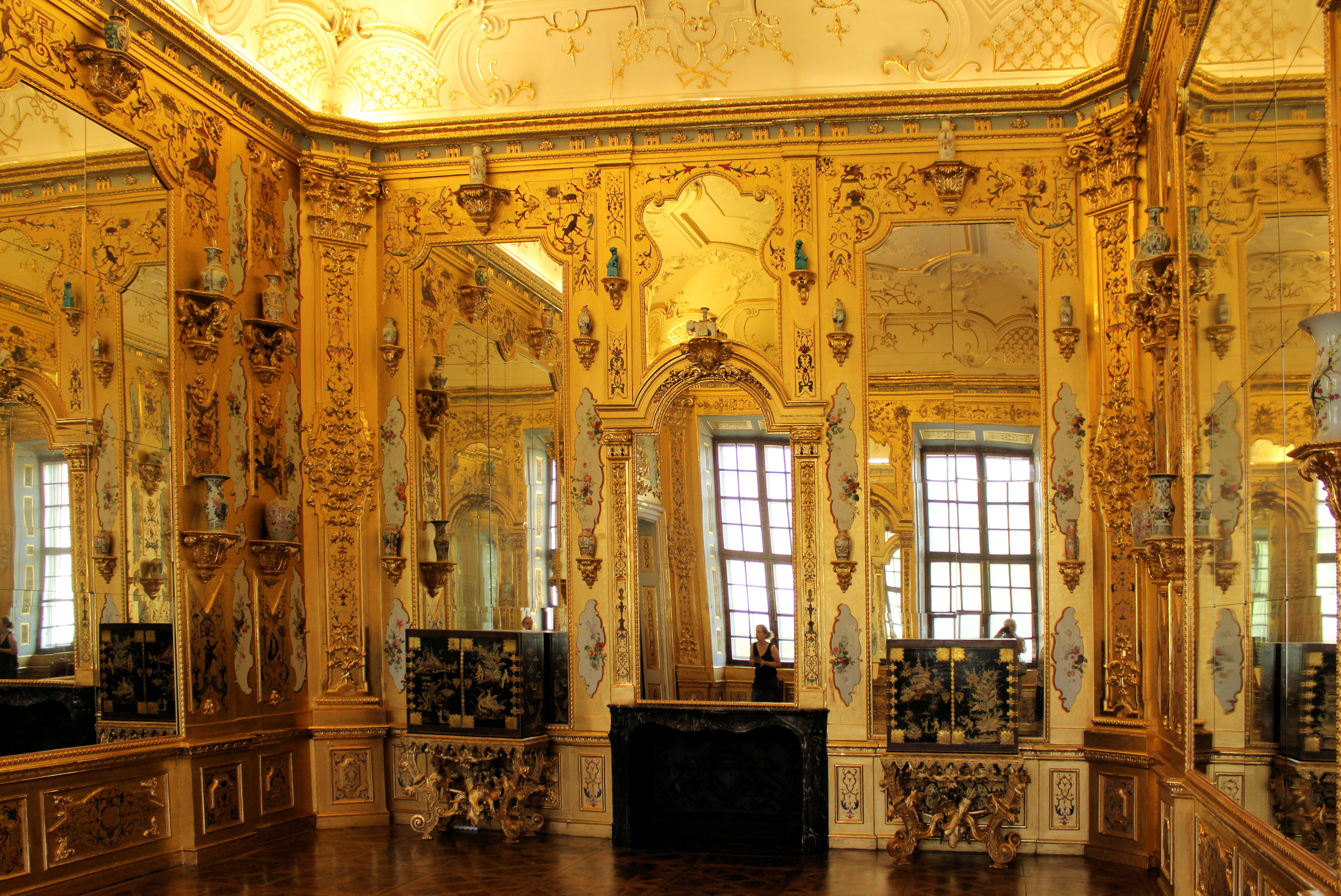
Spiegel- (oder Gold-)kabinett im Unteren Belvedere (1714–1716), Wien
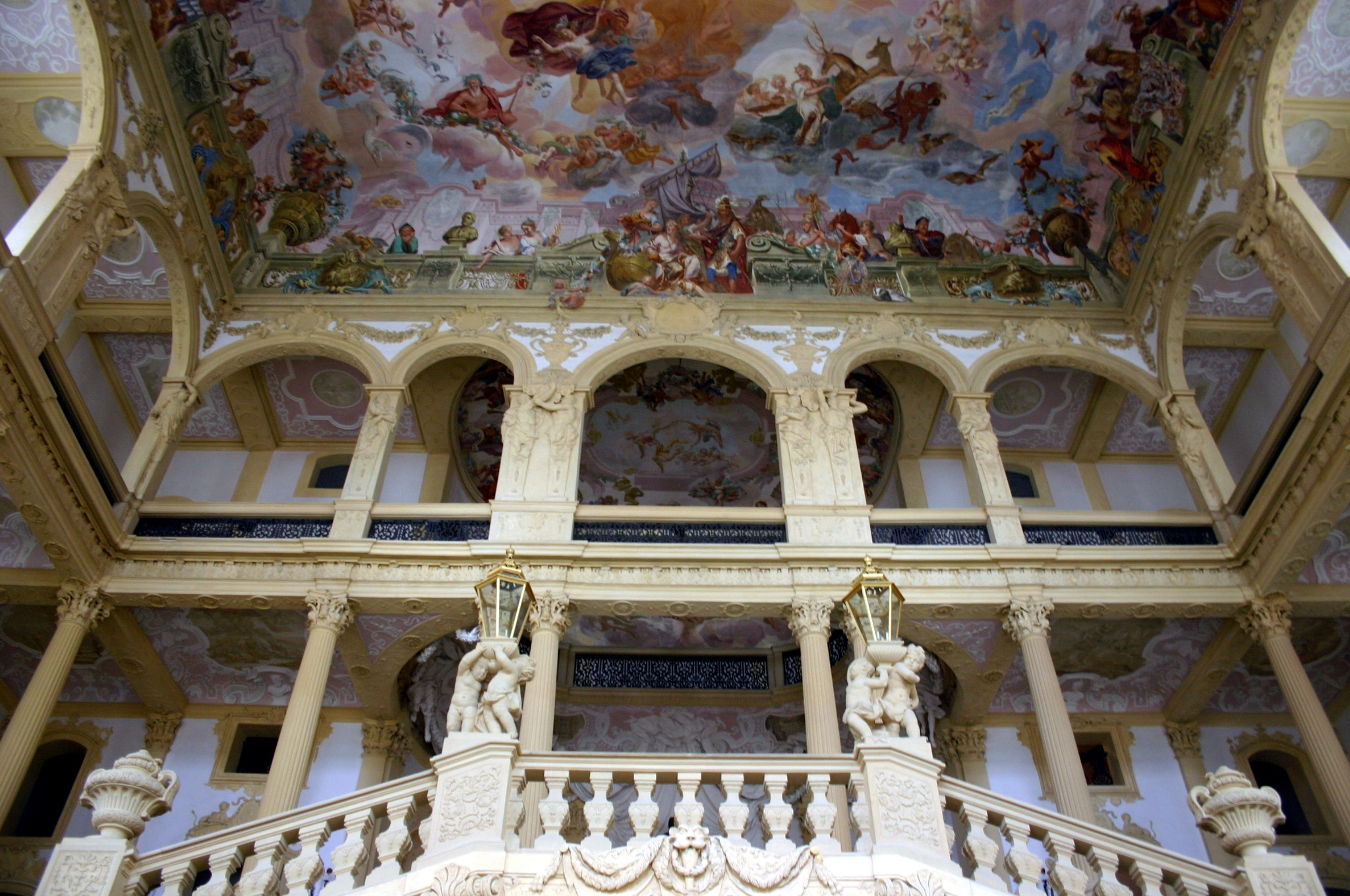
Treppenhaus von Schloss Weißenstein in Pommersfelden (1714–1718)
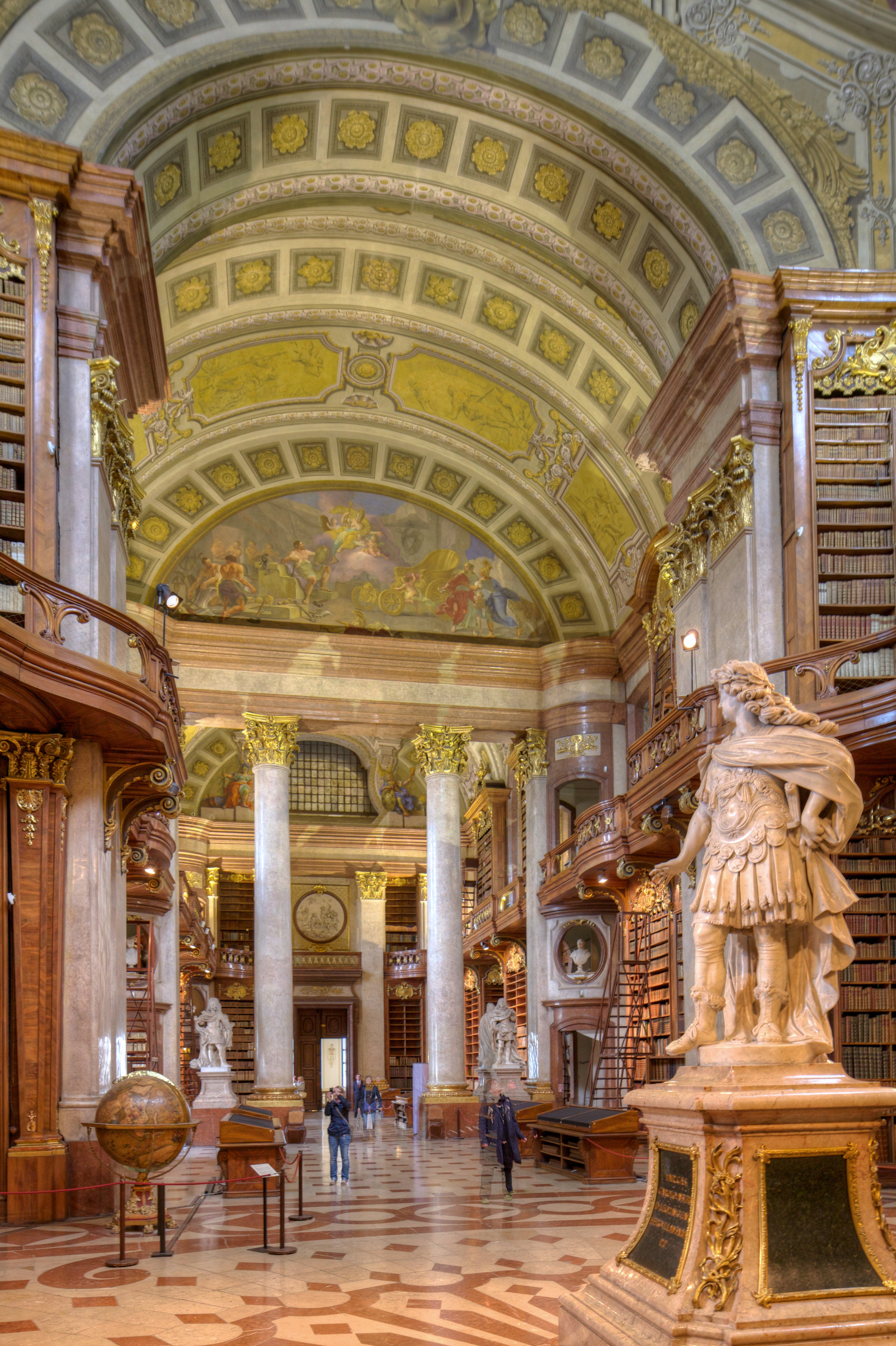
Prunksaal der Hofbibliothek in der Wiener Hofburg (1723–1730) (aktuell: Österreichische Nationalbibliothek)

#### Dekor

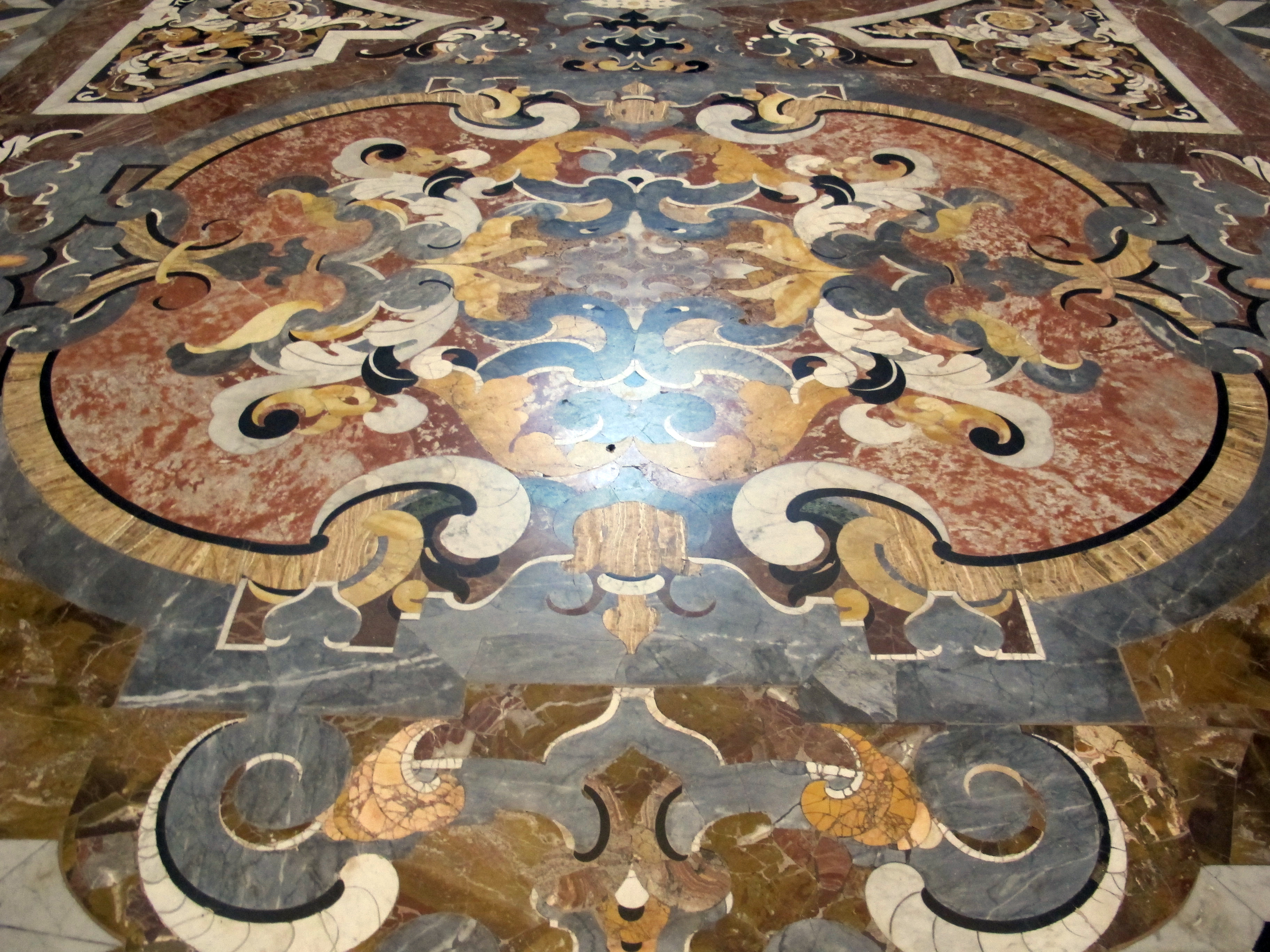
Verschiedenfarbige Marmorsorten am Boden der Certosa di San Martino in Neapel zu einem ornamentalen Bild zusammengesetzt von Fra Bonaventura Presti (1664–67).

Was die Ausstattung der Innenräume anbelangt, so herrschte im Barock großer Farben- und Formenreichtum. Besonders beliebt war farbiger Marmor, der für Säulen, Balustraden, Wände, Böden und Türumrahmungen verwendet wurde. In Italien erreichte die Kunst, verschiedenfarbige Marmorstücke zu großen Bildern zusammenzustellen, ihren Höhepunkt (s. Foto: polychrome Marmorkunst in Neapel; zudem wurden etliche Tische und Schränke der Epoche mit Pietra Dura-Platten versehen).
Natürlich konnte Marmor in erster Linie nur dort verwendet werden, wo er abgebaut wurde. Der Transport war wegen des allgemeinen schlechten Zustands der Straßen und wegen der hohen Kosten, die dabei anfielen, kaum möglich. Das ist einer der Gründe, warum in Deutschland und in Österreich auch Kunstmarmor (Scagliola) verwendet wurde, mit dem man noch ausgefallenere Farbwirkungen erzielen konnte. Beispiele dafür findet man in der Kirche und in der Bibliothek von Stift Altenburg oder im Treppenhaus von Schloss Augustusburg in Brühl, das ein Hauptwerk Balthasar Neumanns war.
In weniger repräsentativen Räumen, vor allem im Wohnbereich von Schlössern, in Klostergebäuden, aber auch in Sakristeien waren die Wände häufig mit Holz (Boiserien) vertäfelt, oft mit Einlegearbeiten aus andersfarbigem Holz und an der Oberseite und an den seitlichen Begrenzungen mit ornamentalem, auch vergoldetem Schnitzwerk versehen.
In Frankreich und in Italien waren Holztäfelungen und auch Möbel häufig in hellen Farben gefasst und ornamentale Teile vergoldet oder versilbert. In England, wo sich Barock anders entwickelte als auf dem Kontinent, hielt man weiterhin an naturbelassenen Vertäfelungen und Möbeln aus Eiche oder Nussbaum fest, während man in Skandinavien Täfelungen und Möbel ebenfalls gerne in hellen Farben fasste.
Decken waren oft mit Fresken mit allegorischen Motiven oder mit Scheinarchitektur bemalt, die am Beginn der Epoche von reichem, plastischen Stuckwerk gerahmt waren, der im Lauf der Entwicklung zarter und flacher wurde. Auch die Anlage der Deckengemälde veränderte sich im Lauf der Zeit. Sie wurde größer, bedeckte große Teile oder die gesamte Fläche des Gewölbes und war nicht mehr von Stuckornamenten umgeben. Auf dem Gebiet der Decken- und Dekorationsmalerei waren die Künstler Italiens führend, allen voran Andrea Pozzo, der darüber sogar ein theoretisches Werk mit Mustern verfasste.
Ähnlich wie bei der Wandtäfelung verhielt es sich mit den Fußböden. In Italien, wo man über reiches Marmorvorkommen verfügte, belegte man die Böden vorzugsweise mit Marmor- oder anderen farbigen Steinplatten. Dieses wurde auch im nördlicheren Europa kopiert, wo in Festsälen und Prunkräumen Marmor verbaute wurde. In Zentral- und Nordeuropa dominierten Fußböden aus Holz. Parkettböden oder Bodenornamente konnten aus verschiedenen Holzsorten zusammengesetzt werden. Der Grund war (in den kälteren Klimazonen) ein außerordentlich praktischer: Böden aus Holz waren wärmer als die aus Marmor. Eine interessante diesbezügliche Entwicklung fand in Schloss Versailles statt, wo ursprünglich alle Böden aus Marmor waren, bald aber wegen der Kälte im Winter durch Holzböden ersetzt wurden. Typisch für die dortige Handwerkskunst – es wurde ein eigenes Parkett-Muster kreiert, das bis heute kopiert und verwendet wird. Aus einem ähnlichen Grund – um (optisch) Wärme zu erzeugen – hängte man in große Räume Tapisserien (Wandteppiche) und belegte, wie ebenfalls in Schloss Versailles, Böden mit Teppichen.
Außerdem wurde es modern, Wände mit Stoffen (meist mit Seide und Brokat aus Italien) zu bespannen und mit Holztäfelungen zu rahmen. Besonders beliebt waren zunächst dunkelrote Stoffe, die man im Kontrast zu weiß-goldenen Täfelungen setzte. Später setzten sich bei den Stoffen auch anderen Farben durch, mit denen man die einzelnen Räume zu blauen, gelben oder grünen Salons machte. Mancherorts verwendete man auch Ledertapeten, die geprägte Muster hatten, farbig gefasst und mit Blattgold oder Silber verziert sein konnten (wie z. B. in der Moritzburg und im Palazzo Chigi in Ariccia).

#### Barockes Mobiliar
Zu barocker Möbelkunst siehe:

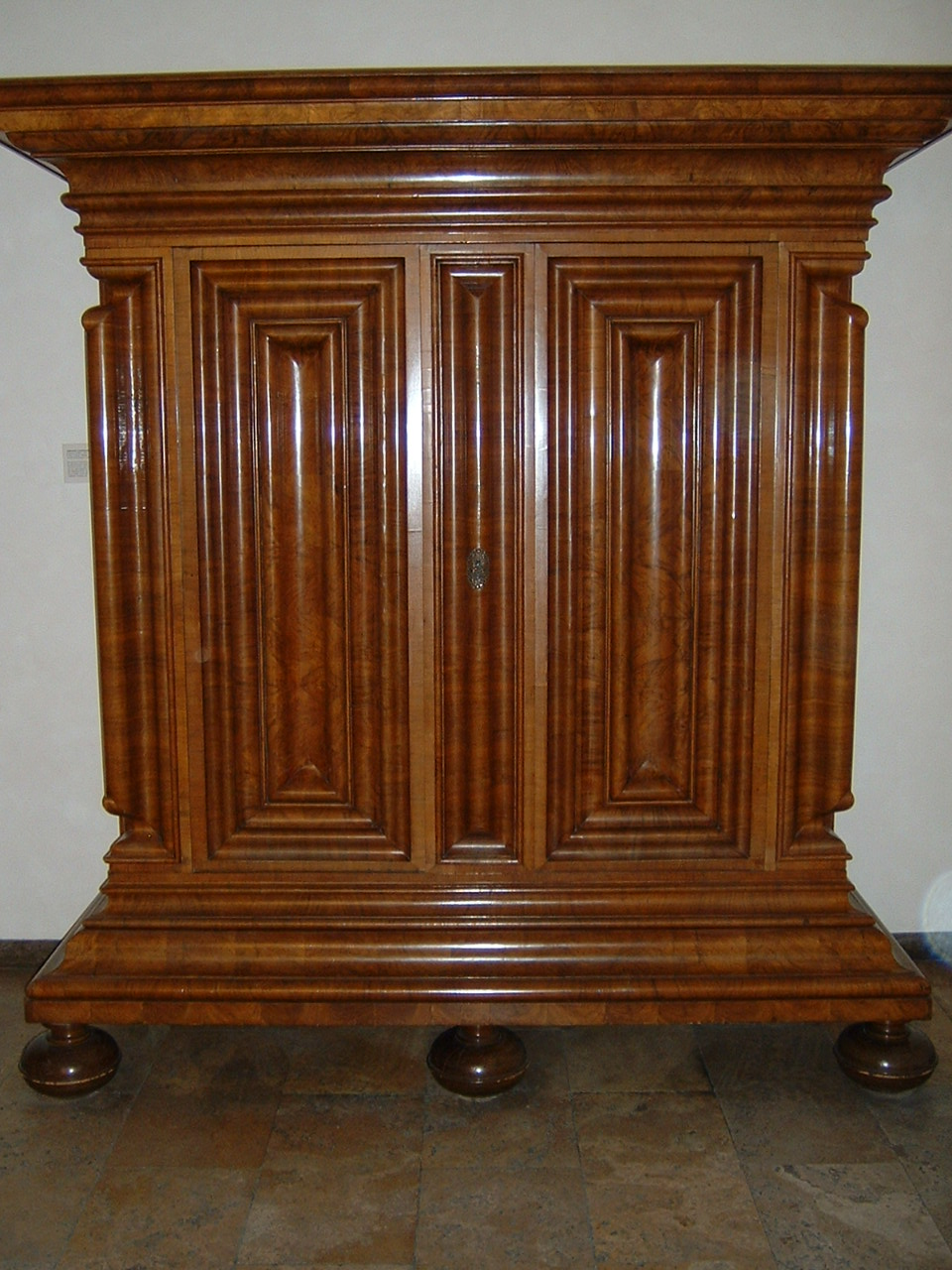
Der Frankfurter Schrank entwickelte sich in der Barockzeit

Die Möbelkunst des Barock gestaltete sich ebenso vielfältig wie die Kunst und die Architektur, da die Kunstrichtung je nach Region zwischen 150 und 180 Jahre dauerte und sich regional verschieden entwickelte. Die stärksten Einflüsse kamen zunächst immer aus Italien, wo in der Frühzeit schwere Möbel dominierten und sich später zu bewegteren, geschwungeneren Formen veränderte. Besonders beliebt waren Spiegeln mit schweren Rahmen aus Venedig.
Der italienische Stil setzte sich in den meisten europäischen Ländern durch, besonders in der Residenzstadt Wien. Das hing u. a. auch damit zusammen, dass Habsburger Regenten häufig mit Prinzessinnen aus Italien verheiratet waren, die den Stil ihrer Heimat dorthin brachten.
Später orientierten sich beinahe alle (katholischen) Europäer am Vorbild Frankreich. Unter den Möbeln dominierten reich verzierte Kommoden und Tische, deren Oberflächen zu kunstvollen Bildern oder Ornamenten aus verschiedenfarbigen Hölzern, Marmor, Metallen, Elfenbein oder Perlmutt zusammengesetzt sein können.
In Frankreich erreichte André-Charles Boulle auf diesem Gebiet die größte Kunstfertigkeit (s. Boulle-Technik), weswegen er auch zum ébéniste du roi ernannt wurde. Wer diesen Titel führte, der sich auf Ebenholz bezog, hatte Anspruch auf ein jährliches Gehalt und Wohnung im Schloss von Versailles.
Gefasste Möbel, bei denen helle Farben dominierten, verfügten meist über dekorative Beschläge aus Messing oder Bronze. In Italien dominierte Pietra dura, das man vor allem an Tischplatten und an der Vorderseite von Kabinettschränken einsetzte. Zentren der Pietra dura-Kunst waren Florenz und Neapel. Kabinettschränke waren im 17. Jahrhundert besonders beliebt. Es waren kleine, kostbar ausgestattete Schränke, die entweder auf einem (dafür gefertigten) Tisch oder auf einer Kommode standen.
Beine von Stühlen, Tischen, Kommoden und Schränken waren häufig geschnitzt, oft wurden Tiergestalten oder ihre Beine mit Pfoten als Motiv verwendet. Die Form der Möbel entwickelte sich parallel zur Architektur: zunächst waren sie geradlinig und schwer, später übernahmen sie – vor allem Kommoden und Schränke – die geschwungenen Formen von Fassaden.
Bei Stühlen und Fauteuils verwendete man für die Beine ebenfalls gerne Motive aus der Tierwelt. Die Polsterungen waren aus Brokat, Seide oder Samt, mitunter aus Webstoffen (wie für Wandteppiche).

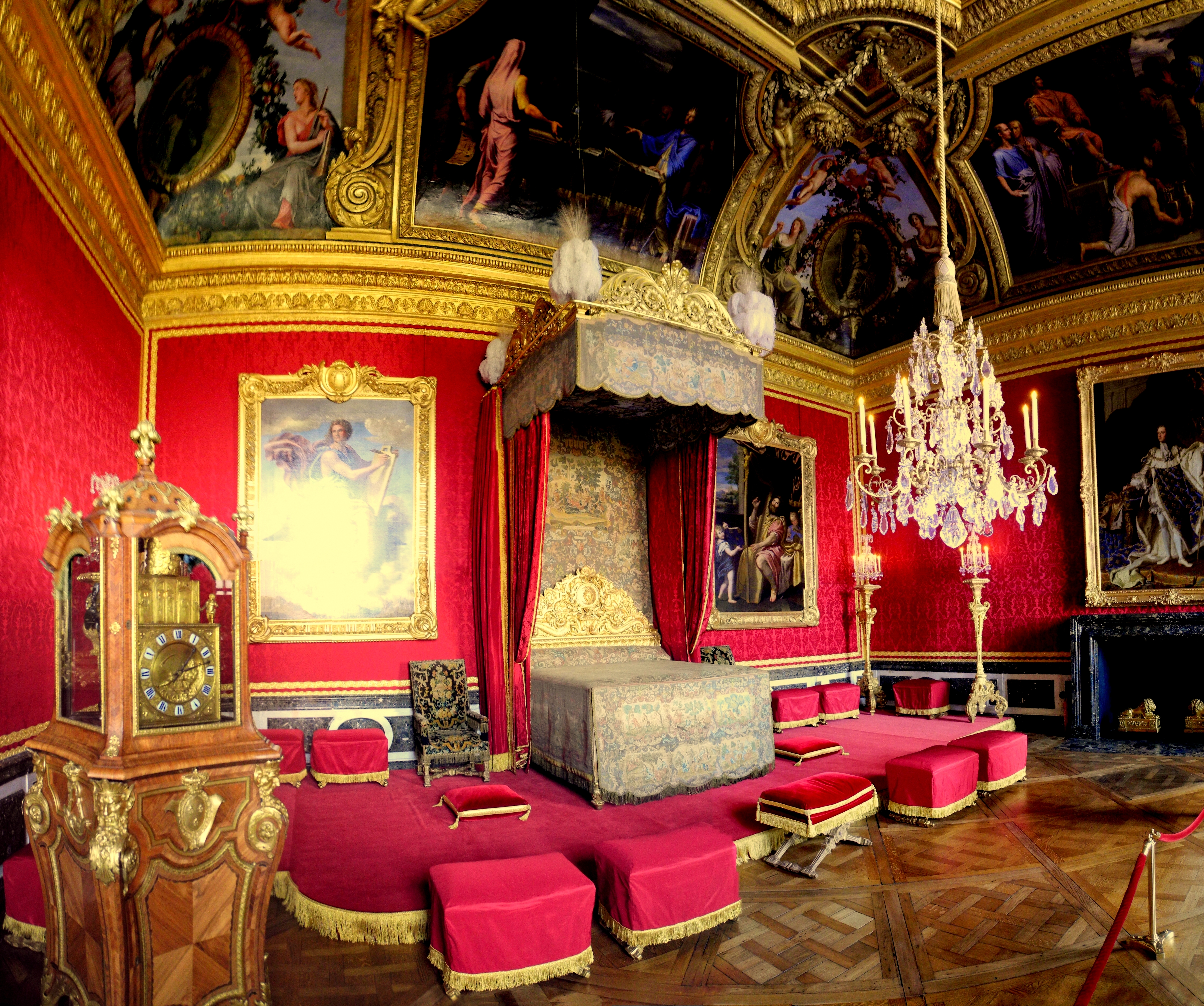
Paradebett mit Tapisserien im Merkursalon von Versailles

Was Betten anbelangt, so gab König Ludwig XIV. auch hier das Beispiel vor. Sein Bett mit Pfosten, schweren Vorhängen und oberer Abdeckung steht am Beginn der Entwicklung und im Zentrum des Schlosses von Versailles. – Betten hatten häufig Pfosten, eine obere Abdeckung und Vorhänge an allen Seiten, egal ob sie in Schlössern, in Bürger- oder in Bauernhäusern standen. Das war eine praktische Einrichtung, da man im Winter die Räume nicht ausreichend heizen konnte und die Bewohner über Zugluft und Kälte klagten. Aus diesem Grund stand das Bett häufig auch in einem Alkoven, wodurch man mehr Wärme erzielte.
Eine bedeutende Rolle spielte in der barocken Epoche Geschirr aus Fayence und Porzellan (vorher hatte man je nach sozialer Herkunft und Vermögen auf Silber-, Zinn- oder Holztellern gegessen), das aus China und Japan exportiert wurde. Chinoiserien, also Porzellanstücke, aber auch Zeichnungen und Möbel aus China erfreuten sich in dieser Epoche großer Beliebtheit, wovon bis heute erhaltene chinesische (Porzellan-)Kabinette in Schlössern zeugen.
Fayence und Porzellan wurde später auch in Europa hergestellt. Es dauerte allerdings eine Weile, bis man die richtige Zusammensetzung kannte und eine hohe Qualität erreichte. Zu den Produkten dieses Genres zählten auch kunstvoll bemalte Kacheln, die vor allem in den Niederlanden (in Delft), sowie die Azulejos, die in Portugal und Spanien hergestellt wurden. Später gelangten auch die Porzellanmanufakturen von Sachsen (Meißen), Wien (Augarten) und Preußen (die königlich preußische Manufaktur) zu großem Ruhm.

Barockmöbel: Tische und Konsolen
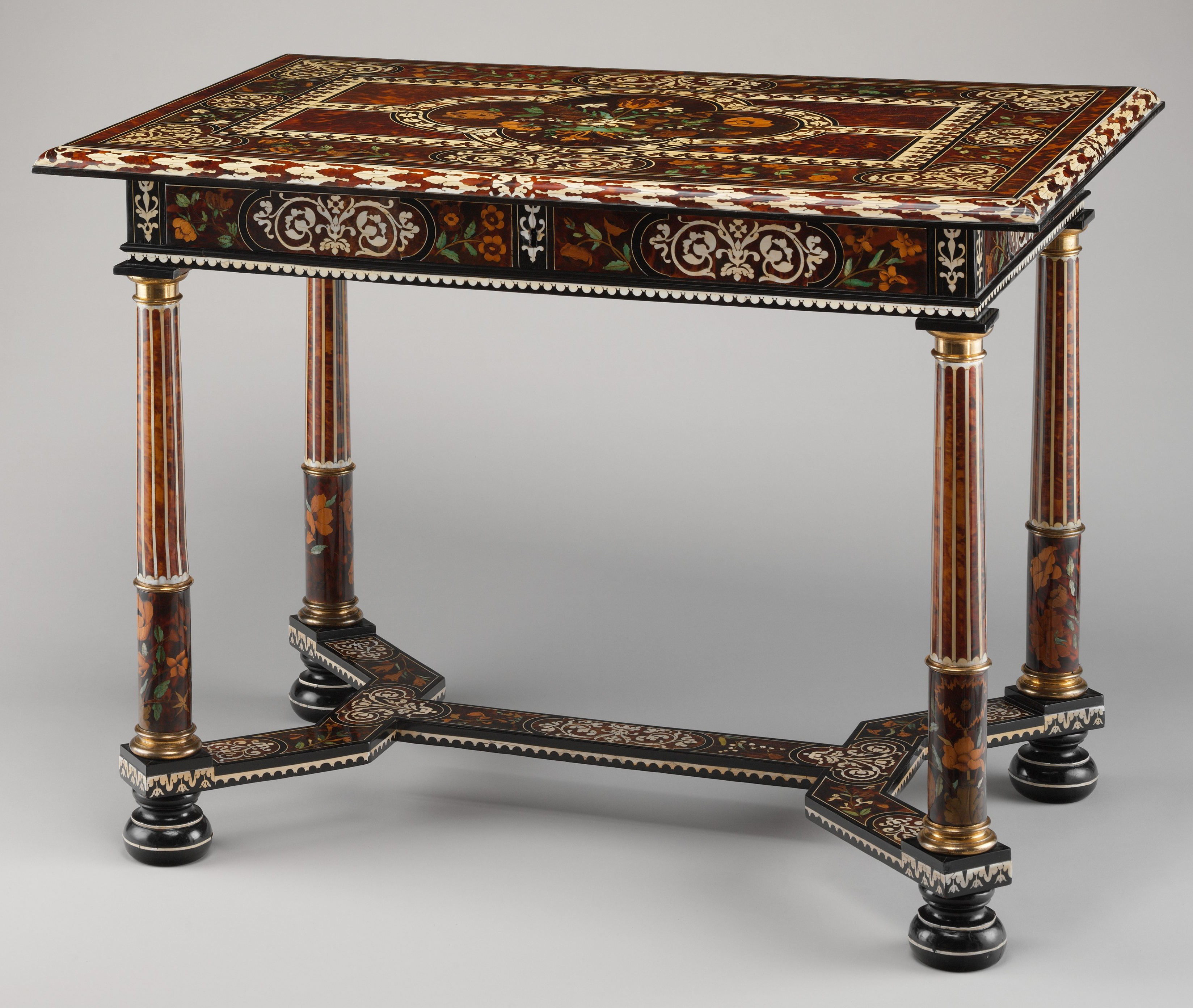
Tisch mit Marqueterie, Pierre Gole, Paris, um 1660, Eiche und Obstgehölz mit Schildpatt, Elfenbein, vergoldeter Bronze, Ebenholz und anderen Hölzern, Metropolitan Museum, New York
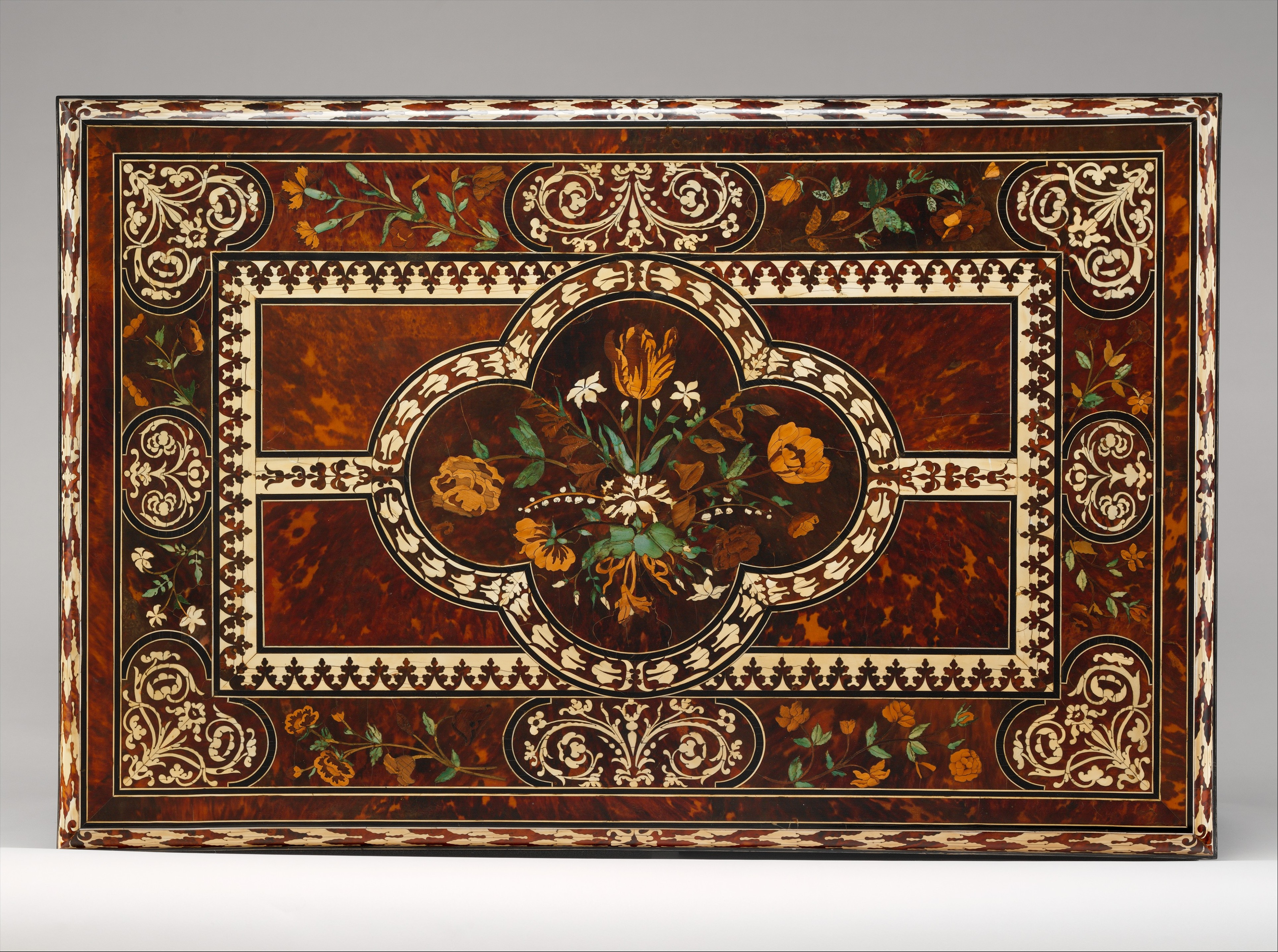
Tischplatte (des vorigen) mit Marqueterie, Pierre Gole, Paris, um 1660 (Louis XIV), Eiche und Obstgehölz mit Schildpatt, Elfenbein, vergoldeter Bronze, Ebenholz und anderen Hölzern, Metropolitan Museum, New York
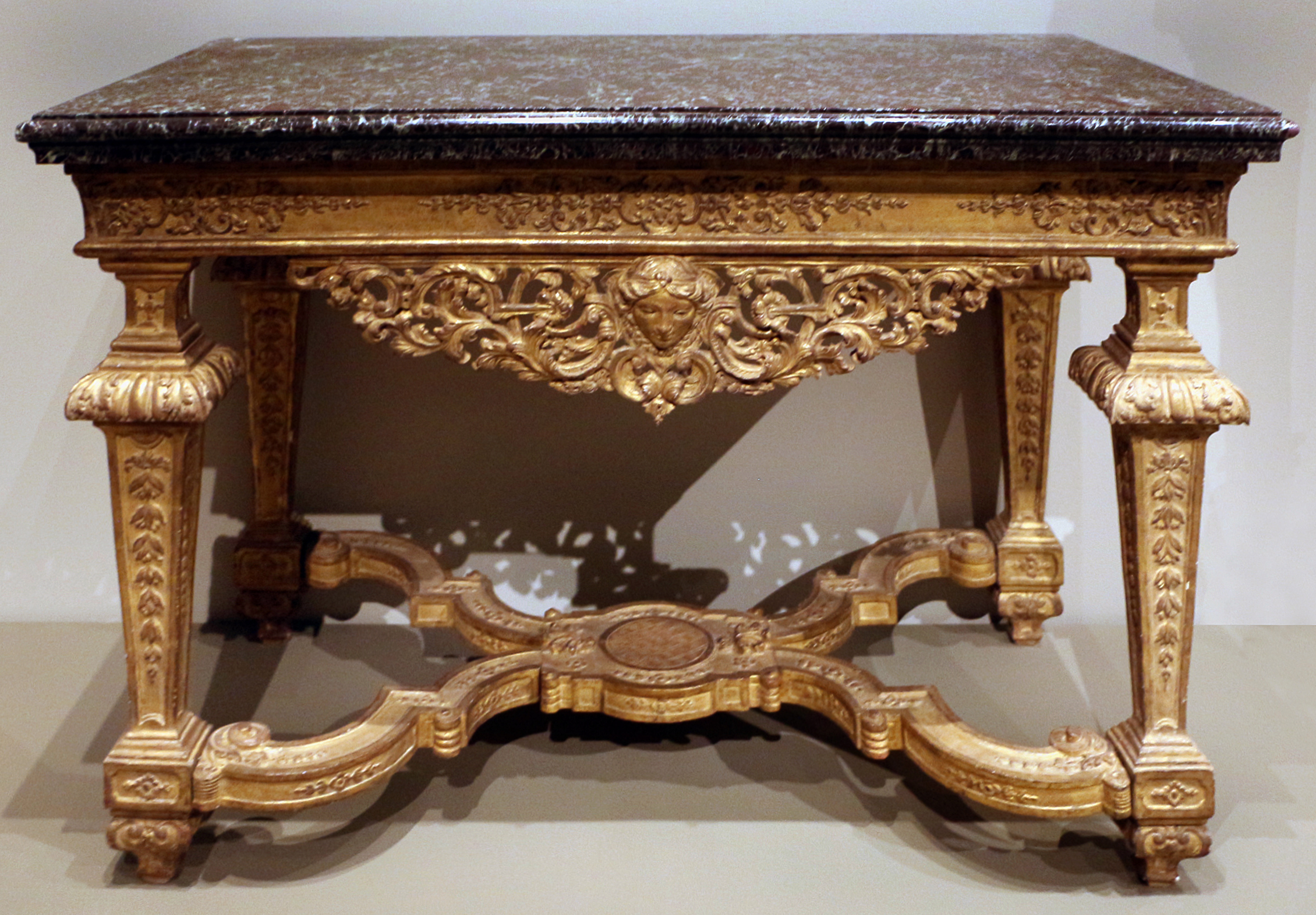
Konsoltisch, Frankreich, ca. 1685–90 (Louis XIV), Art Institute of Chicago
Tisch, ca. 1675–1725, Schloss Skokloster
Konsoltisch (Ende 17. Jahrhundert), Burchardt Precht (* 1651 in Bremen-1738 in Stockholm), Hallwyl Museum, Stockholm
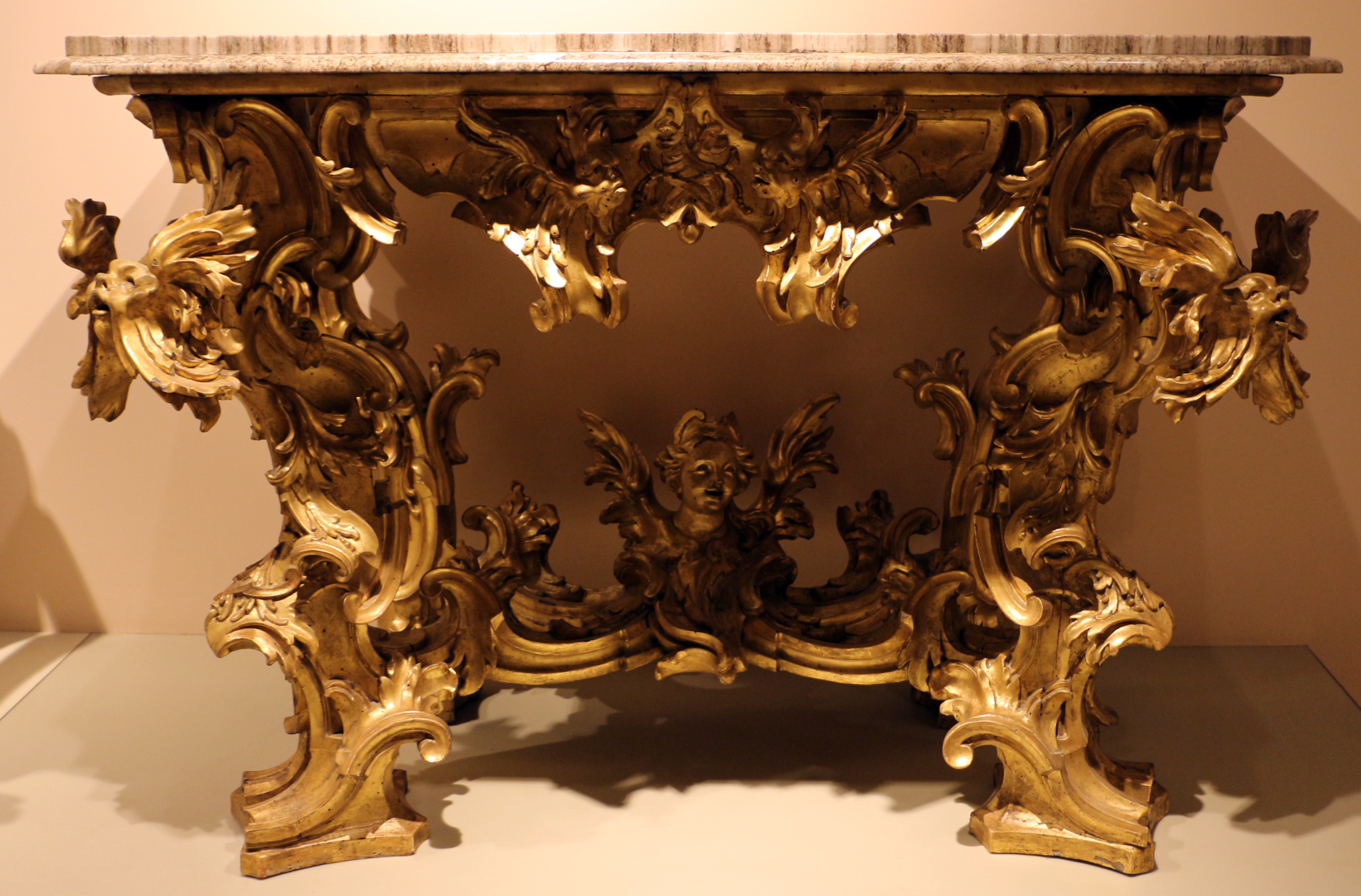
Konsoltisch mit vergoldeter Schnitzerei und Marmorplatte, römisch, ca. 1710, Möbelmuseum Mailand
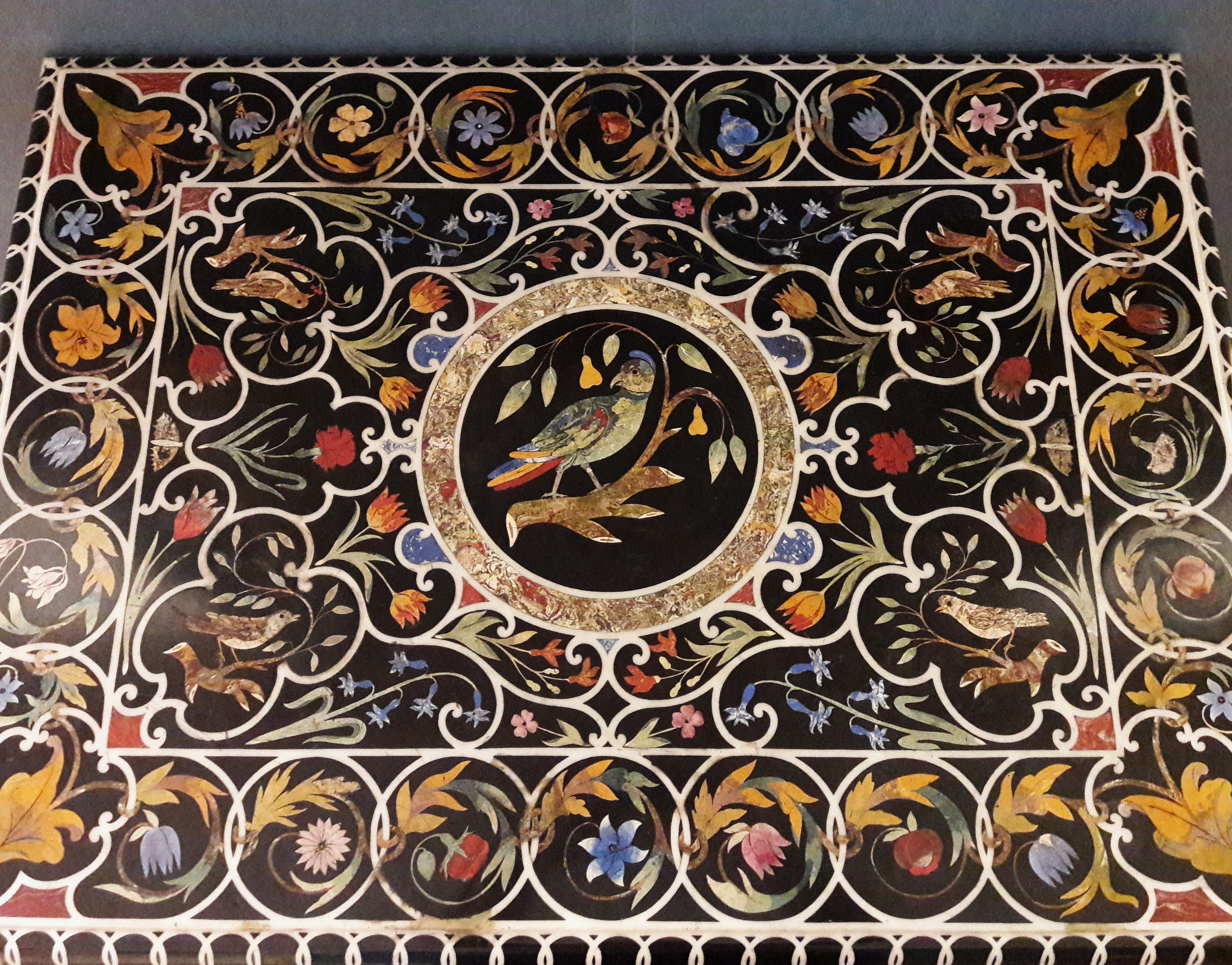
Pietra-dura-Tischplatte, Italien (Florenz ?), 1. Viertel d. 18. Jahrhunderts, Warschauer Königsschloss
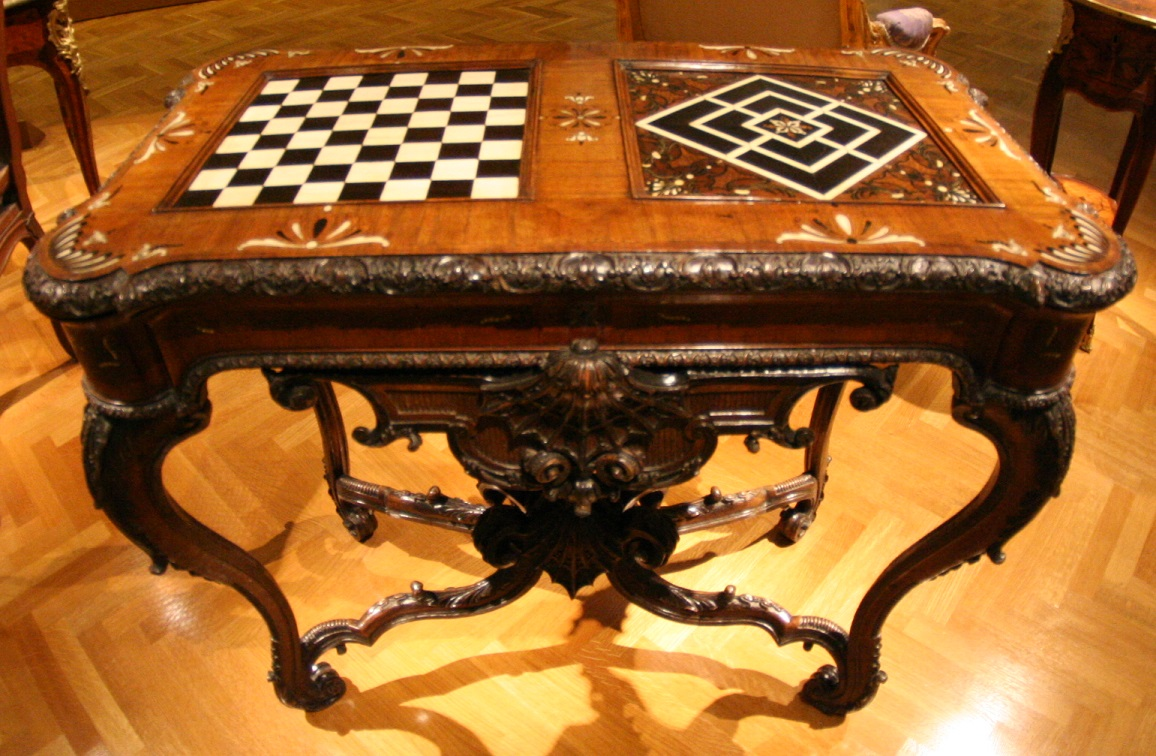
Spieltisch (u. a. mit eingebautem Schachbrett), Mainz, 1735, Cleveland Museum of Art

Barockmöbel: Stühle
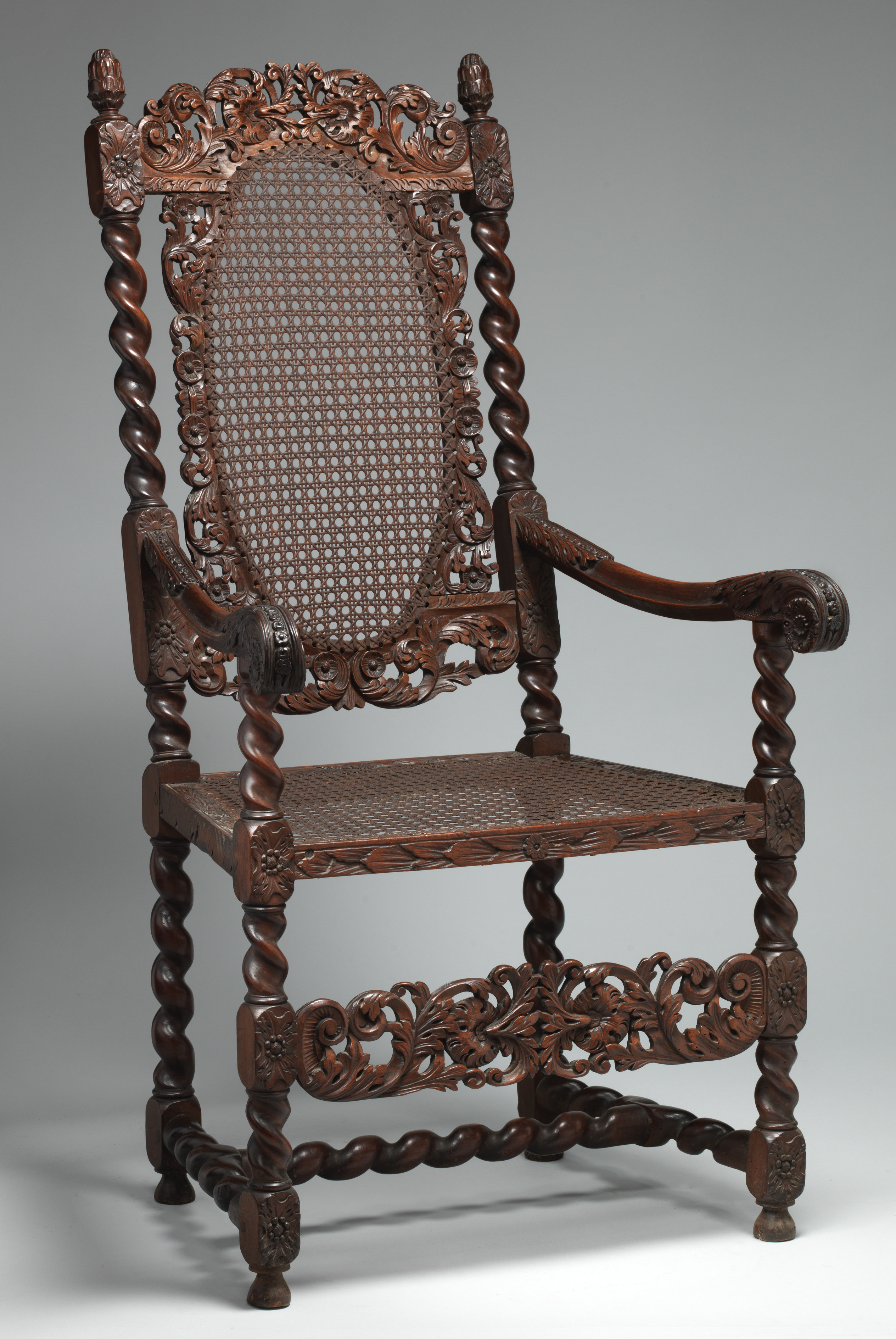
Armstuhl, britisch, um 1680, Metropolitan Museum, New York
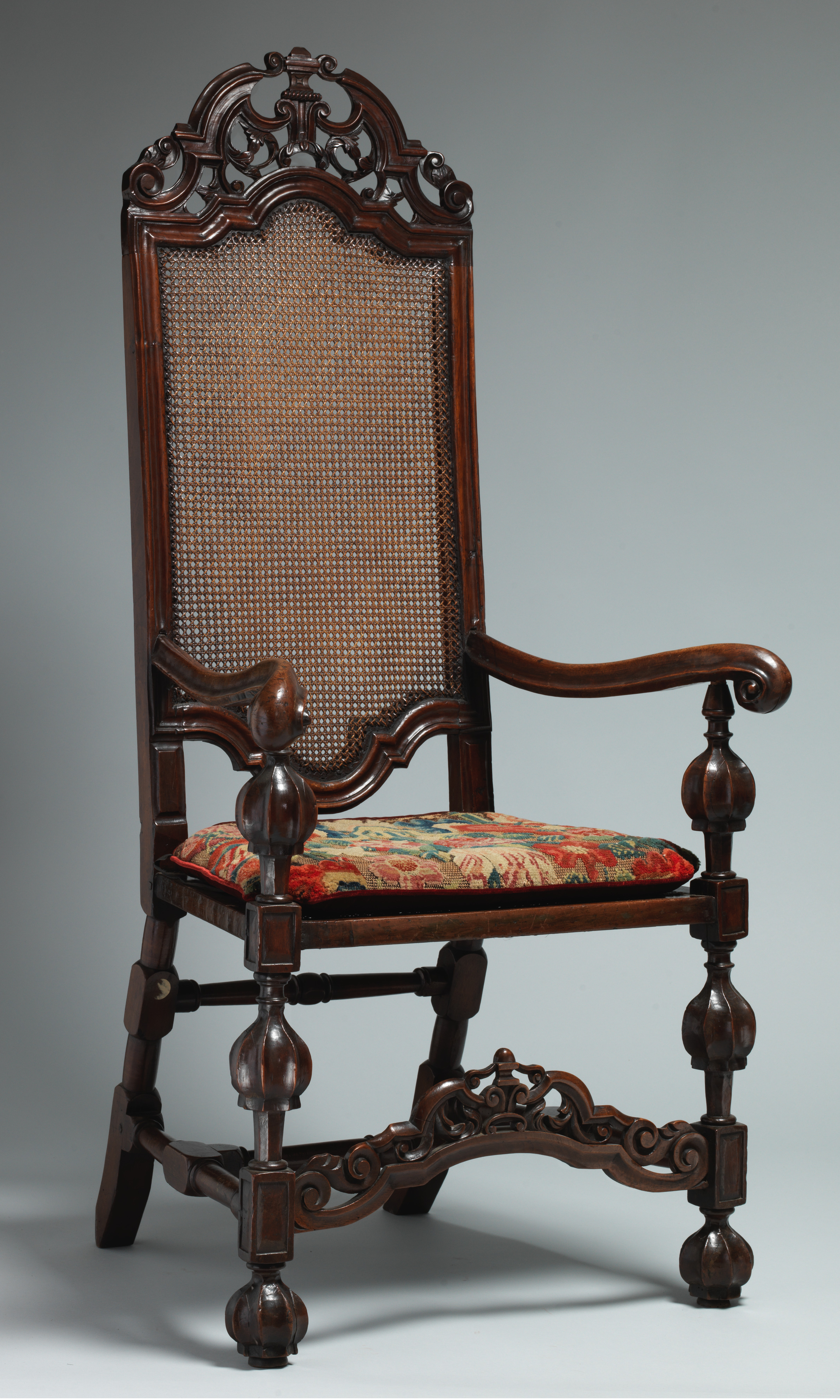
Armstuhl, britisch, um 1690, Nussbaum, Metropolitan Museum, New York
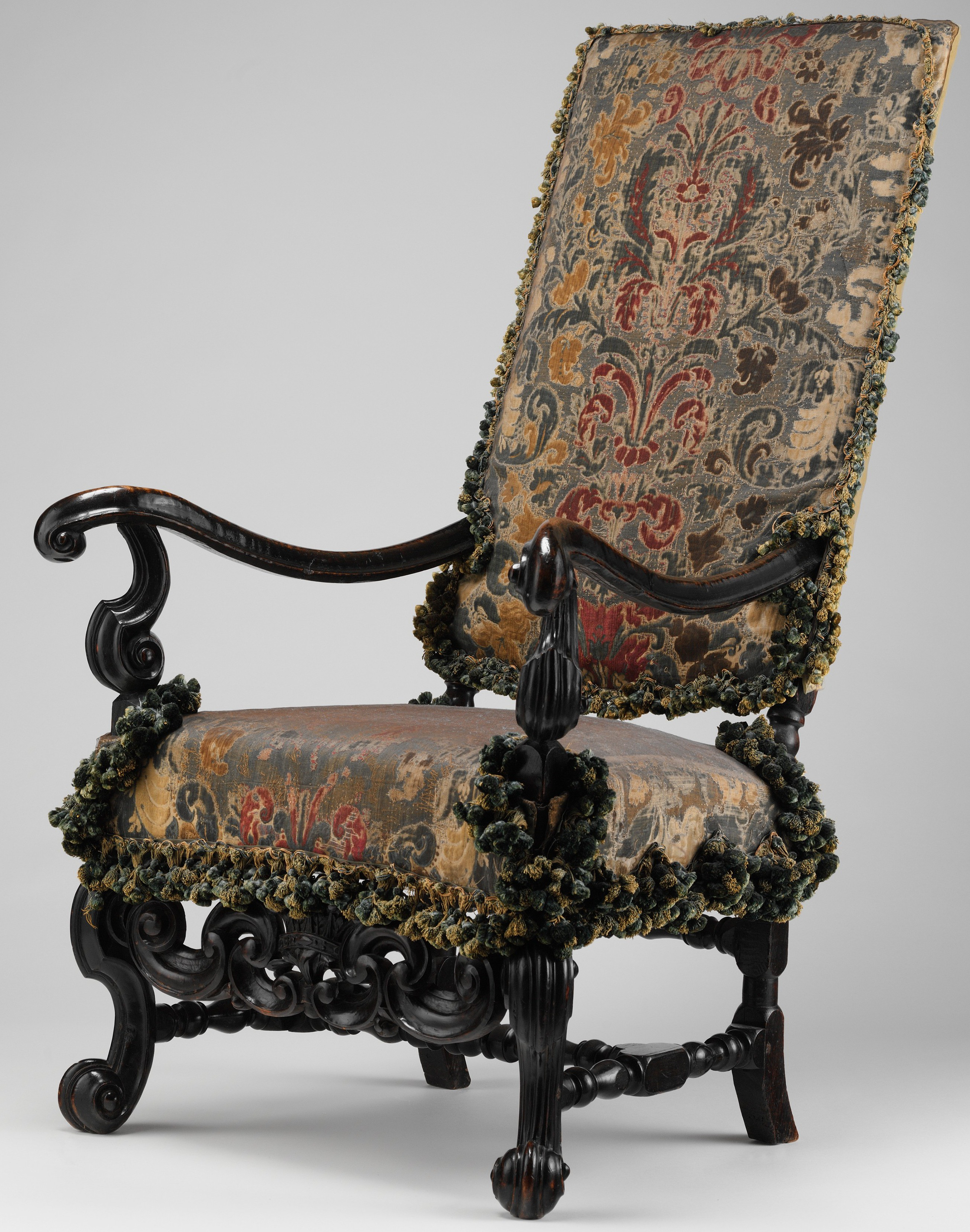
Armstuhl mit Genueser Samtbezug, britisch, um 1700, Birke (geschwärzt), Metropolitan Museum, New York
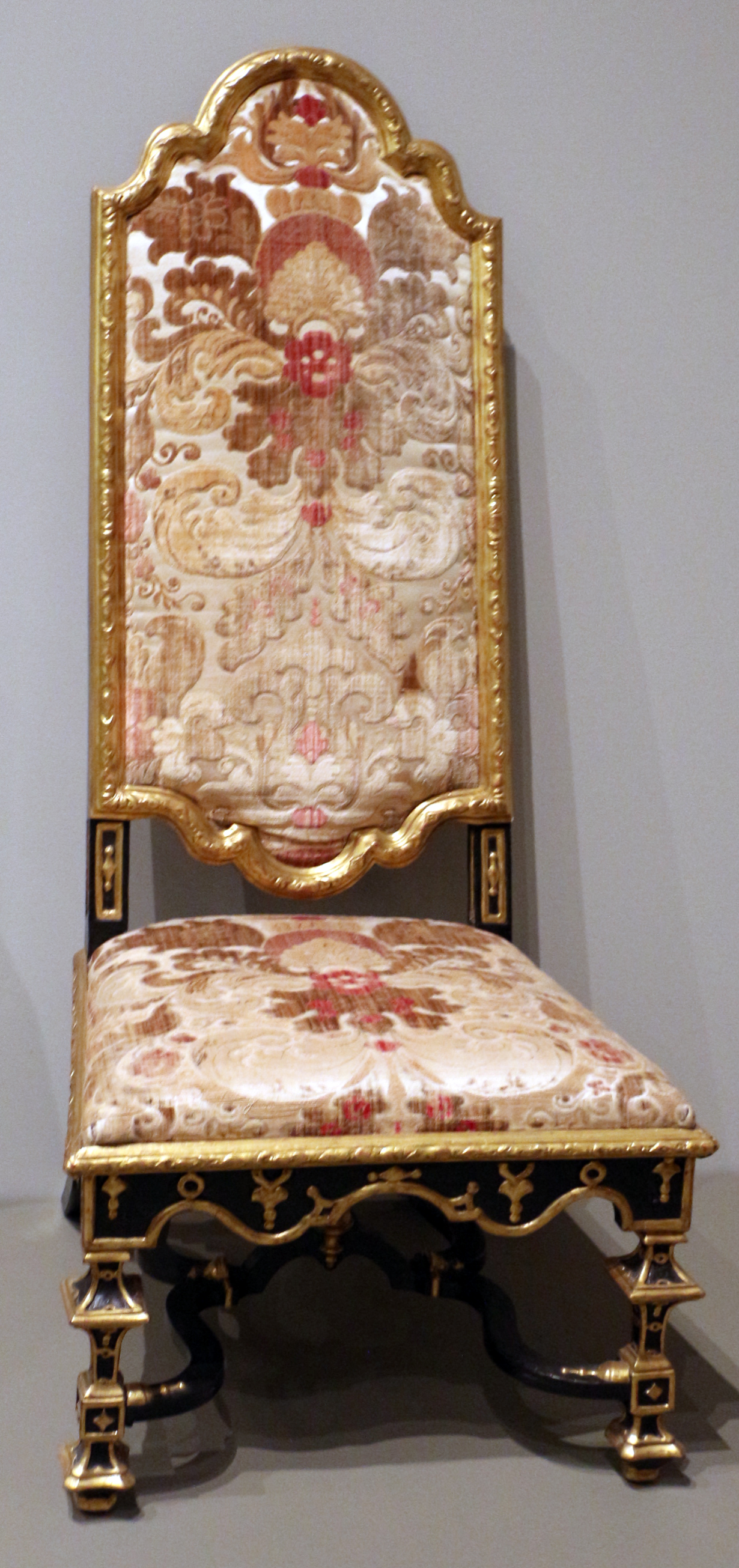
Englischer Barock-Stuhl (Polsterung modern), London, ca. 1690–1700, Art Institute of Chicago
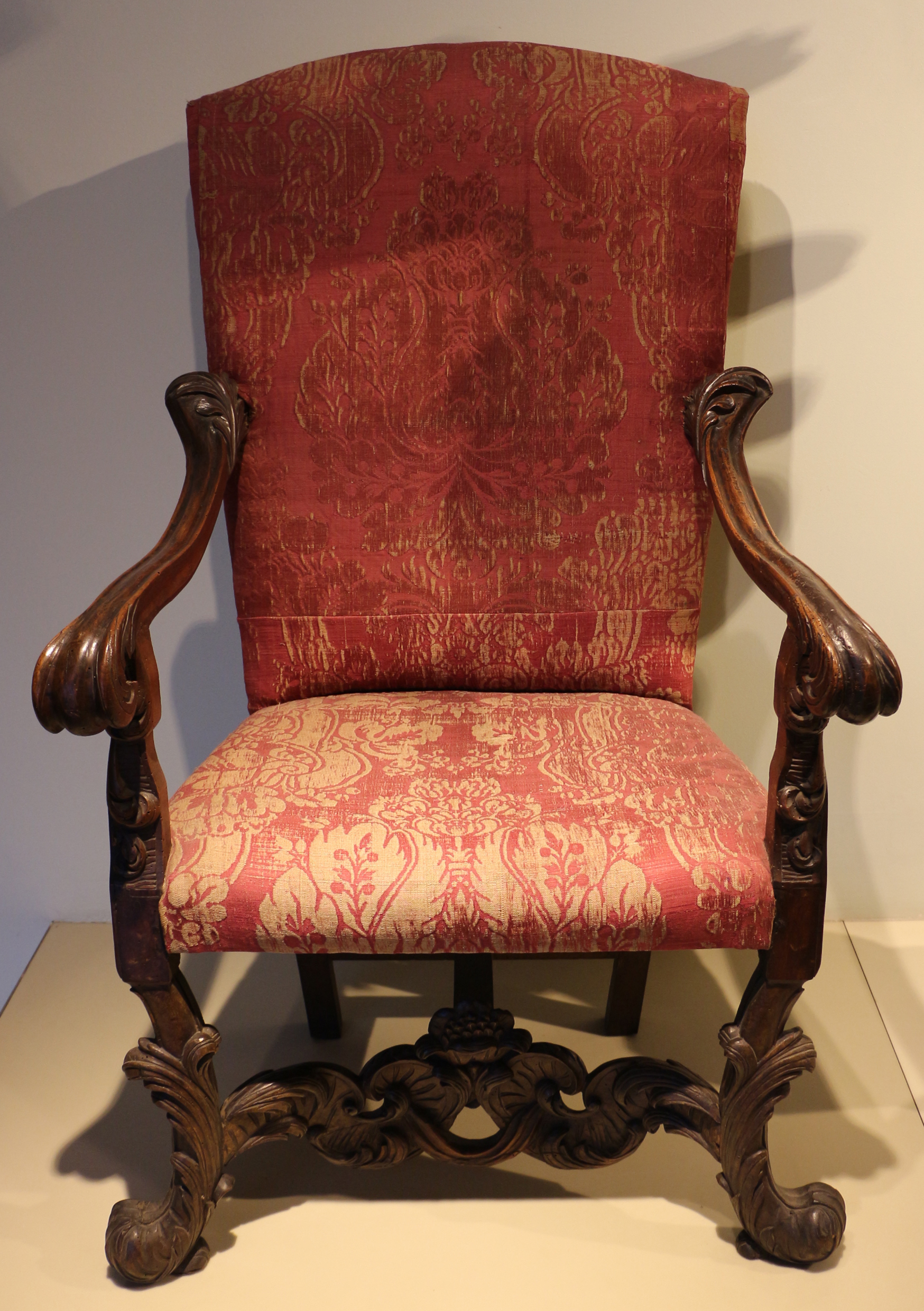
Armstuhl, Bergamo, ca. 1700–25, Möbelmuseum Mailand
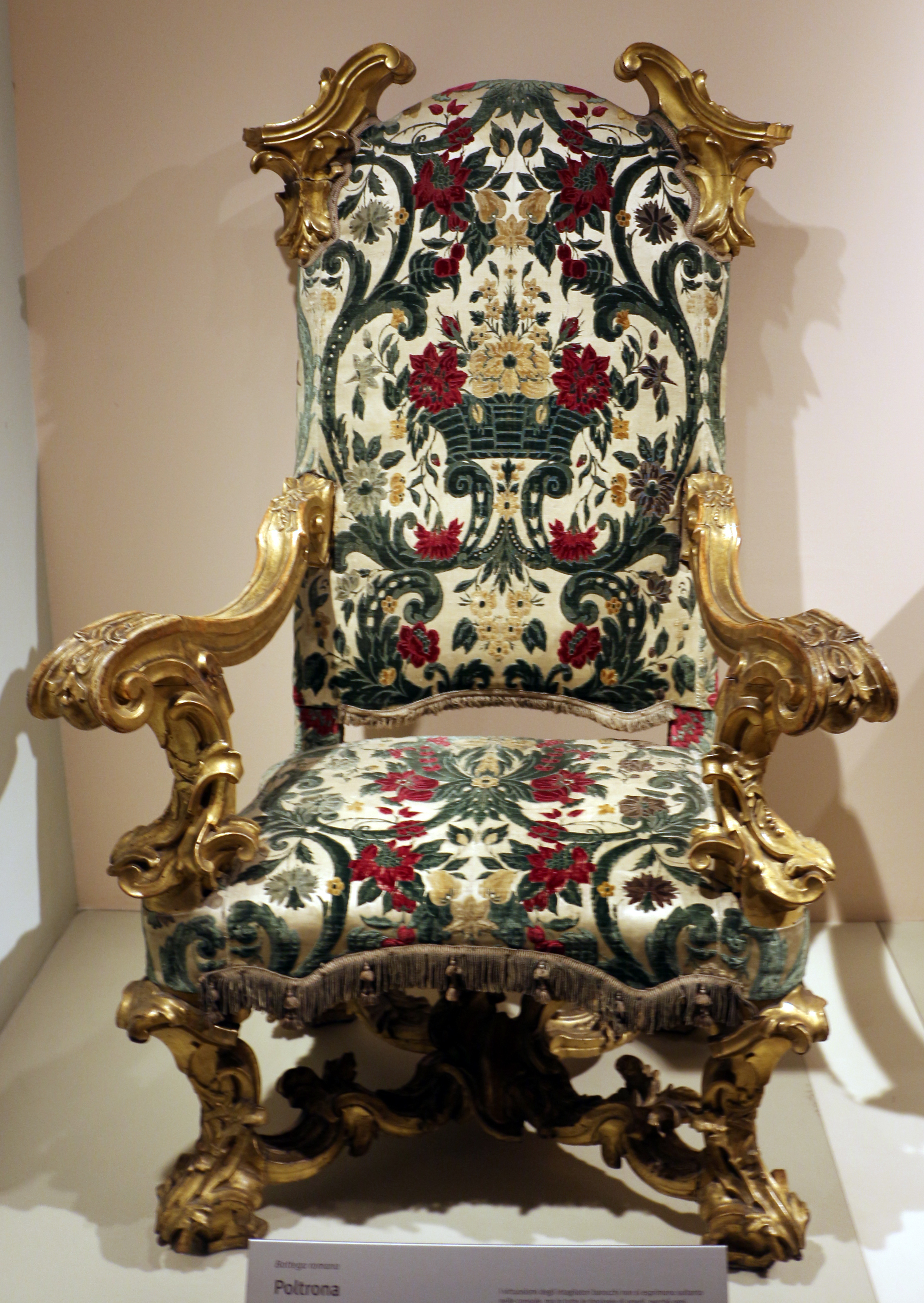
Armstuhl, römisch, ca. 1700–25, Nussbaum, vergoldet, und Samt
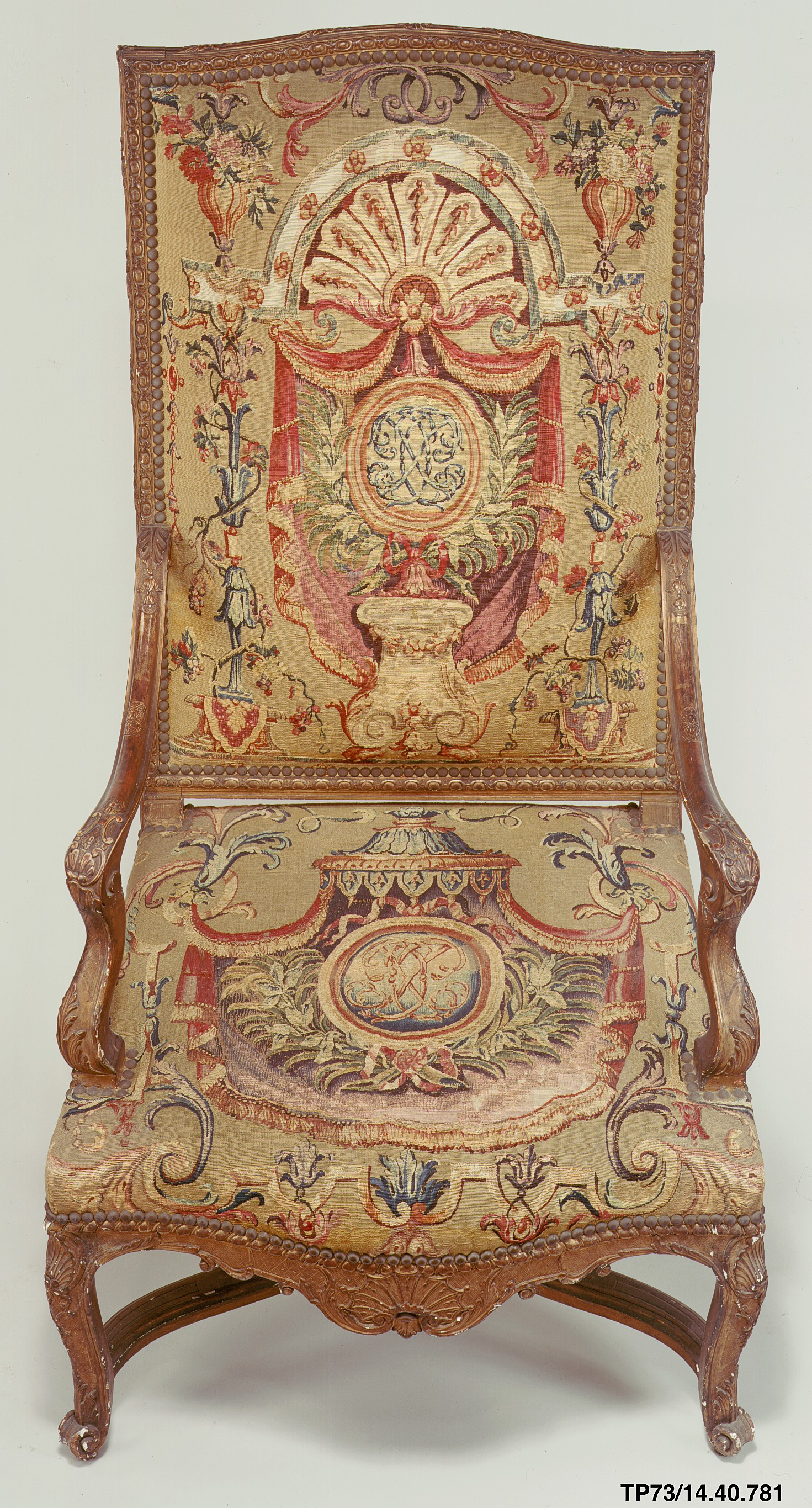
Armstuhl mit Beauvais-Tapisserie nach Jean Bérain, 1715–20 (style Régence), Metropolitan Museum, New York
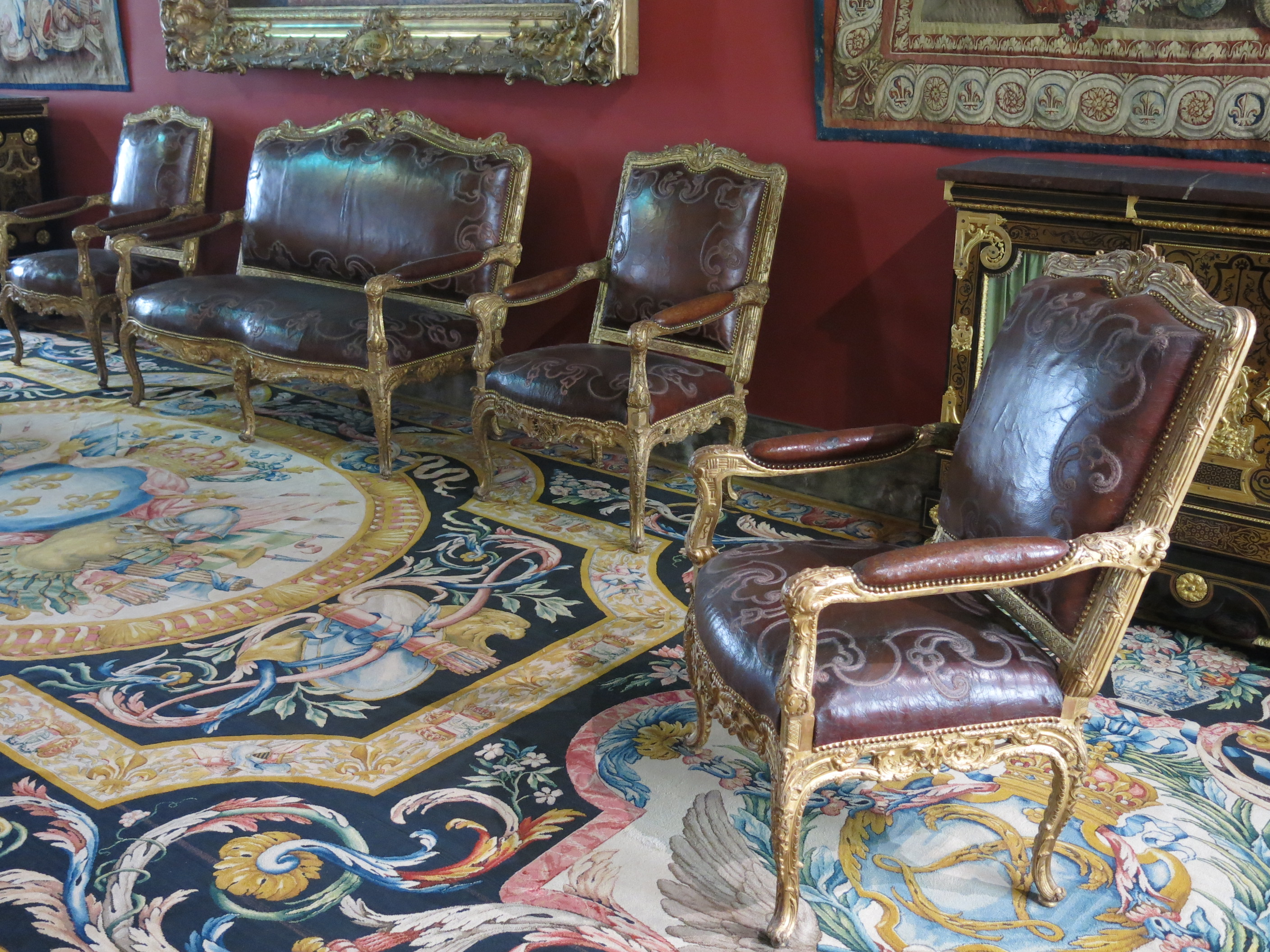
Canapé und Fauteuils „à la reine“ aus dem Hôtel von Pierre Crozat in der Rue de Richelieu, 1710–20 (Style Régence), Département des objets d'arts, Louvre, Paris
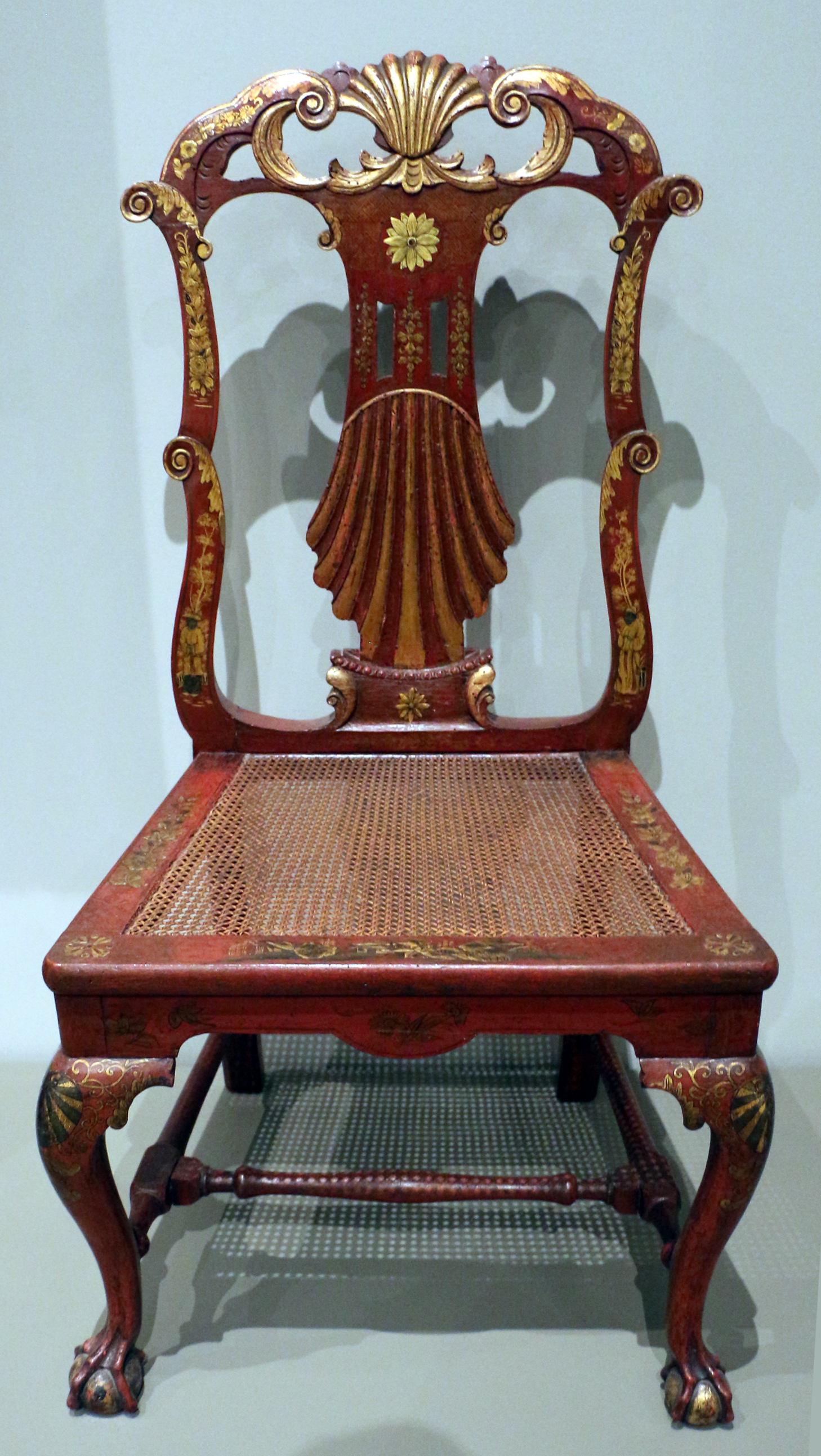
Rokoko-Stuhl aus rotem Lack, Giles Grendey, ca. 1735, Art Institute of Chicago
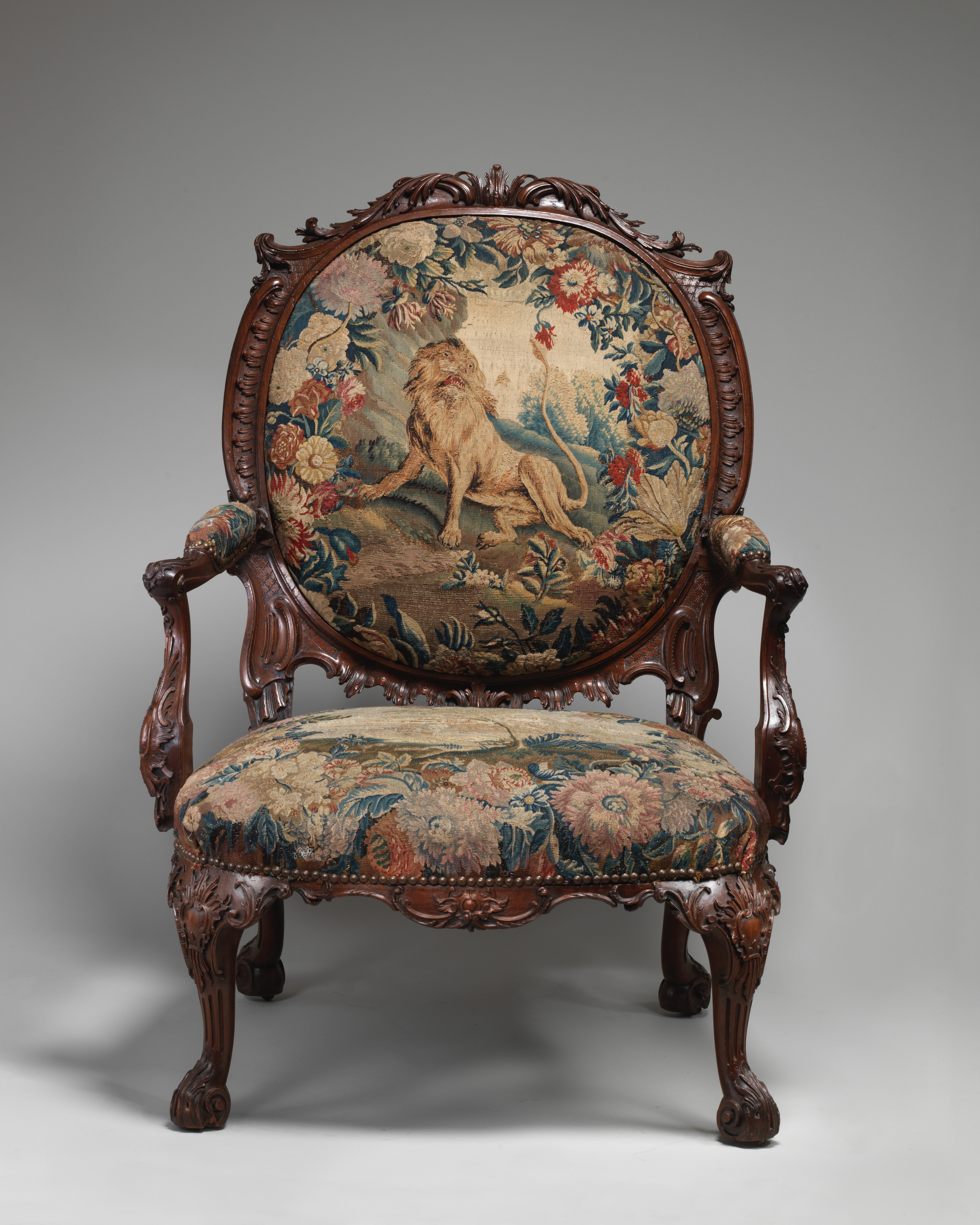
Armstuhl mit Tapisserie, britisch und französisch (wahrschnl. Beauvais), ca. 1755–65, Metropolitan Museum, New York
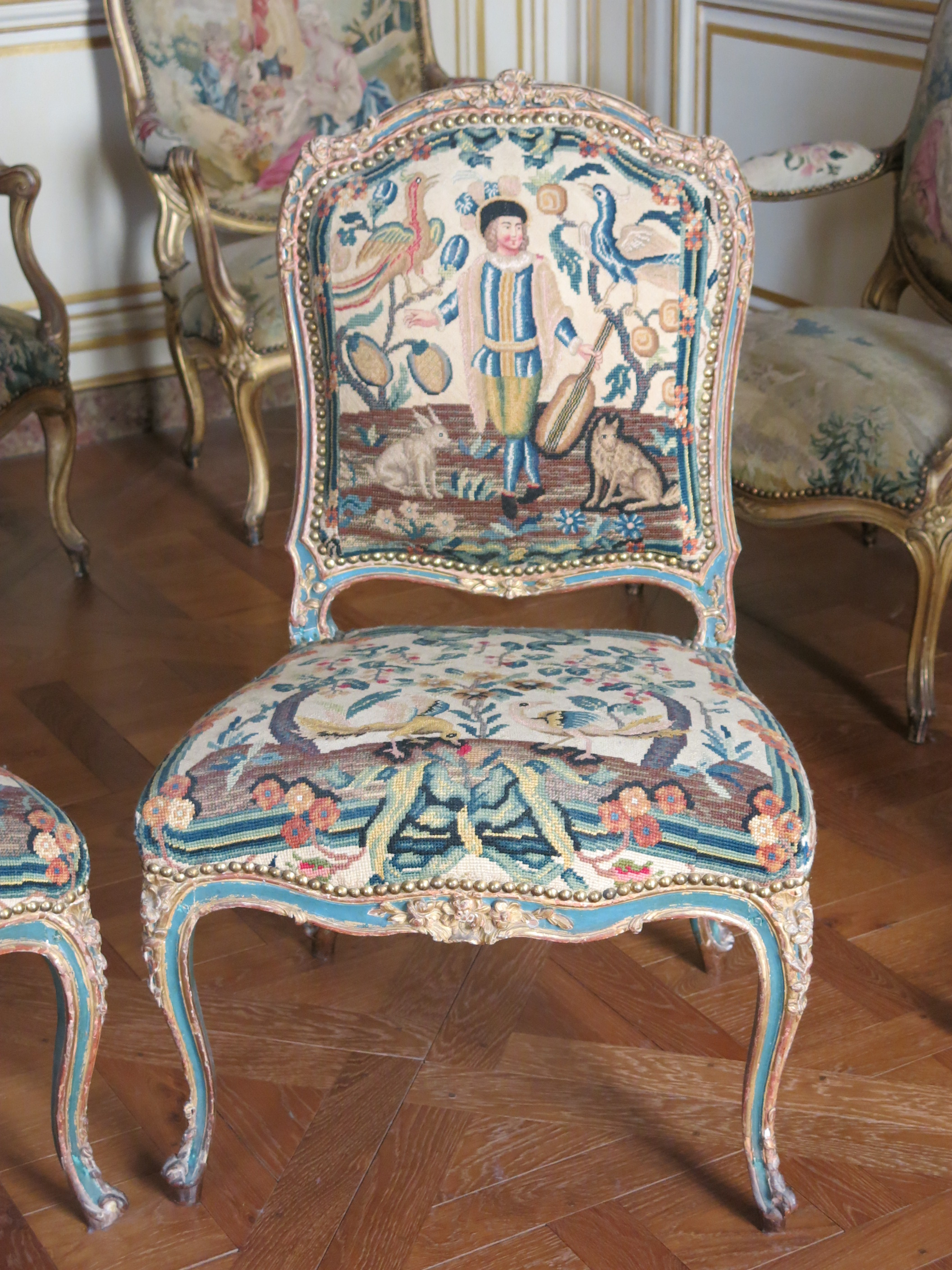
Stühle „à la reine“, ca. 1760 (style Louis XV), Louvre, Paris

Barockmöbel: Kabinettschränke
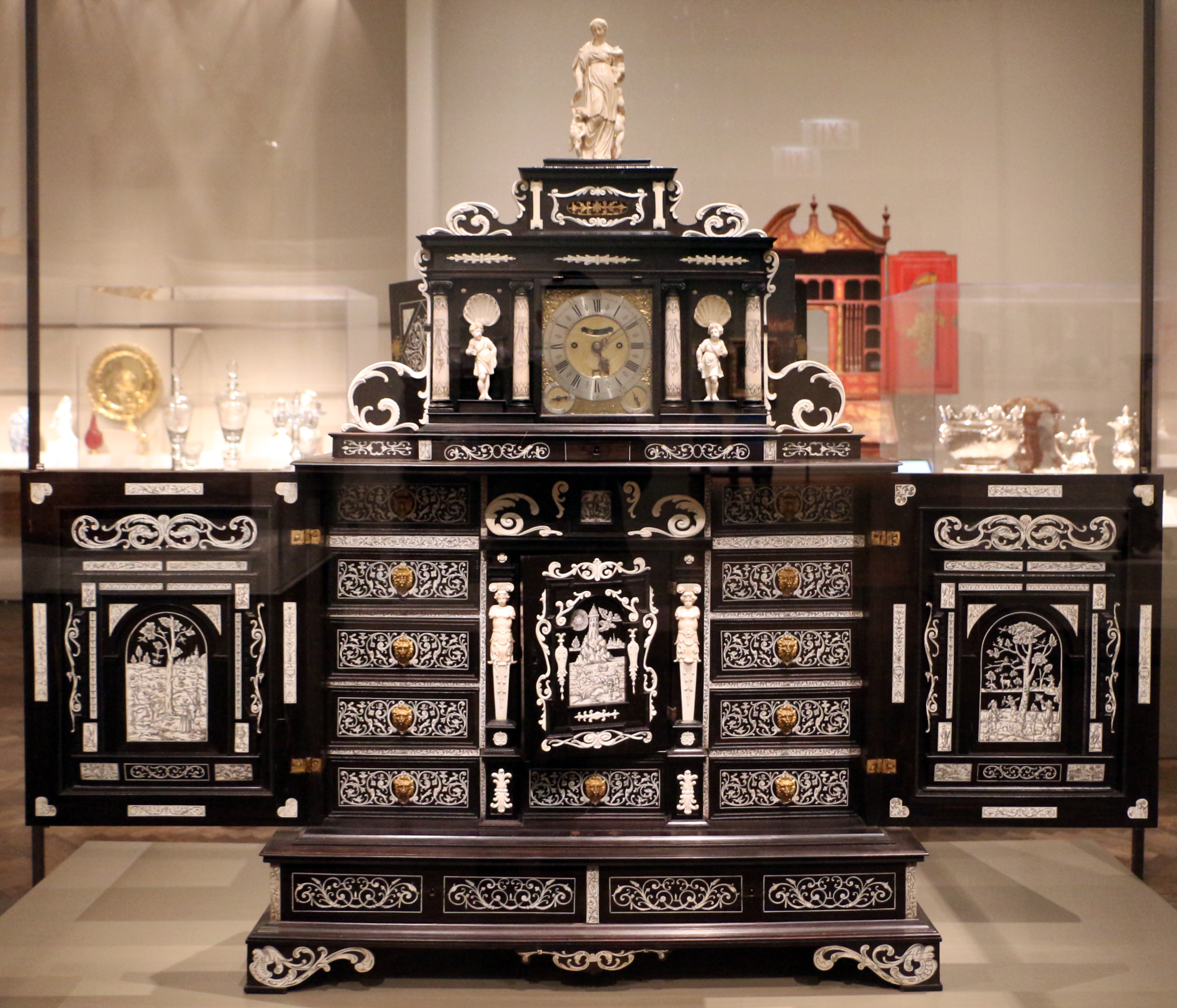
Kabinettschrank, ca. 1630, Philipp Hainhofer (1578–1647), Augsburg, Ebenholz, Elfenbein, Holz (Relief), vergoldete Bronze, Eisen, Art Institute of Chicago
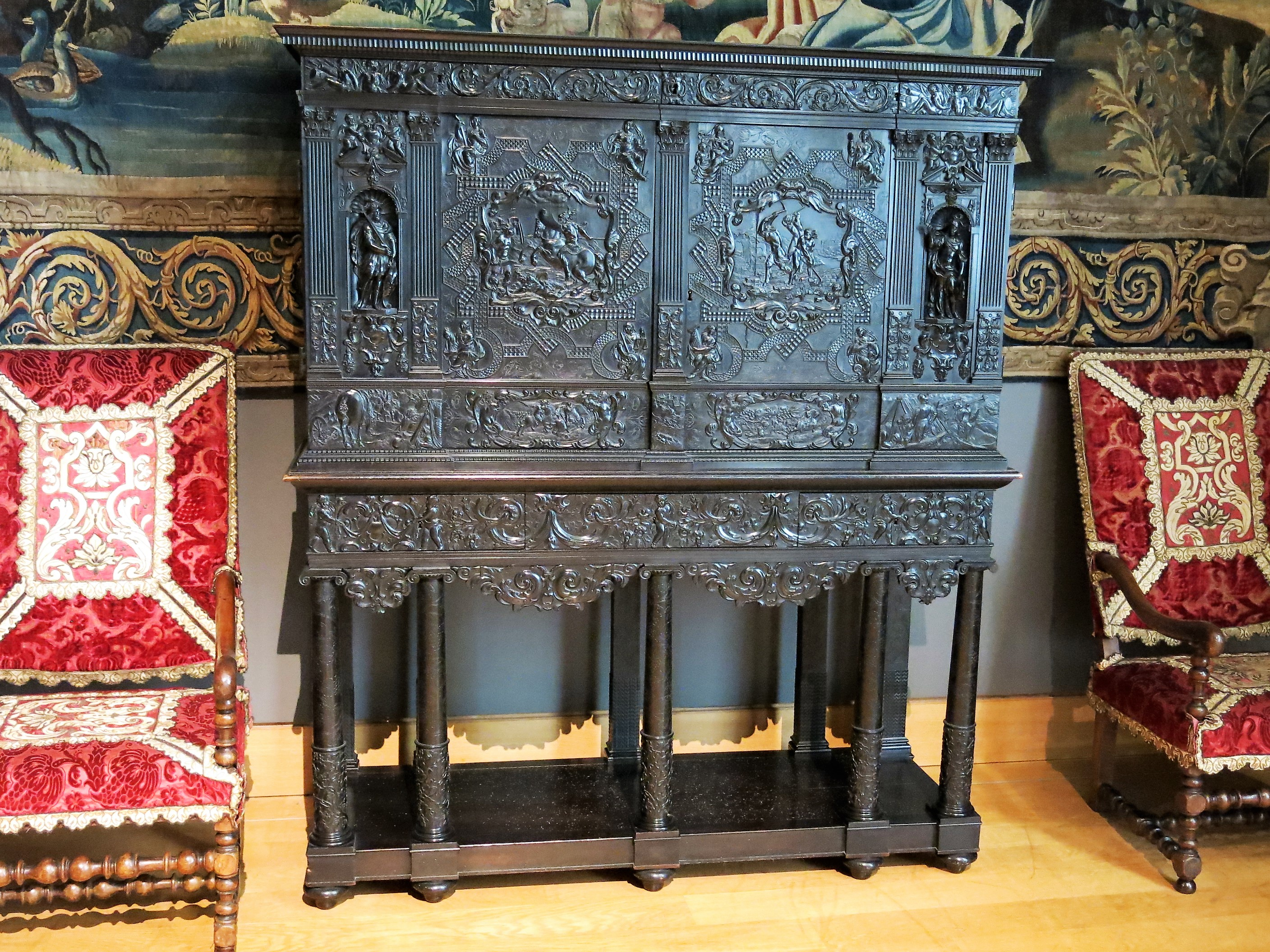
Kabinettschrank aus Ebenholz, Paris ca. 1645, und Stühle (style Louis XIII), Louvre, Paris
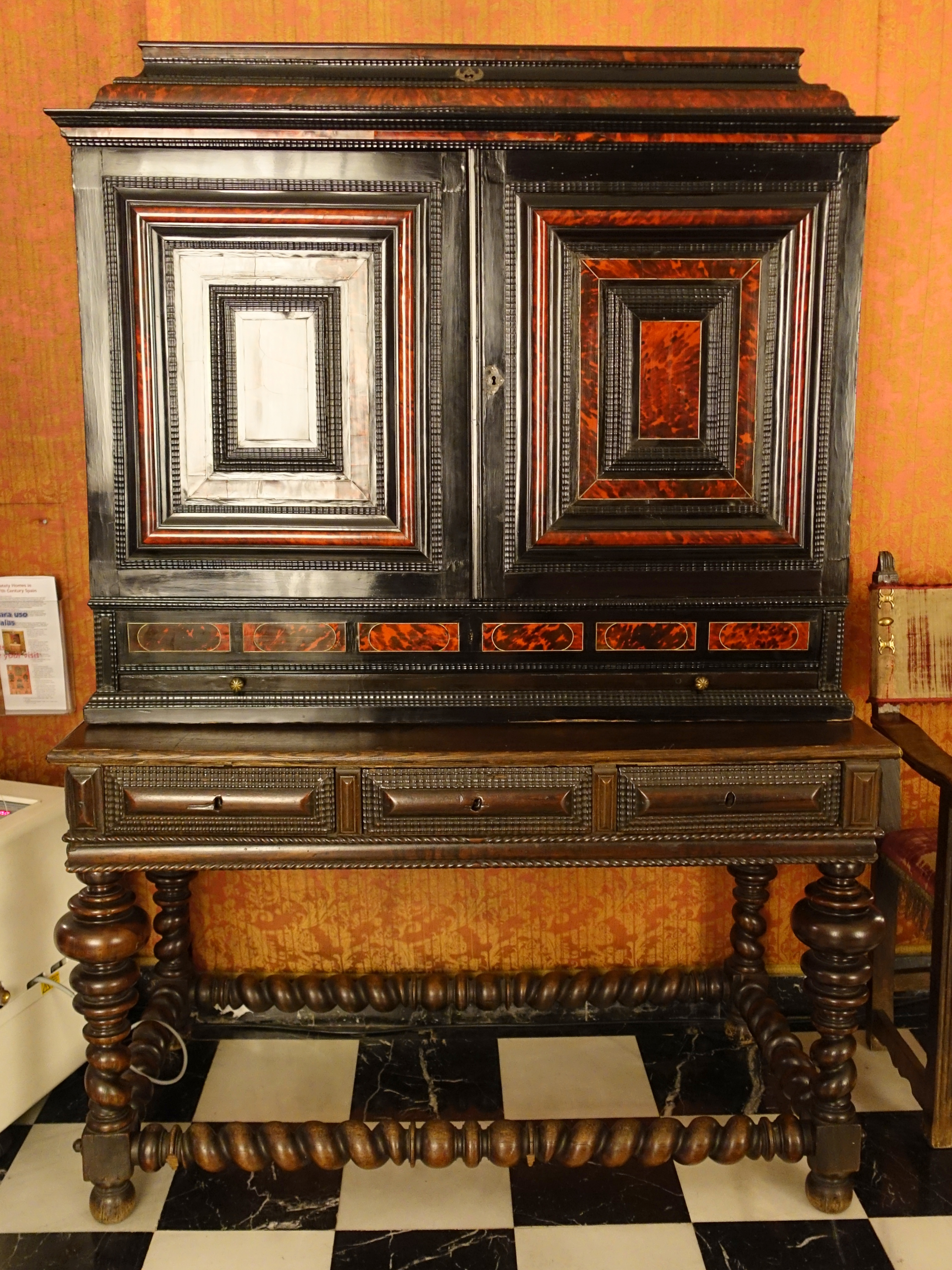
Kabinettschrank, Flandern, 17. Jahrhundert, Ebenholz und Schildpatt, Museo Nacional de Artes Decorativas, Madrid
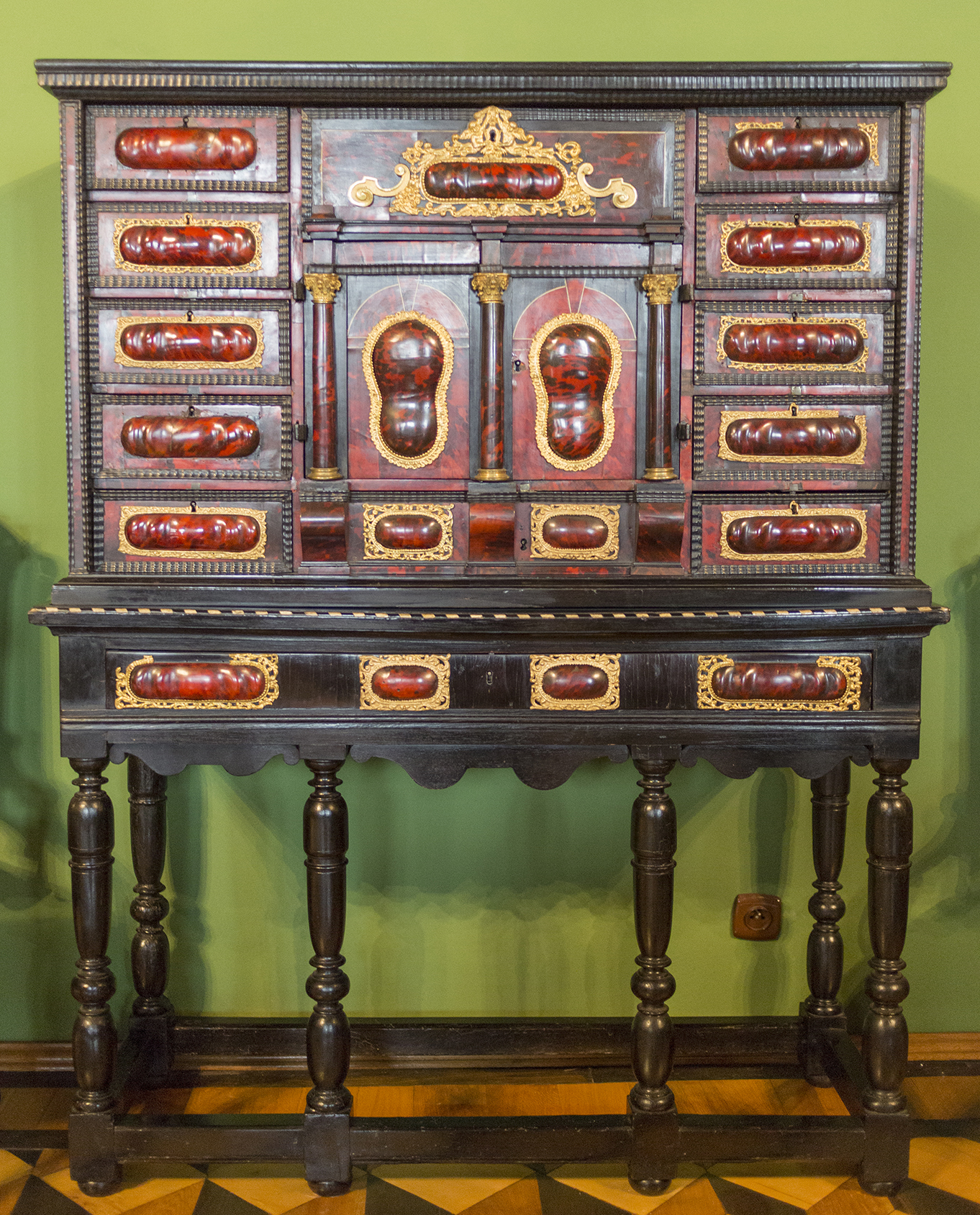
Kabinettschrank, Flandern, 17. Jahrhundert, Ebenholz und Schildpatt, Museum der Jagiellonen-Universität Krakau
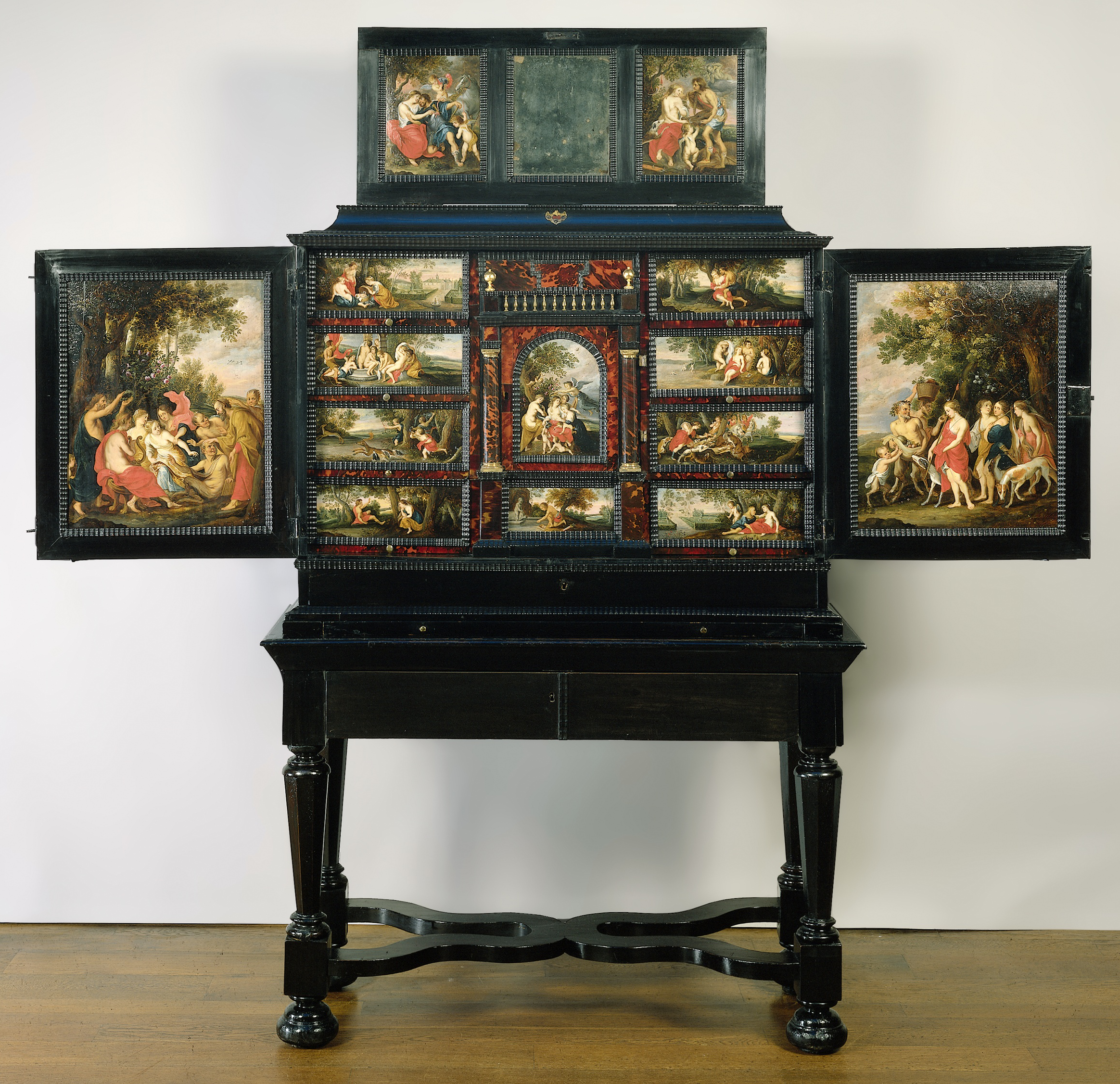
Kunstschrank mit mythologischen Darstellungen (Schule von Rubens), ca. 1650, diverse Hölzer (Linde, Ebenholz), Elfenbein, Kupfer, Kupfer, Schildpatt, Glas. Rijksmuseum Amsterdam
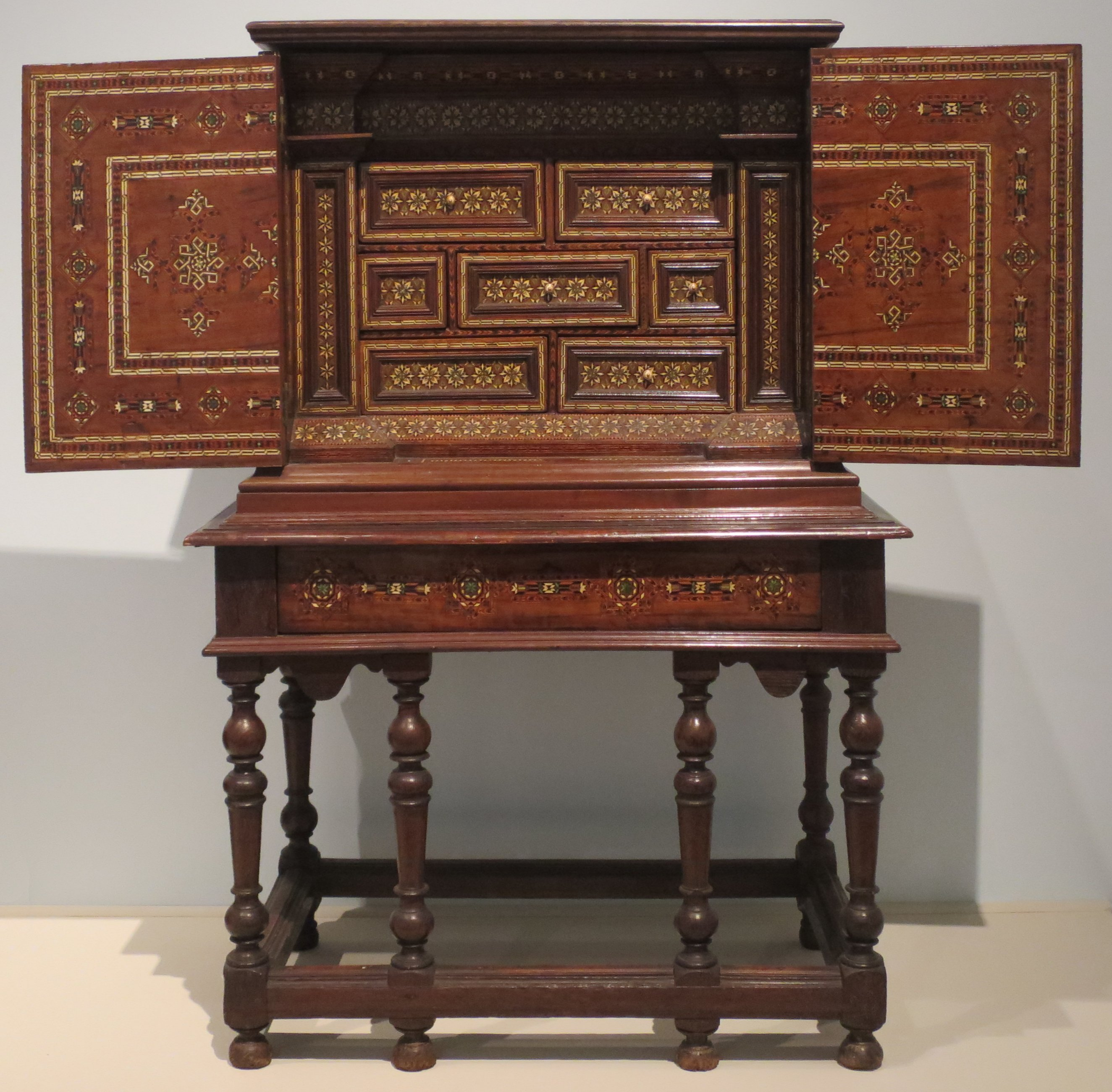
Kabinettschrank mit islamischem Design, Spanien, 17. Jahrhundert, Holz, Elfenbein und Metall, Honolulu Museum of Art
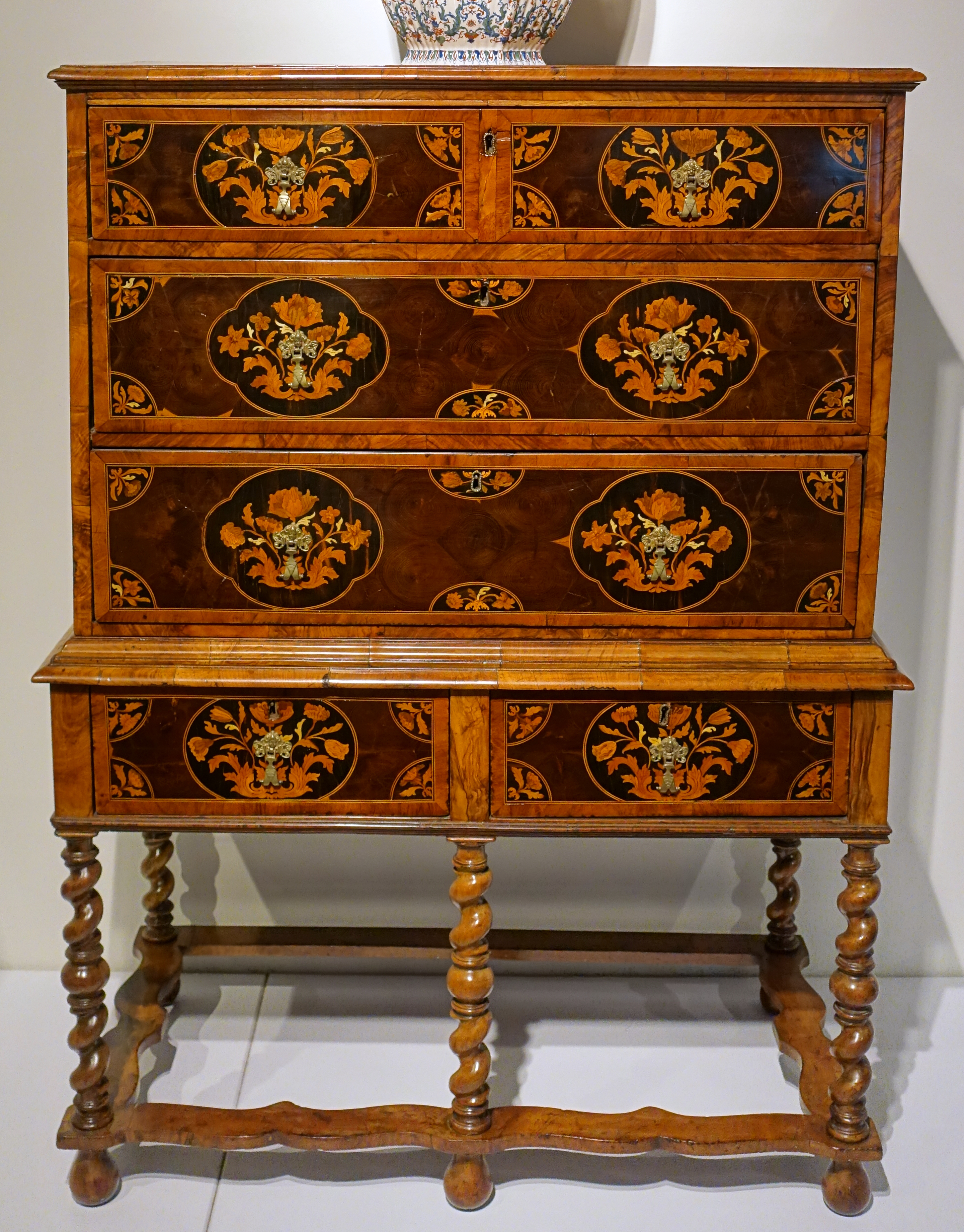
Kabinettschrank, England, ca. 1680, Nussbein mit Intarsien aus Elfenbein, diversen Hölzer, Messing, Montreal Museum of Fine Arts, Montreal
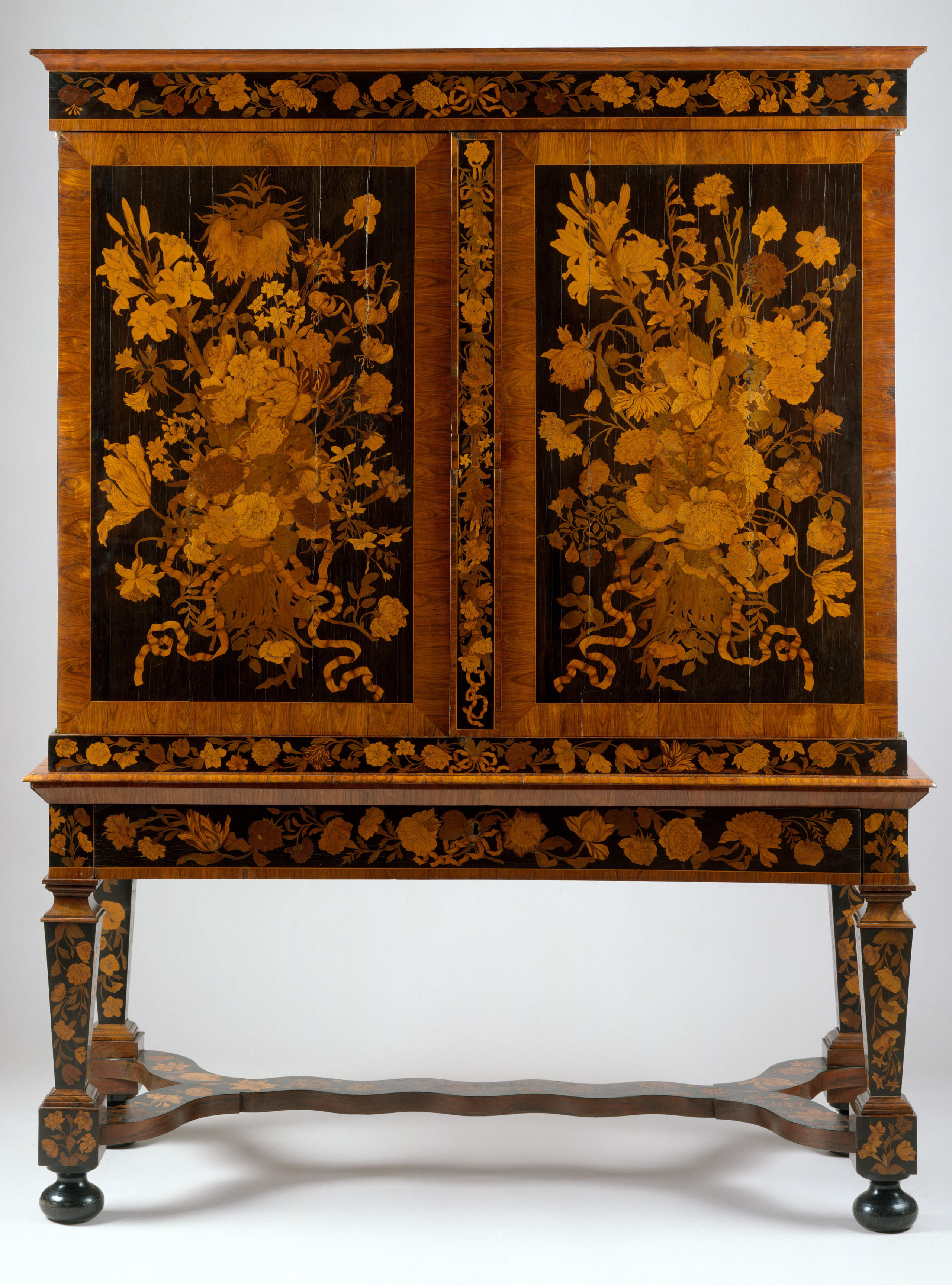
Kabinettschrank mit Intarsien aus verschiedenen Hölzern (Rosenholz, Ölbaum, Ebenholz, Holunder, Tulpenbaum, Berberitze), Jan van Mekeren, Amsterdam, ca. 1700–1710, Metropolitan Museum, New York

Barockmöbel: Kommoden
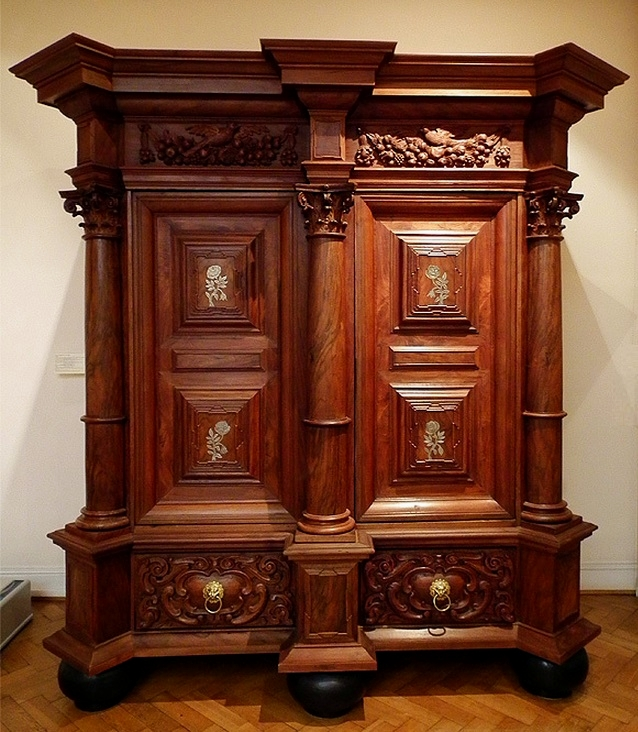
Schrank (228,5 × 225 × 89,5 cm), Danzig, ca. 1670–80, Linden- und Nussholzfurnier auf Kiefer, Zinn und Zink auf Messing, Nationalmuseum Warschau
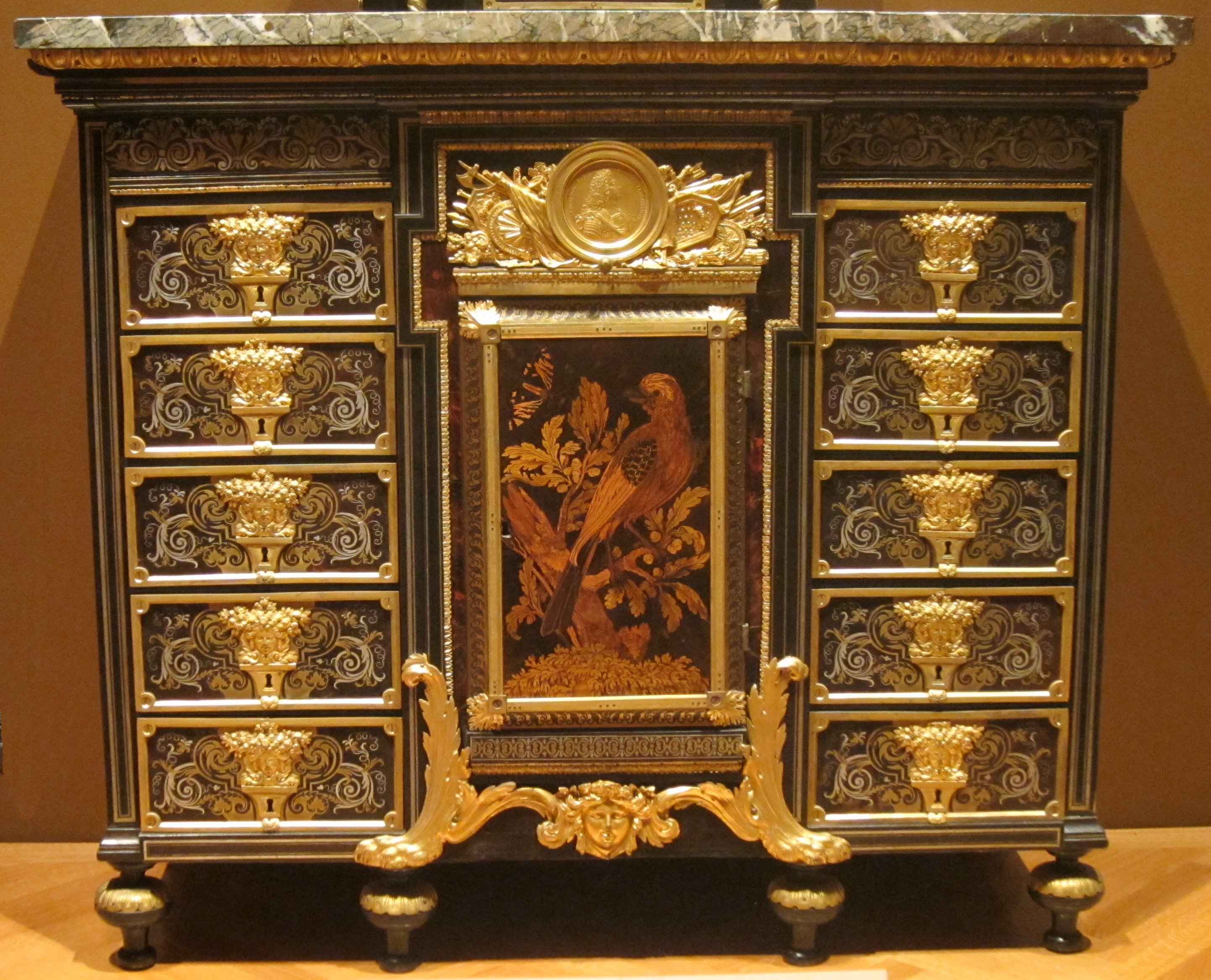
Kommode von André-Charles Boulle, ca. 1690, Boulle-Marketerie mit diversen Hölzern, Schildpatt, vergoldetem Messing, Cleveland Museum of Art
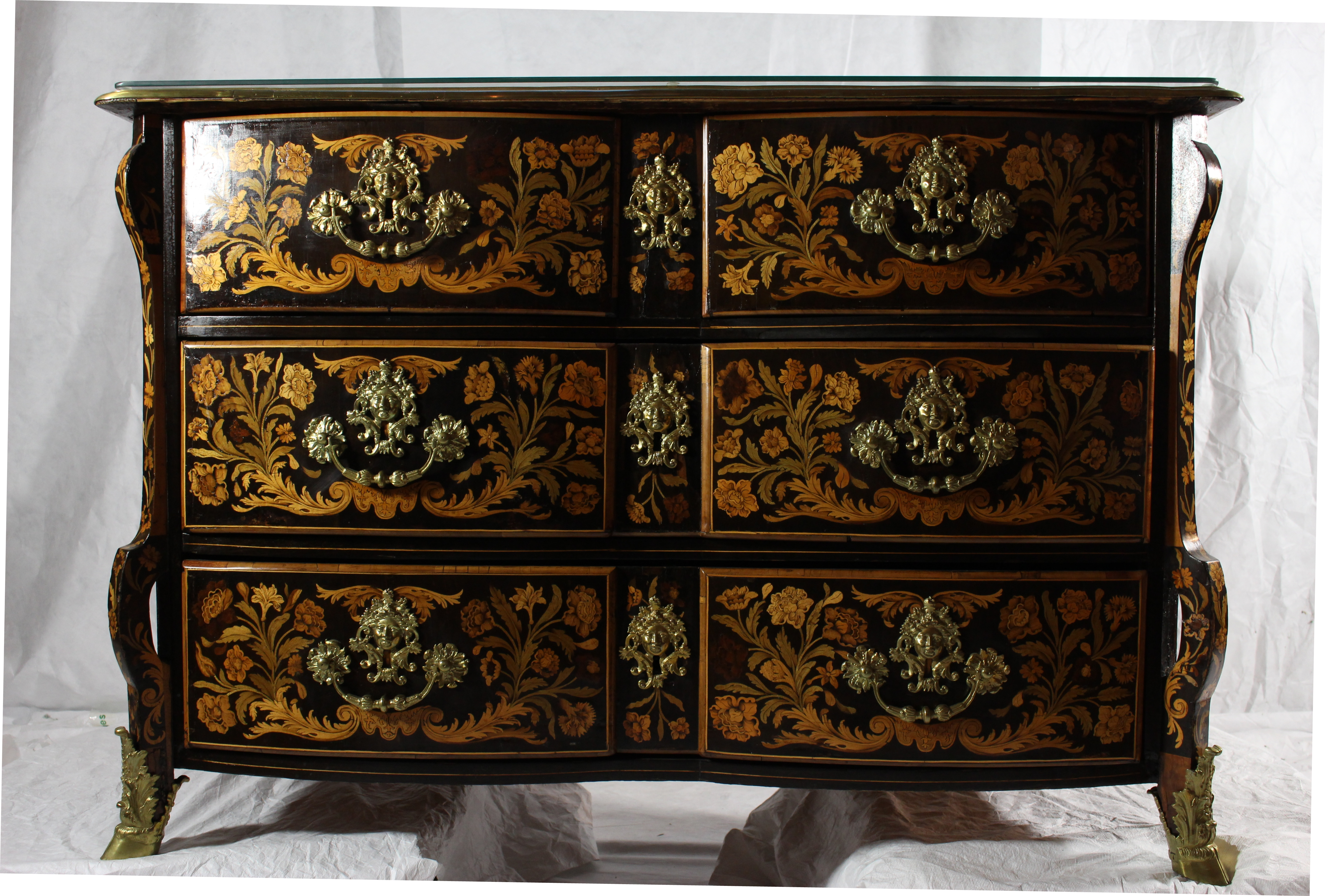
Commode mazarine, Thomas Hache zugeschrieben (1664–1747), um 1700, Musée des Hospices civils de Lyon
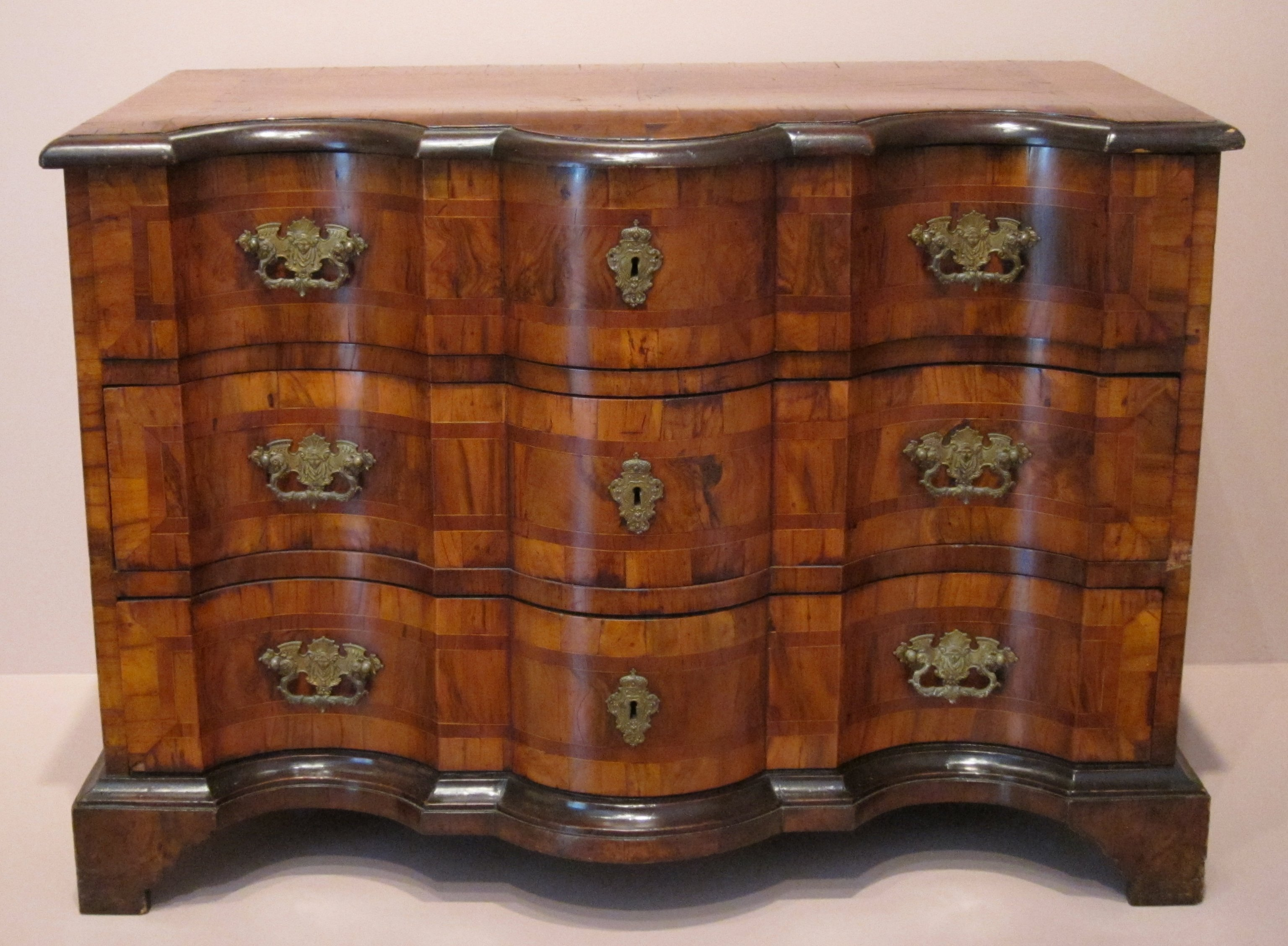
Kommode, deutsch, ca. 1725, diverse Hölzer (Nussbaum, Eiche, Obstbäume), Honolulu Museum of Art
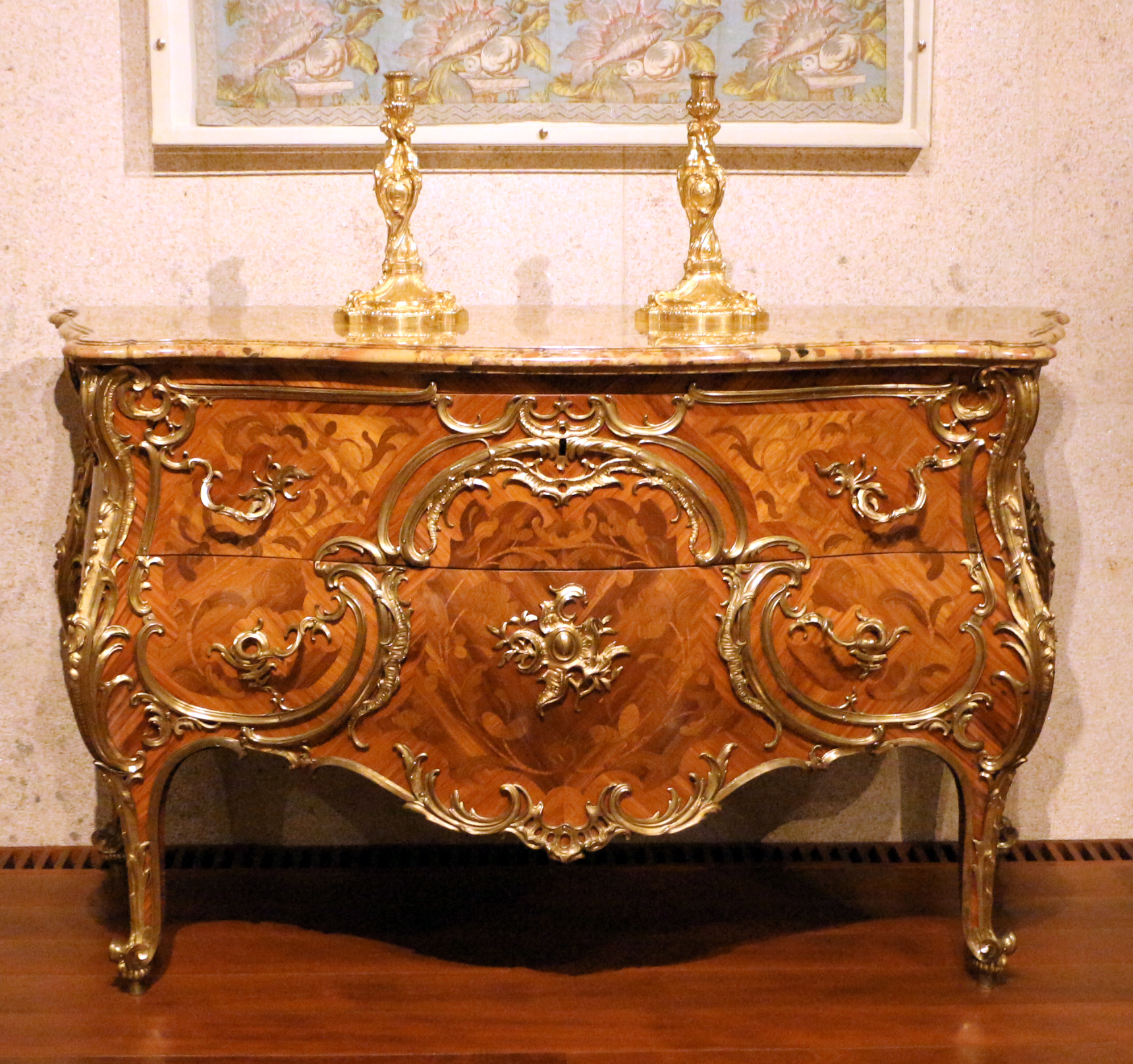
Kommode, Jean-Pierre Latz, Paris, ca. 1740–45, und ein Paar Kandelaber von Juste-Aurèle Meissonnier, ca. 1729, (style Louis XV), Museu Calouste Gulbenkian, Lissabon

Barockmöbel: Sekretäre
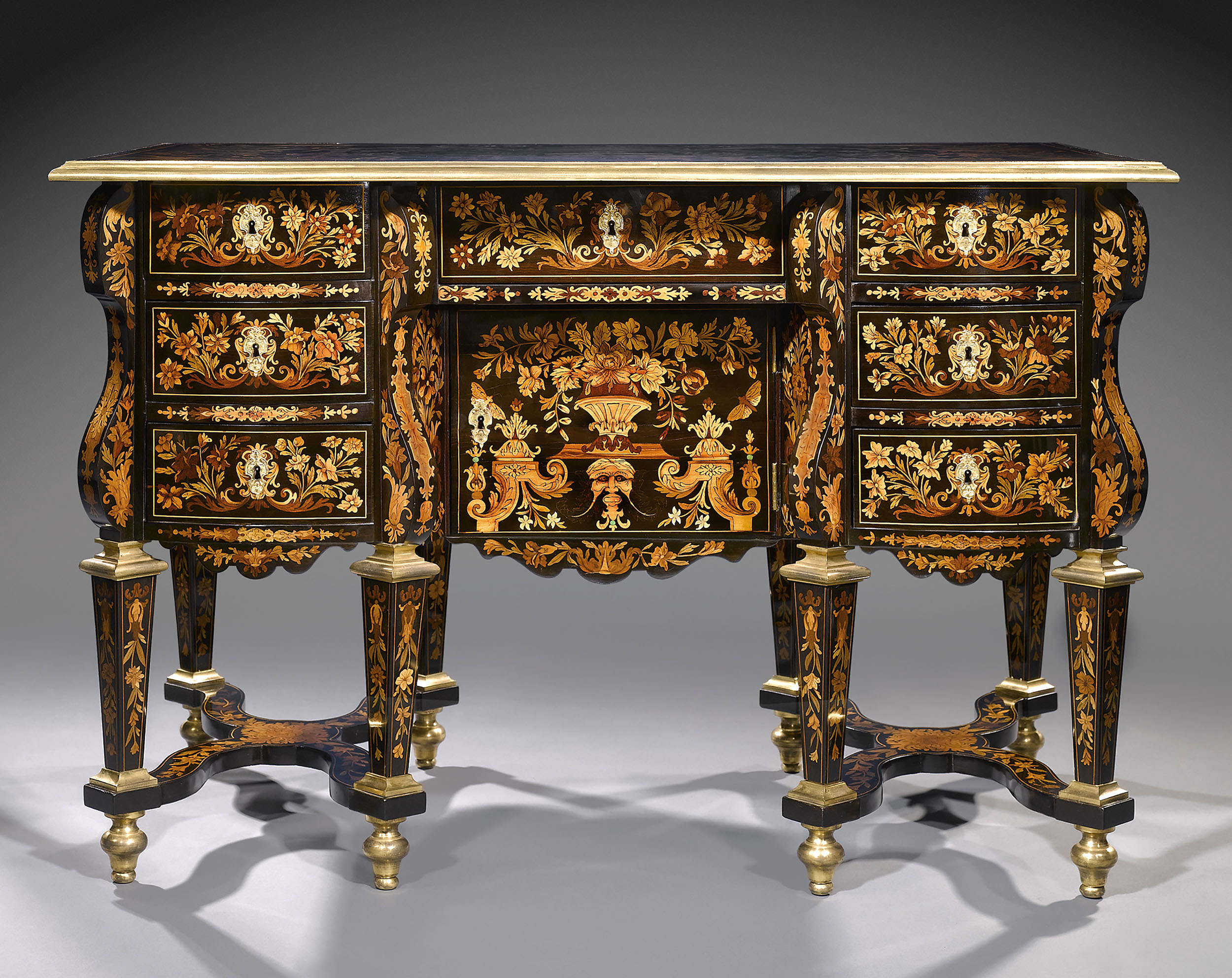
Sekretär, Pierre Gole zugeschrieben (1620–?), ca. 1660 (?)
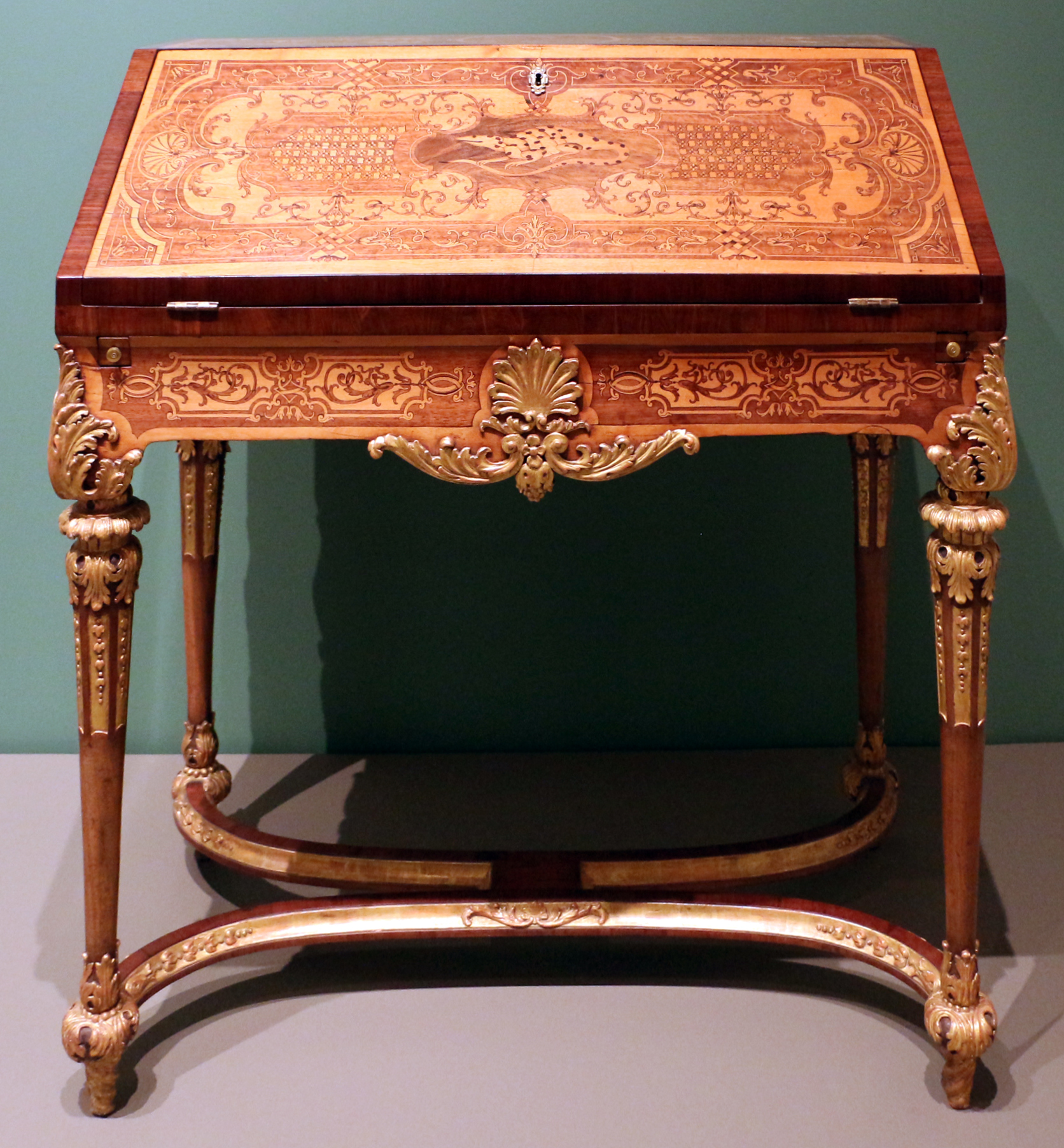
Schreibtisch, ca. 1720, Heinrich Ludwig Rohde oder Ferdinand Plitzner (zugeschr.), Marqueterie mit Ahorn, Amaranth, Mahagoni, Nussbaum auf Fichte und Eiche, Art Institute of Chicago
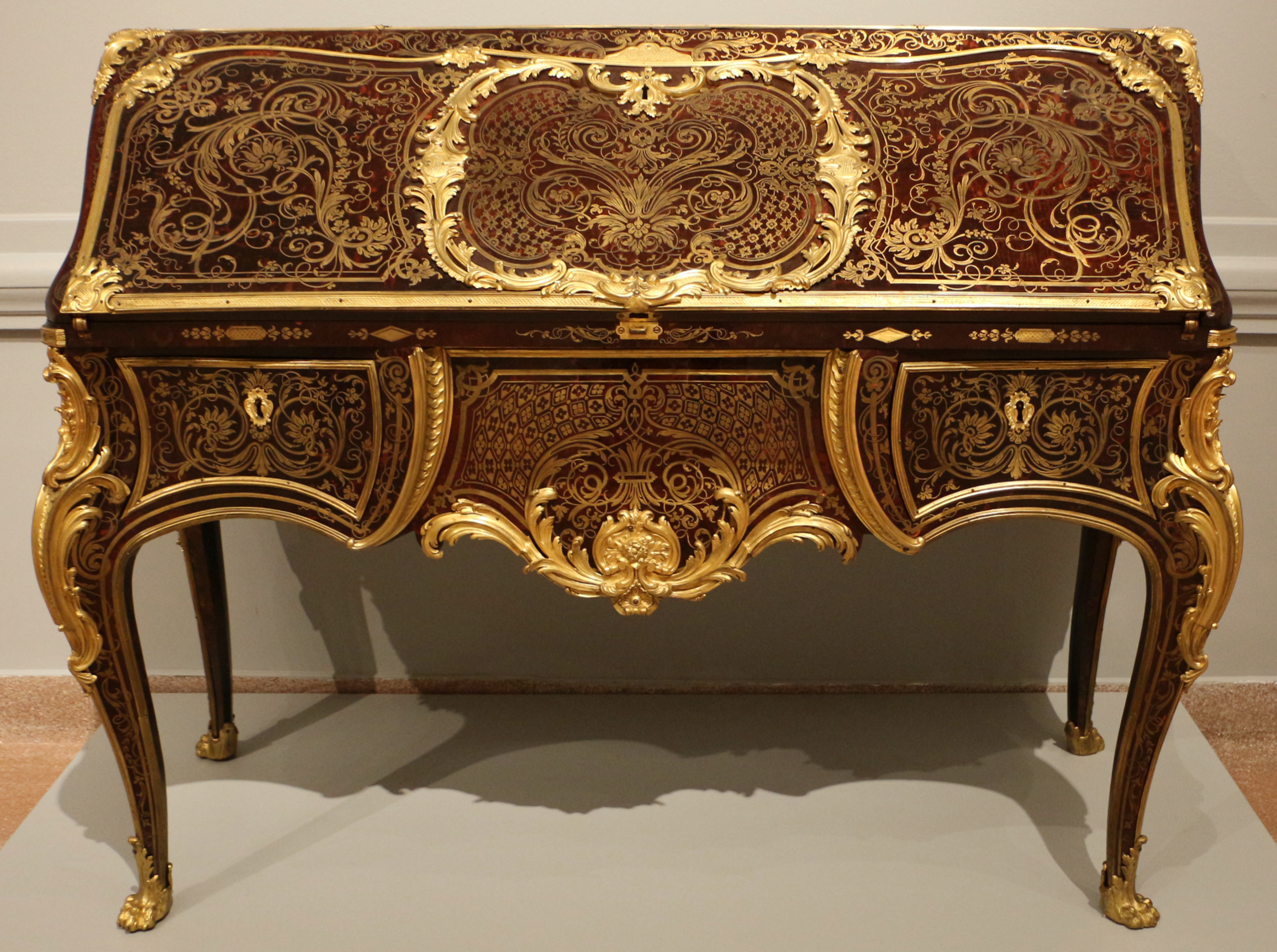
Sekretär in Boulletechnik, Gilles Joubert, ca. 1755, Speed Art Museum, Kentucky

### Gartenbau
Die Entwicklung des Gartenbaus nahm in Europa seit dem Mittelalter eine besondere Entwicklung. Zunächst gab es die Nutzgärten der Klöster, die in Küchengärten und Heilmittelgärten geteilt waren. Ab der Renaissance erlebte der Garten v. a. in den südeuropäischen Ländern eine Aufwertung und wurde auch im profanen, also im nicht-klösterlichen, Bereich übernommen. Man verwendete ihn einerseits als Nutzgarten, andererseits aber auch zu Erholungszwecken.
Geometrische Anlage und das Spiel mit den Farben waren seit in der Renaissance beliebt (s. Schloss Villandry), da man sich mit zunehmendem Interesse an Kunst auch der kunstvollen Schönheit des Gartens erfreuen wollte. Im Barock erlebte die Entwicklung einen neuen Höhepunkt. Regelmäßige, geometrisch geplante Beete mit ornamentalen farbigen Elementen prägten die Gartenanlage, die die Kunst der Architektur und des Gebäude-Inneren in der Natur fortsetzen sollte. Die Sala terrena bildete den harmonischen Übergang vom kunstvoll ausgestatteten Innenraum in die nicht minder kunstvoll gestaltete Natur.
Wie schon bei Architektur und Kunst stand auch bei der Gestaltung des Barockgartens Frankreich und hier wiederum Versailles am Beginn der Entwicklung. Als Schöpfer gelten König Ludwig XIV. und sein genialer Gärtner André Le Nôtre (1613–1700). Der Park von Versailles mit Wasserspielen, Blumenparterres und Bosketten entstand in einem ursprünglich ungeeigneten, sumpfigen Gebiet, das in jahrelanger Arbeit nutzbar gemacht werden musste.
König Ludwig XIV war die Anlage des Parks ein großes Anliegen, nicht nur wegen der Schönheit, sondern auch um der Welt zu zeigen, dass man sich auch die Natur untertan machen kann. Wasser musste in eigens dafür gebauten Anlagen von Flüssen herbeigeholt werden, Pumpen und Rohrsysteme bildeten die Basis für die raffinierten Wasserspiele der Brunnen, riesige Mengen Erdreichs wurde ausgehoben, um Terrassen anzulegen und ausgewachsene Bäume mussten an anderer Stelle ausgegraben und nach Versailles gebracht werden, da der König noch zu Lebzeiten den „fertigen“ Park genießen wollte.
Le Nôtre bediente sich bei der Anlage auch der neuesten Erkenntnisse der Perspektive. Es wurden Fluchtlinien angelegt, sodass man von jedem Standpunkt aus interessante Blickwinkel hatte. Statuen, Vasen und Brunnen wurden als Schmuck für die Anlage bestellt und im Park verteilt.
Wie schon die Architektur von Schloss Versailles ideengebend für alle nachfolgenden repräsentativen Gebäude wurde, so übernahm man auch in etlichen europäischen Residenzen das Muster der Parkanlage, wie z. B. in Schloss Schönbrunn in Wien, beim Schlosspark Nymphenburg, beim Park von Schloss Augustusburg bei Brühl, der Barockgarten Delitzsch oder beim Großen Garten in Hannover.

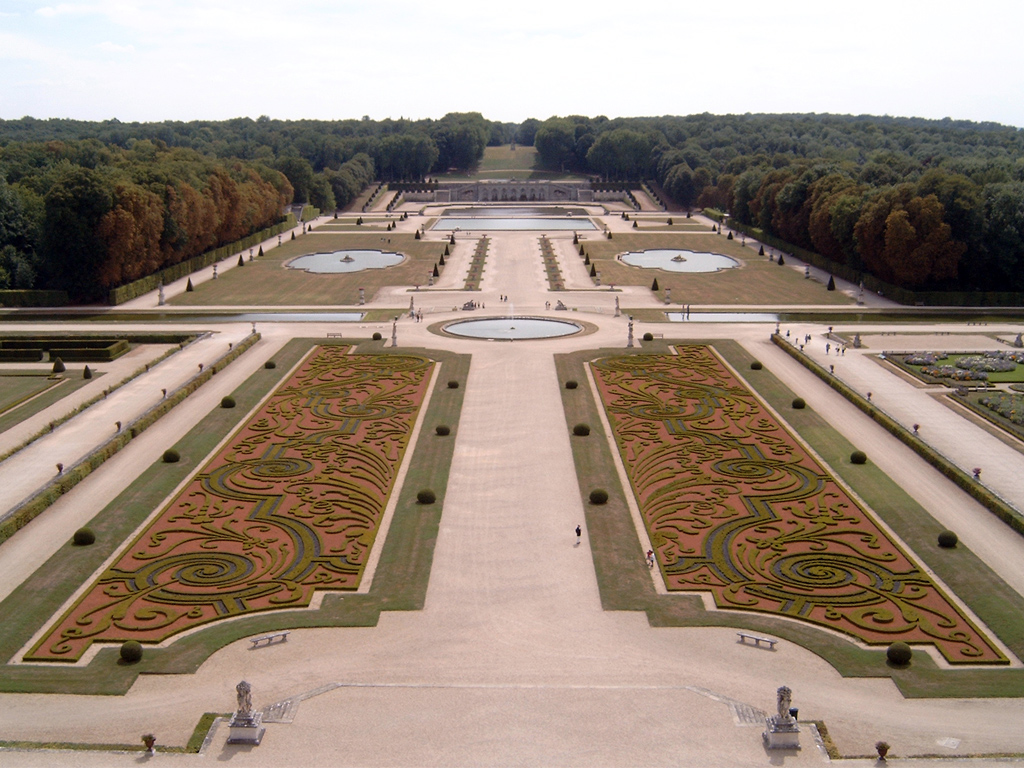
Schlossgarten Vaux-le-Vicomte
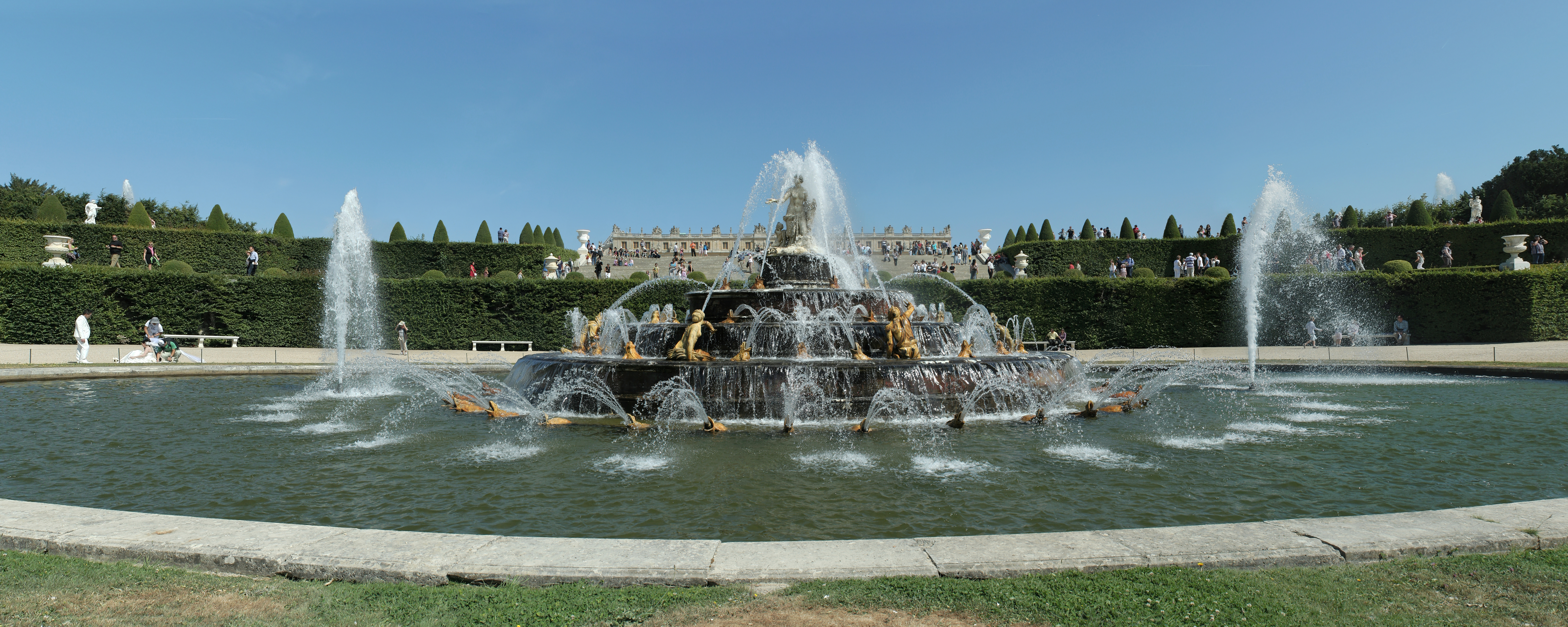
Bassin der Latona im Park von Versailles
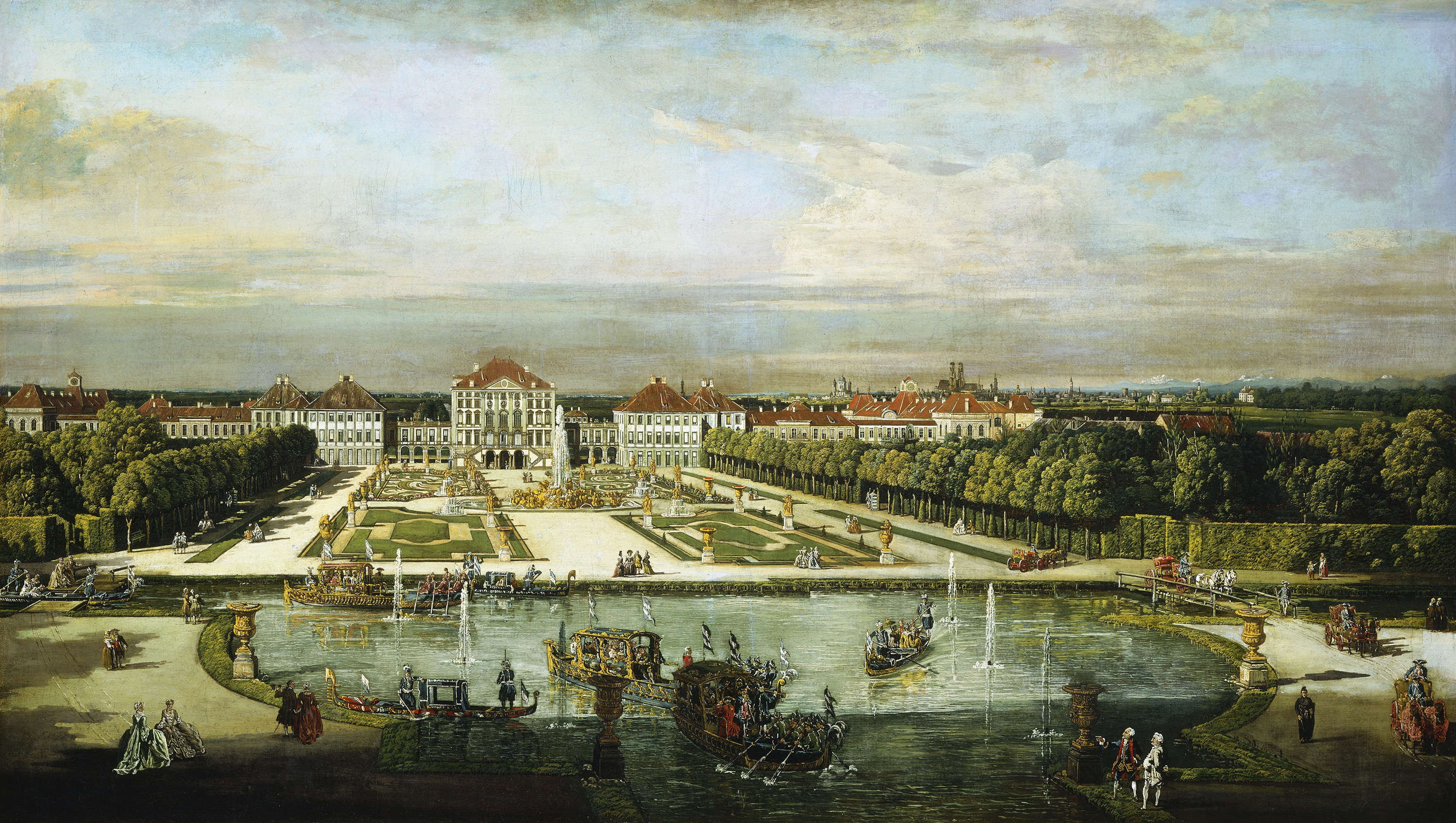
Schloss Nymphenburg, Parkanlage um 1761
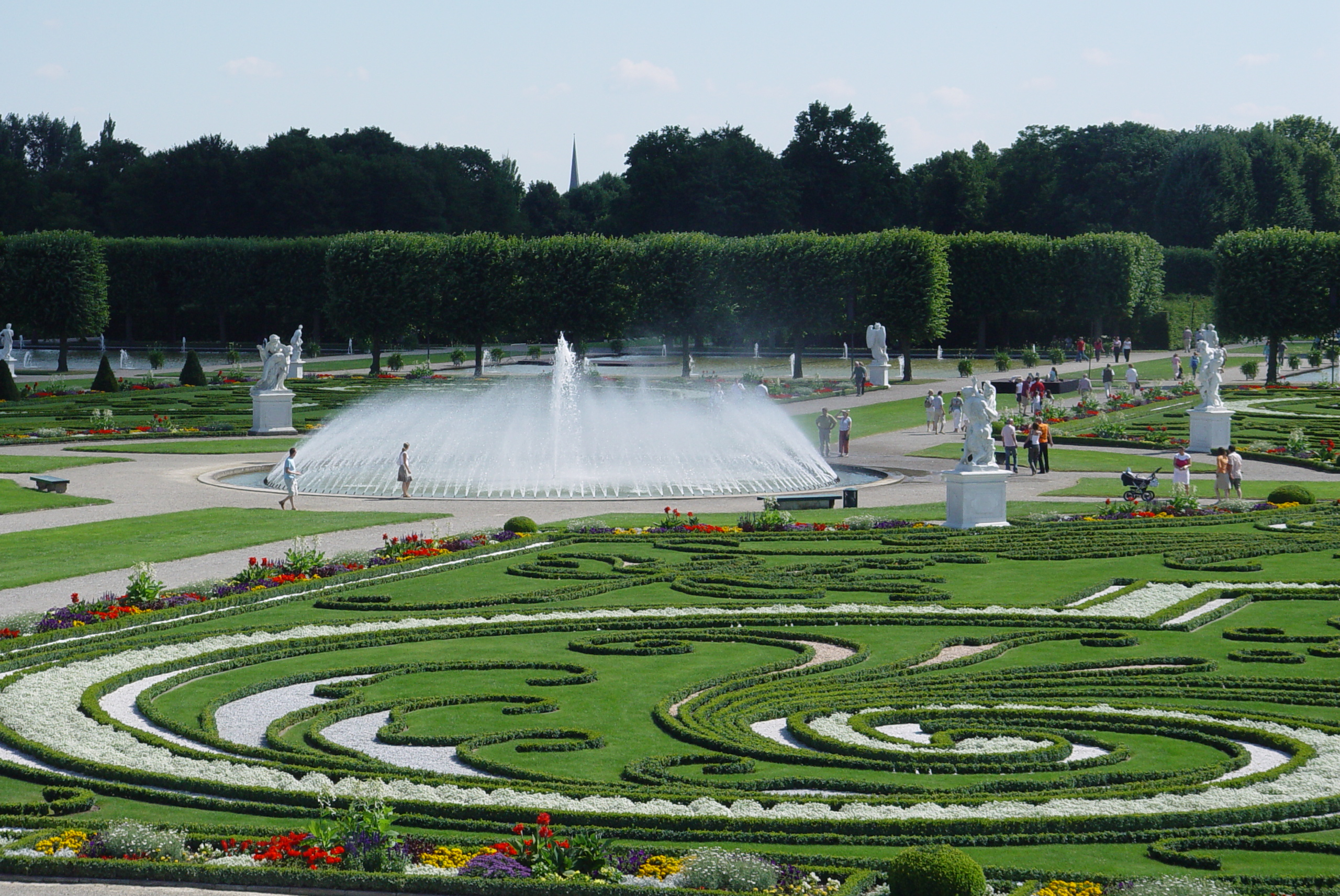
Parterre mit Brunnen im Großen Garten in Hannover
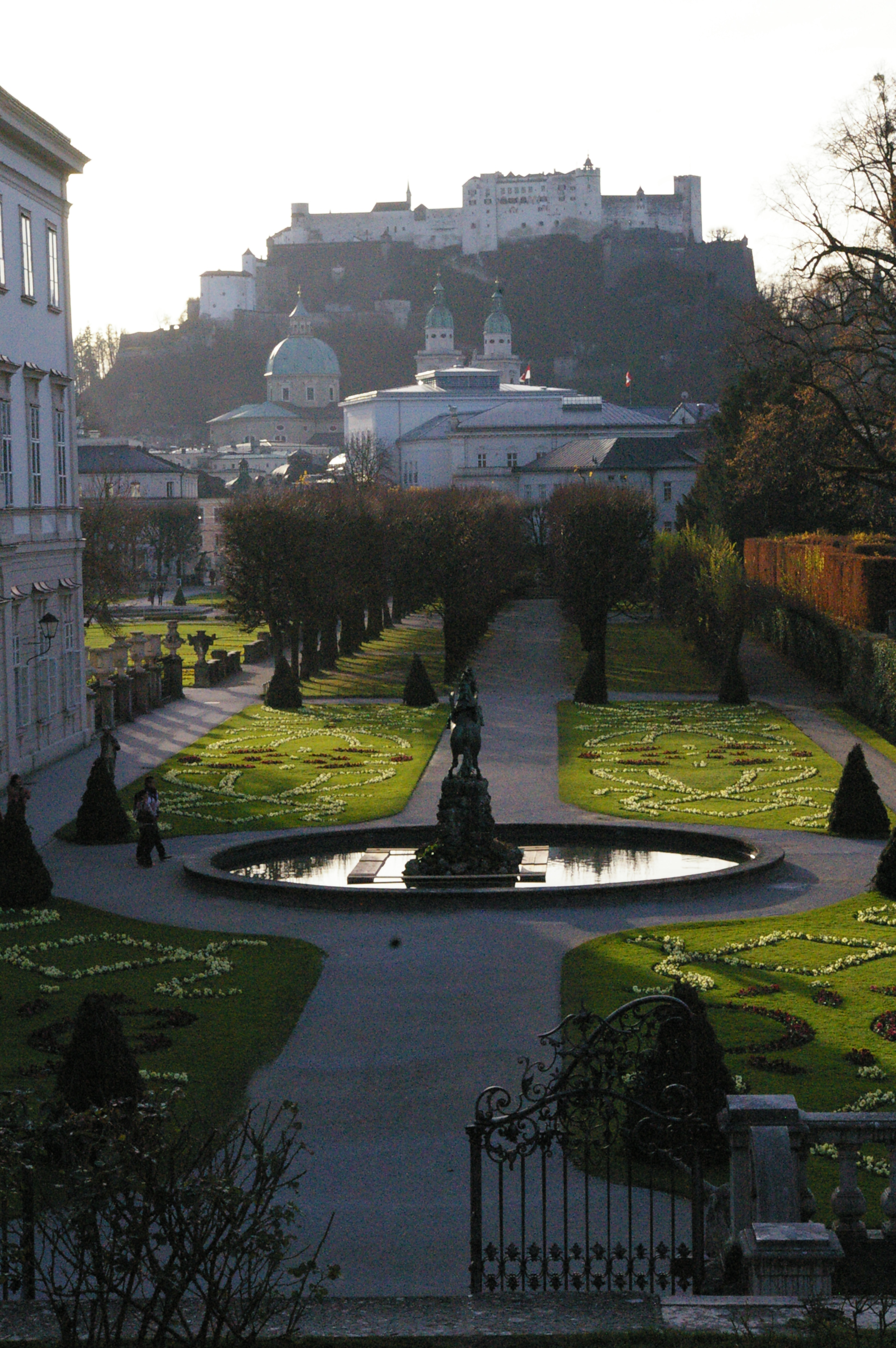
Mirabellgarten in Salzburg
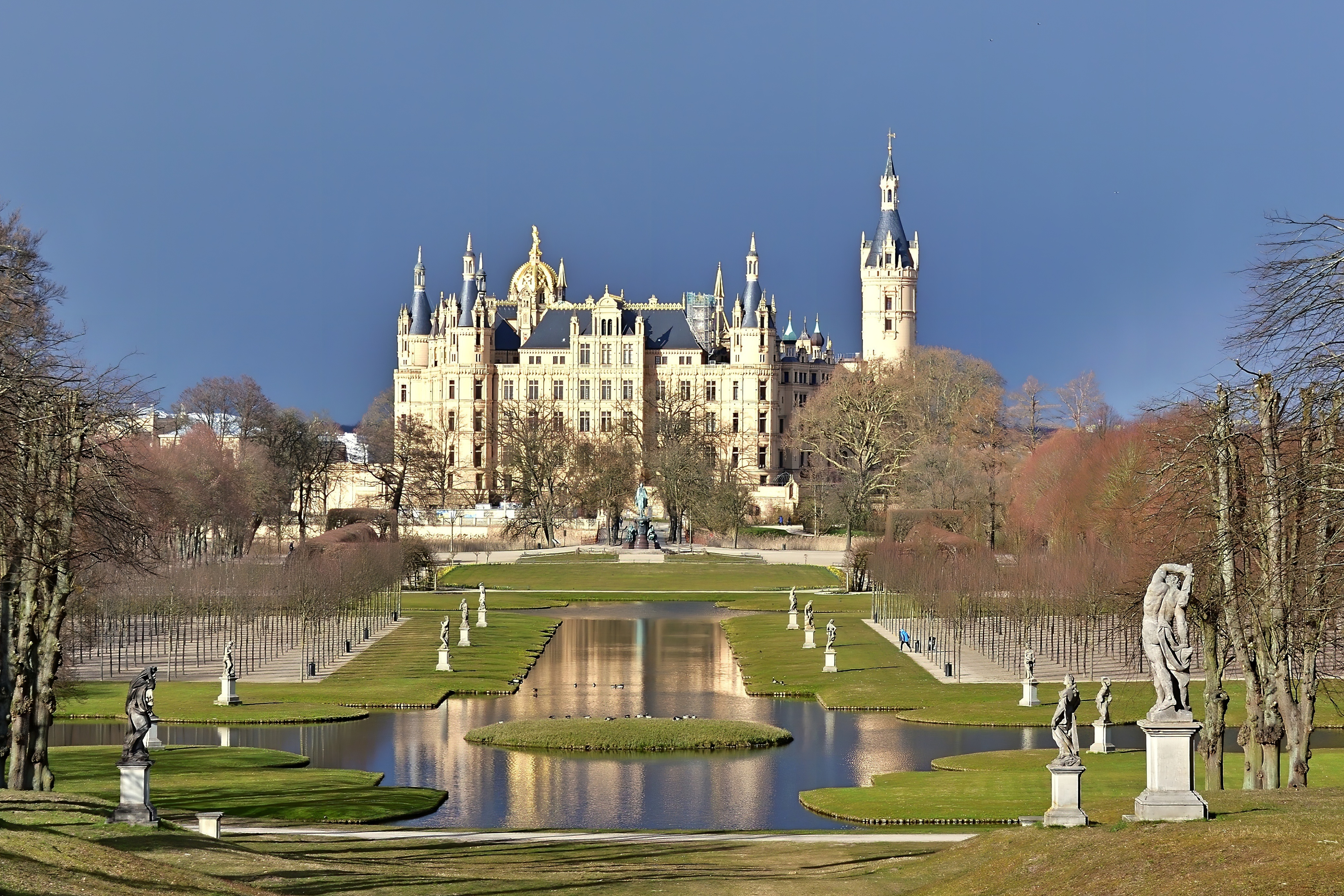
Schweriner Schlossgarten (ab 1748)

### Skulptur
Skulpturen bildeten im Barock einen wichtigen Bestandteil der Architektur und der Parkanlagen. Sie schmücken Fassaden, Innenräume, im Speziellen Kirchen, wo sie sich am häufigsten an Portalen und auf Altären befinden, und gehören zum beliebten Sammelgut, mit dem der Bauherr den Park und repräsentative Räume seines Palastes bestückte. Die Kunstwerke sind durch einen starken Bewegungsreichtum gekennzeichnet und sollen, wenn sie frei im Raum stehen, von allen Seiten über dramatischen Ausdruck verfügen. Das Licht- und Schattenspiel sollte ihn noch verstärken.
In Italien brachte Gian Lorenzo Bernini (1598–1680) die plastische Kunst zu höchster Entfaltung. Die Verklärung der hl Theresa, der Raub der Proserpina, Apollo und Daphne und die Büste König Ludwig XIV. zählen zu seinen bedeutendsten Werken. Unter den französischen Bildhauern ist an vorderster Stelle François Girardon (1628–1715) zu nennen, der das Grabmal Kardinal Richelieus schuf und der wie auch Jean-Baptiste Tuby (1635–1700) und die Gebrüder Gaspard (ca. 1624–1681) und Balthazar Marsy (1628–1674) etliche Statuen und Brunnenfiguren für den Schlosspark von Versailles schuf.
Auf dem Gebiet des Heiligen Römischen Reichs Deutscher Nation, das Österreich und die deutschen Fürstentümer umfasste, gehörten Giovanni Giuliani (1664–1744), Balthasar Permoser (1651–1732), Georg Raphael Donner (1693–1741), Franz Xaver Messerschmidt (1736–1783) und Egid Quirin Asam (1692–1750) zu den bedeutendsten Künstlern. Giovanni Giuliani erregte erste Aufmerksamkeit mit der Ausstattung des Winterpalais Prinz Eugens in der Wiener Innenstadt und des Sommerpalais Liechtenstein in der Rossau, damals vor den Toren der Stadt gelegen. Georg Raphael Donner, ein Schüler Giovanni Giulianis, schuf die prachtvolle Marmorstiege in Schloss Mirabell in Salzburg, in Wien stellt der Providentia Brunnen auf dem Neuen Markt, der im Volksmund Donner-Brunnen genannt wird, sein Hauptwerk dar.
Die Werke Balthasar Permosers finden sich in etlichen deutschen Residenzen, in Dresden, im Schweriner Schlossgarten und in Wien – im Unteren Belvedere steht die Apotheose Prinz Eugens, die zu seinen Meisterwerken zählt. Eine Ausnahmeerscheinung stellt das Werk Franz Xaver Messerschmidts dar. Seine berühmten Charakterköpfe, eine Serie von über 50 Selbstporträt-Büsten, zeigen alle Arten von physiognomischen Zuständen bis zu extremen Grimassen. Egid Quirin Asam entstammte der bekannten Künstlerfamilie Asam. Als Bildhauer, er war auch Maler, schuf er den Hochaltar der Klosterkirche Rohr und gemeinsam mit seinem Bruder Cosmas Damian die Johann Nepomuk-Kirche oder Asam-Kirche in München.

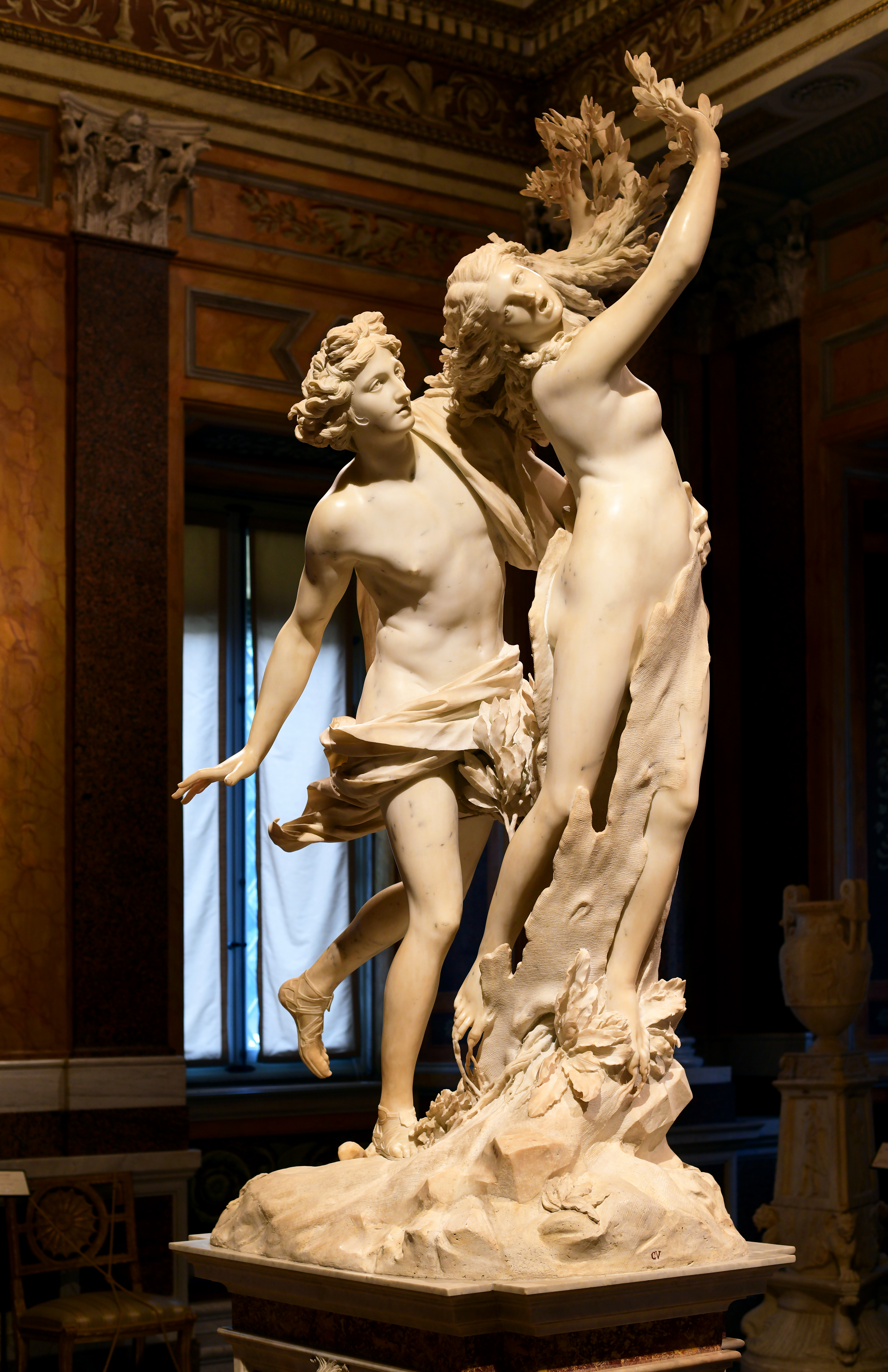
Gian Lorenzo Bernini: Apollo und Daphne, 1622, Villa Borghese, Rom
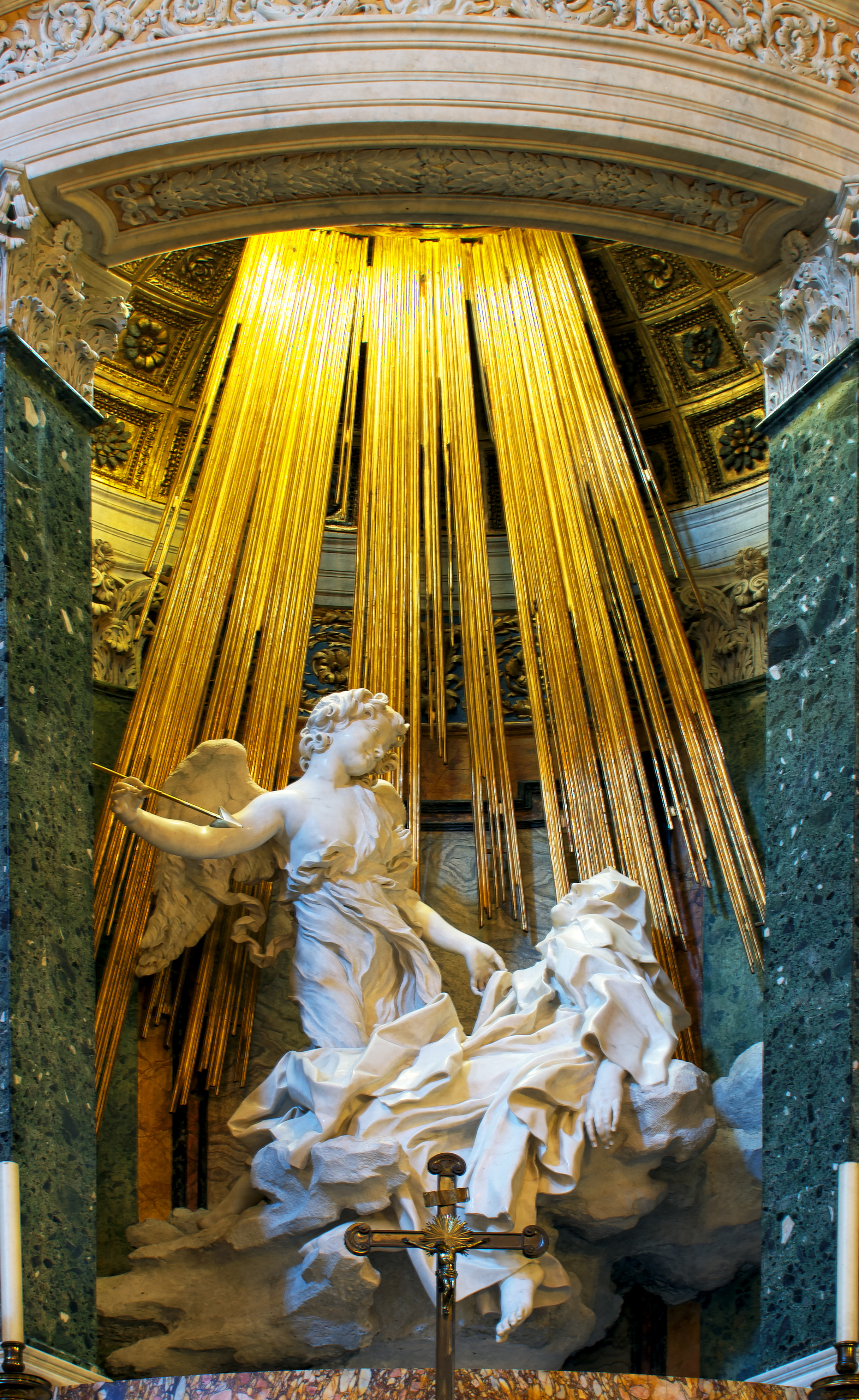
Gian Lorenzo Bernini: Verzückung der heiligen Teresia, um 1652, Santa Maria della Vittoria, Rom
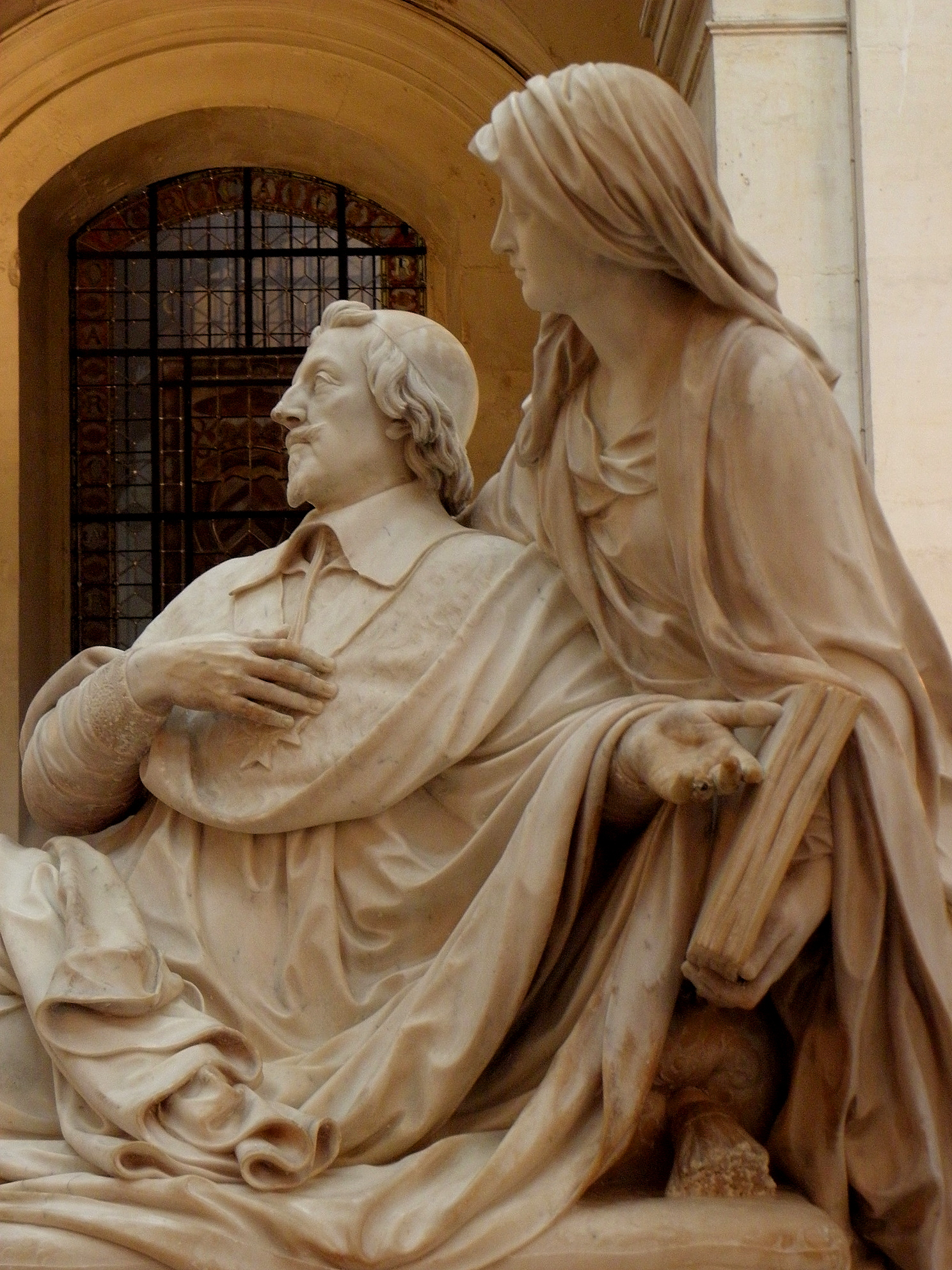
François Girardon: Grabmal des Kardinals de Richelieu, urspr. in der Kirche der Sorbonne, heute Louvre, Paris
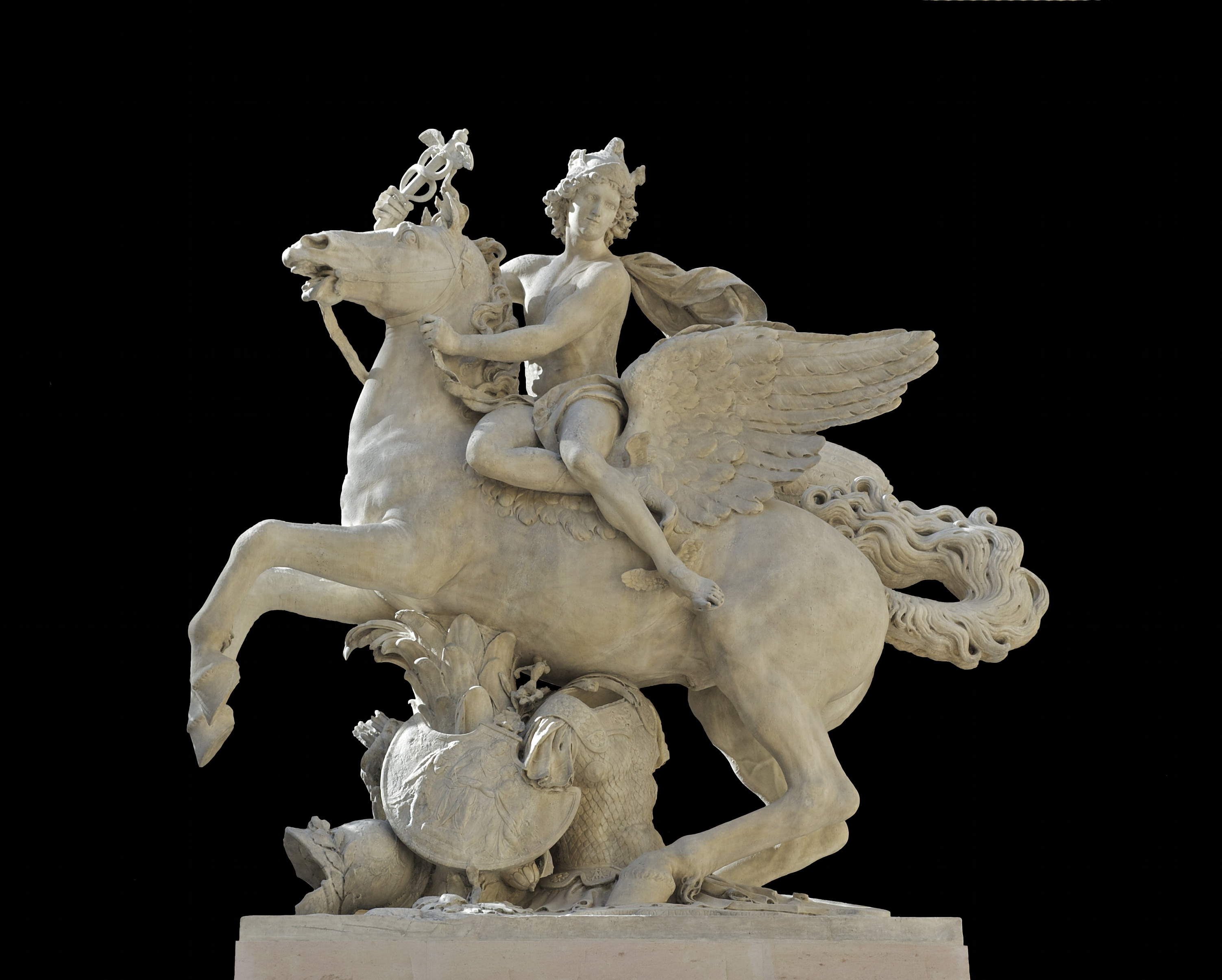
Antoine Coysevox: Merkur und Pegasus, urspr. für Schloss Marly, heute: Louvre, Paris
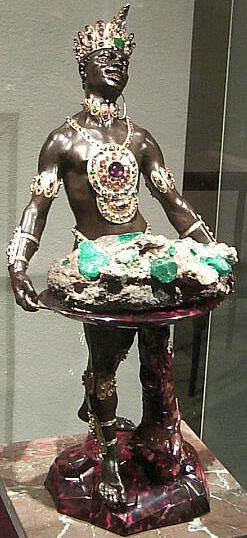
Balthasar Permoser: Mohr mit Smaragdstufe, um 1724, Grünes Gewölbe in Dresden
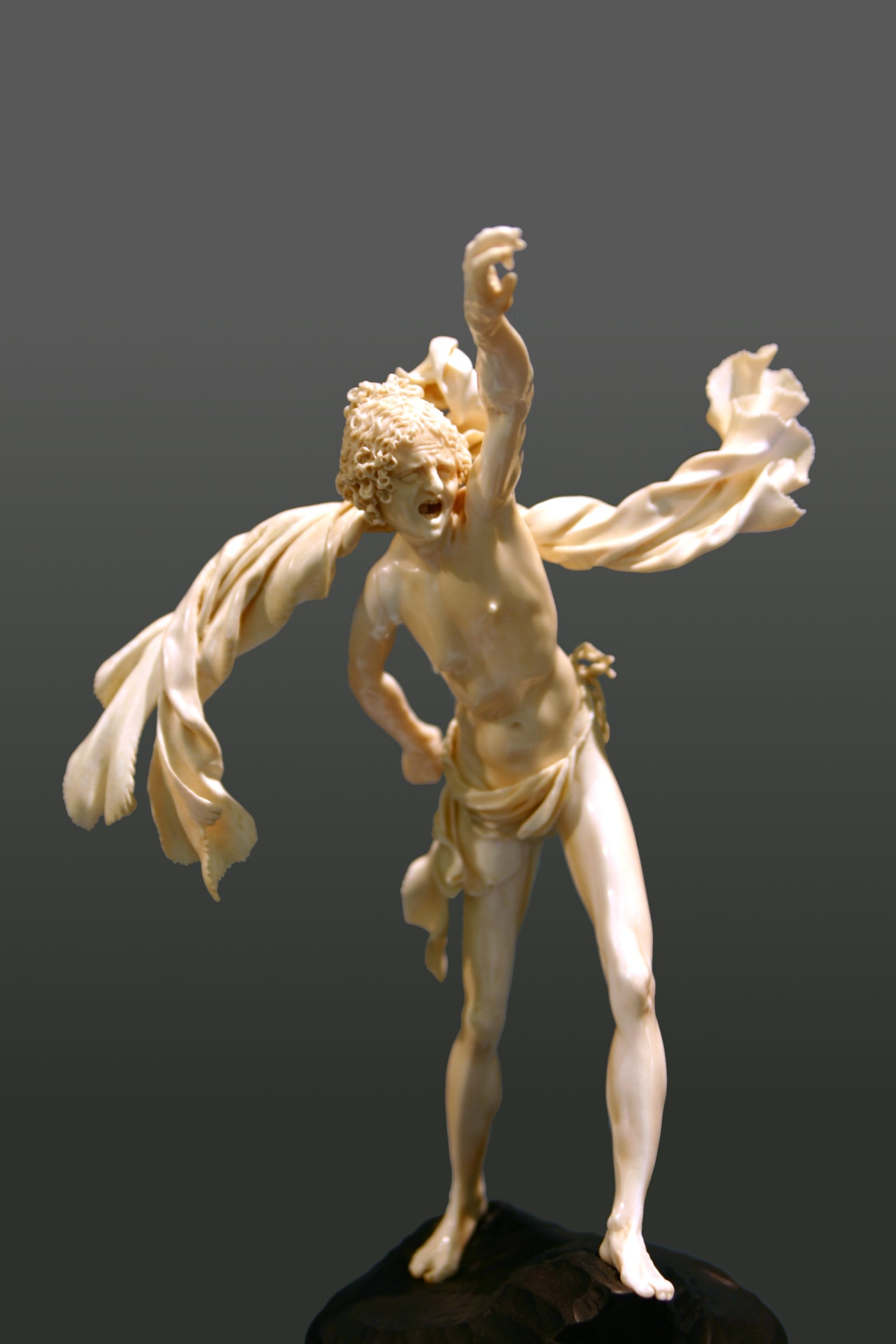
Furienmeister: Die Furie, um 1610, Kunsthistorisches Museum in Wien
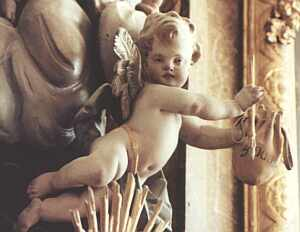
Putte im Kloster Obermarchtal

### Malerei

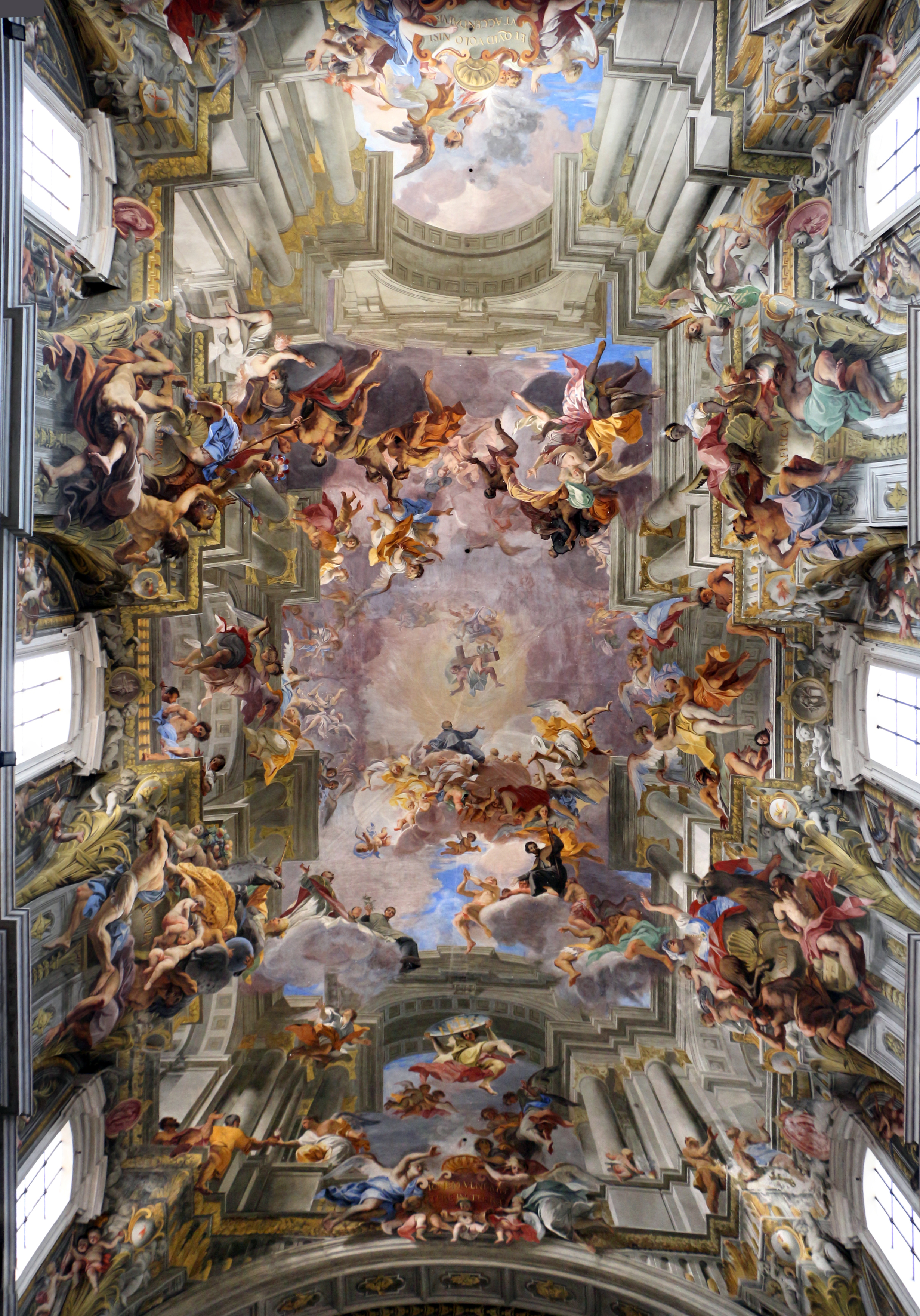
Andrea Pozzo: Glorie des Hl. Ignazius, Deckenfresko in der Kirche Sant'Ignazio, Rom, 1685–94

Die Malerei bildete wie die Skulptur und die Stuckatur einen wichtigen Beitrag der Dekoration barocker Architektur. Besonders hervorzuheben sind die oft riesigen Deckengemälde (häufig in Freskotechnik) in Kirchengewölben oder an den Decken repräsentativer Säle und Stiegenhäuser.
Einen besonderen Effekt erreichte man mit perspektivischen Ansichten (hauptsächlich an Decken), mit Hilfe derer man Architekturen und Landschaften illusionistisch vergrößerte/verlängerte. Die Technik stammt aus der Theatermalerei. Andrea Pozzo war ein Meister dieses Fachs, sein Deckenfresko in der Kirche Sant´ Ignazio in Rom stellt einen Höhepunkt dieser Technik dar. Diese Landschafts- oder Himmelsstaffagen wurden dicht mit Figuren gefüllt. Licht und Schatten verstärkten die Effekte der Illusionsmalerei. Beliebte Themen waren Szenen aus der Bibel, Allegorien und historische Darstellungen.
Auch bei der Malerei auf Leinwand dominierten große Gemälde, die man häufig in prunkvolle Goldrahmen gab, um repräsentative Säle zu schmücken und damit die Bedeutung des Bauherren zu erhöhen. Auch hier kam die künstlerische Anregung aus Italien. Annibale Carracci (1560–1609), Michelangelo Merisi da Caravaggio (1571–1610) und Guido Reni (1575–1642) stehen am Beginn der Entwicklung. Carraccis bedeutendstes Werk ist allerdings das Deckenfresko im Palazzo Farnese in Rom, so wie das Deckengemälde Pietro da Cortonas (1596–1669) im Palazzo Barberini in Rom und Luca Giordanos (1634–1705) Ausmalung der Decke im Palazzo Medici-Riccardi in Florenz.
Giovanni Battista Piazzetta (1682–1754) gilt als einer der Wegweiser des Chiaroscuro (der Hell-Dunkel-Malerei). Auch er schuf ein bedeutendes Deckengemälde, das sich in der Kirche Santi Giovanni e Paolo in Venedig befindet, es ist allerdings kein Fresko, sondern ein Leinwandbild. Ein italienischer Maler, der auch auf dem Gebiet des heutigen Deutschland tätig war, ist Giovanni Battista Tiepolo (1696–1770). Die Ausmalung der Decke der fürstbischöflichen Residenz in Würzburg stellt sein bekanntestes Werk dar.
Mehrere aus Frankreich stammende Maler wirkten im Frühbarock in Italien, wie Nicolas Poussin (1594–1665) und Claude Lorrain (1600–1682). Viele Künstler studierten auch an der Académie de France à Rome, die 1666 eingerichtet worden war, um talentierten Studenten die Möglichkeit zu geben, die großen Kunstwerke Italiens kennenzulernen und zunächst einmal, um sie zu kopieren. Das bildete die Basis für die weitere Laufbahn, die meist wieder in Frankreich fortgeführt wurde. Viele der bekanntesten Maler, wie Charles Lebrun, waren mit der Ausstattung von Schloss Versailles beschäftigt.

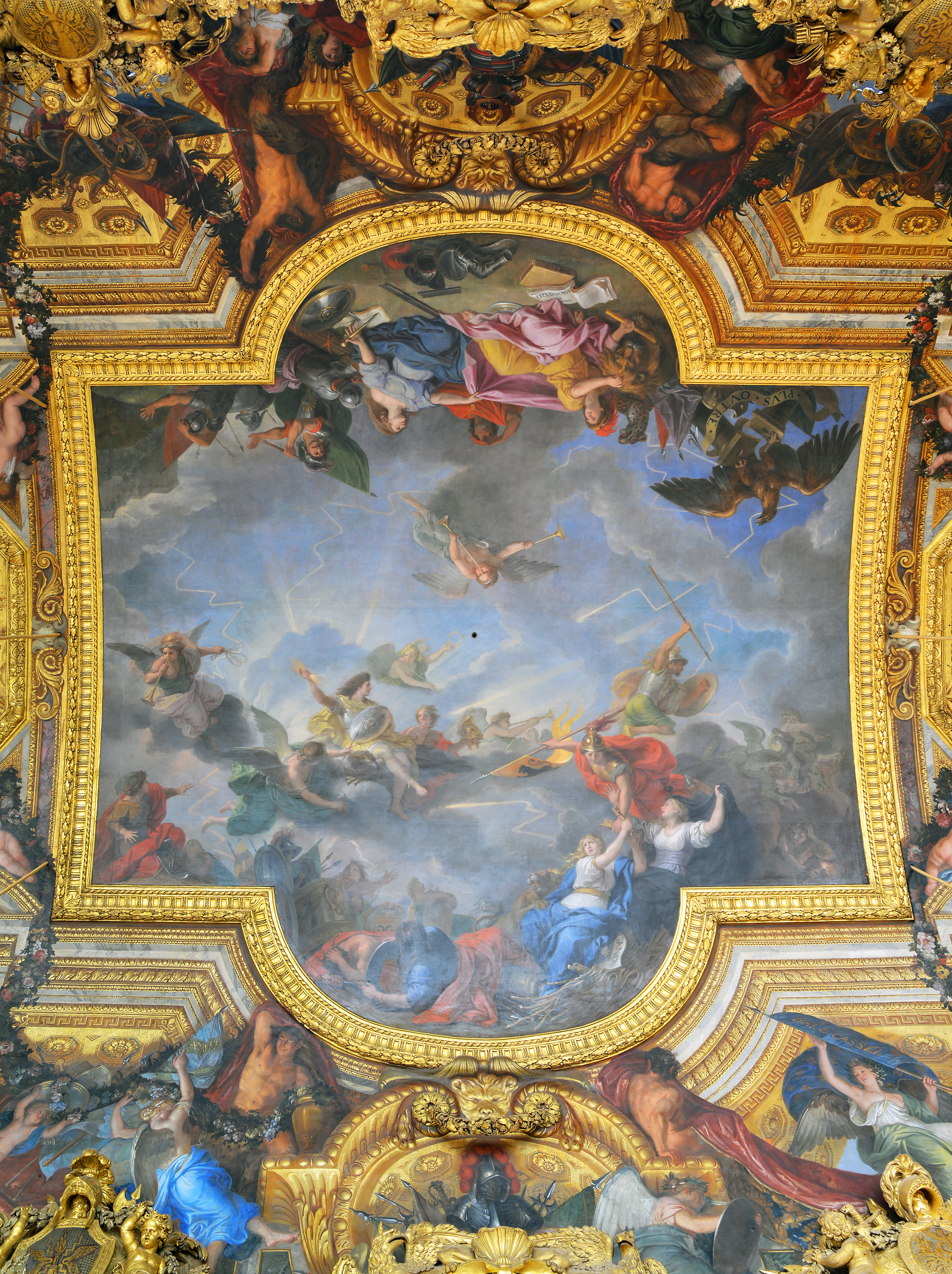
Deckengemälde von Charles Lebrun im Spiegelsaal von Schloss Versailles

Auch auf dem Gebiet des heutigen Österreich erlebte die barocke Malerei einen Höhepunkt. In und um die Kaiserstadt Wien, die das kulturelle Zentrum des Heiligen Römischen Reichs Deutscher Nation war, wirkte Andrea Pozzo, der für seine Deckenfresken in Kirchen berühmt war, aber auch für seine Theater-Dekorationen. Dekorationsmalerei wurde nicht nur für Theateraufführungen, sondern auch für Trauer- oder Festgerüste gebraucht oder um einen fehlenden Altar kurzfristig durch einen aus Holz zu ersetzen und künstlerisch zu gestalten.
In seiner Tradition und Nachfolge steht Giuseppe Galli da Bibiena, der gemeinsam mit seinem Vater, seinem Onkel und Brüdern Theaterdekorationen in Schlössern, Palästen und in der Alten Universität Wiens schuf. Zu den bekannten Freskomalern der Zeit zählten Johann Michael Rottmayr (Deckengemälde Karlskirche in Wien), Paul Troger (Deckengemälde Marmorsaal in Stift Melk und Kaiserstiege in Stift Göttweig) und Franz Anton Maulbertsch (Kuppelfresko der Piaristenkirche). Martin Johann Schmidt stattete zahlreiche Kirchen mit Tafelbildern aus und der in Venedig geborene Canaletto, eigentlich Bernardo Bellotto, schuf Veduten der bedeutendsten Städte Europas.
Die barocke spanische Malerei erlebte ihren Höhepunkt im 17. Jahrhundert, dem siglo de oro (= dem goldenen Jahrhundert). Die bekanntesten Vertreter waren Jusepe de Ribera (1591–1652), Diego Velázquez (1599–1660) und Bartolomé Esteban Murillo (1618–1682).
Auch in den Niederlanden entwickelte sich die Barockmalerei am stärksten im 17. Jahrhundert, das als das gouden eeuw (= das goldene Jahrhundert) bezeichnet wird. Die politische Trennung in ein katholisches Flandern und ein protestantisches Holland schlägt sich in abweichenden stilistischen Tendenzen nieder: In Flandern dominiert ein bewegter, malerisch flüssiger Stil mit den Hauptvertretern Peter Paul Rubens (1577–1640), Jacob Jordaens (1593–1678) und Anthonis Van Dyck (1599–1641), in Holland der Realismus mit zahlreichen wichtigen Spezialisten für Landschaft, Stillleben, Porträt-, Historien- und Genremalerei, herausragend insbesondere Rembrandt van Rijn (1606–1669) und Jan Vermeer van Delft (1632–1675).

Gemälde und Fresken aus der Zeit des Barock
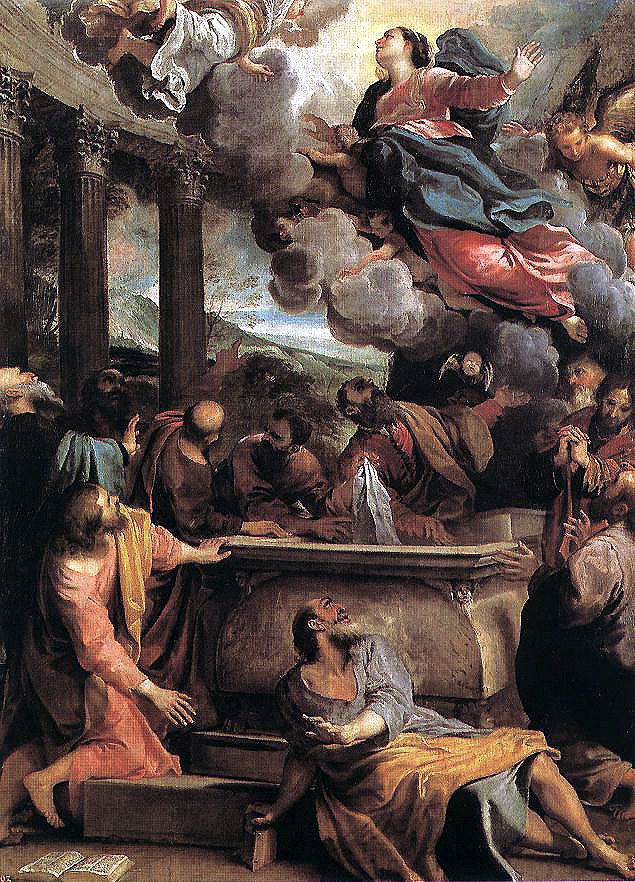
Annibale Carracci: Mariä Himmelfahrt, Ölgemälde um 1590, Museo del Prado in Madrid
Peter Paul Rubens: Der Sturz des Phaeton, Ölgemälde um 1640, Museo del Prado
Rembrandt van Rijn: Die Nachtwache, Ölgemälde um 1642, Rijksmuseum in Amsterdam
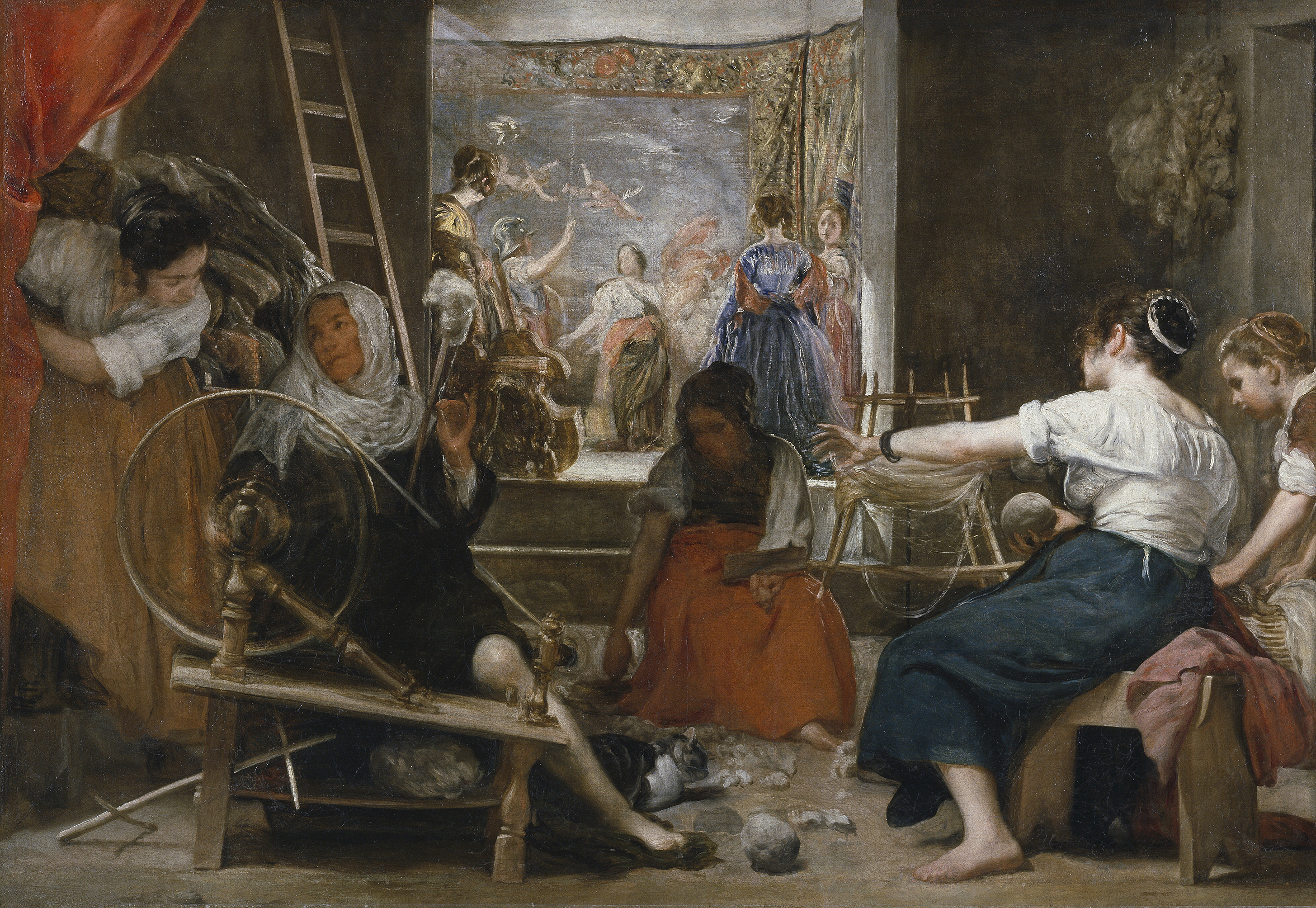
Diego Velázquez: Las Hilanderas, Ölgemälde um 1657, Museo del Prado
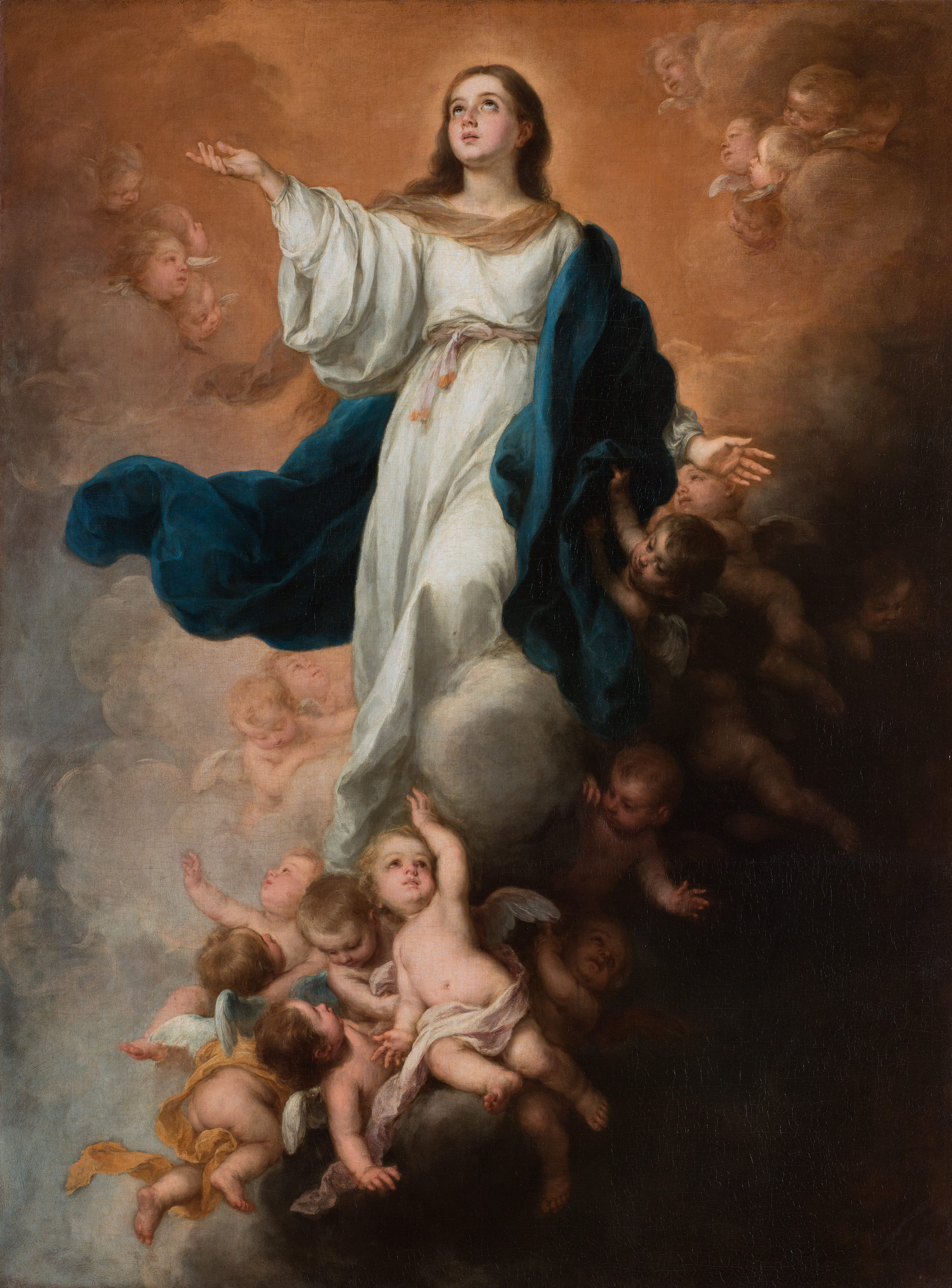
Bartolomé Esteban Murillo: Maria Immaculata, Walpole (oder Himmelfahrt ?), ca. 1680, Eremitage, St. Petersburg

## Musik

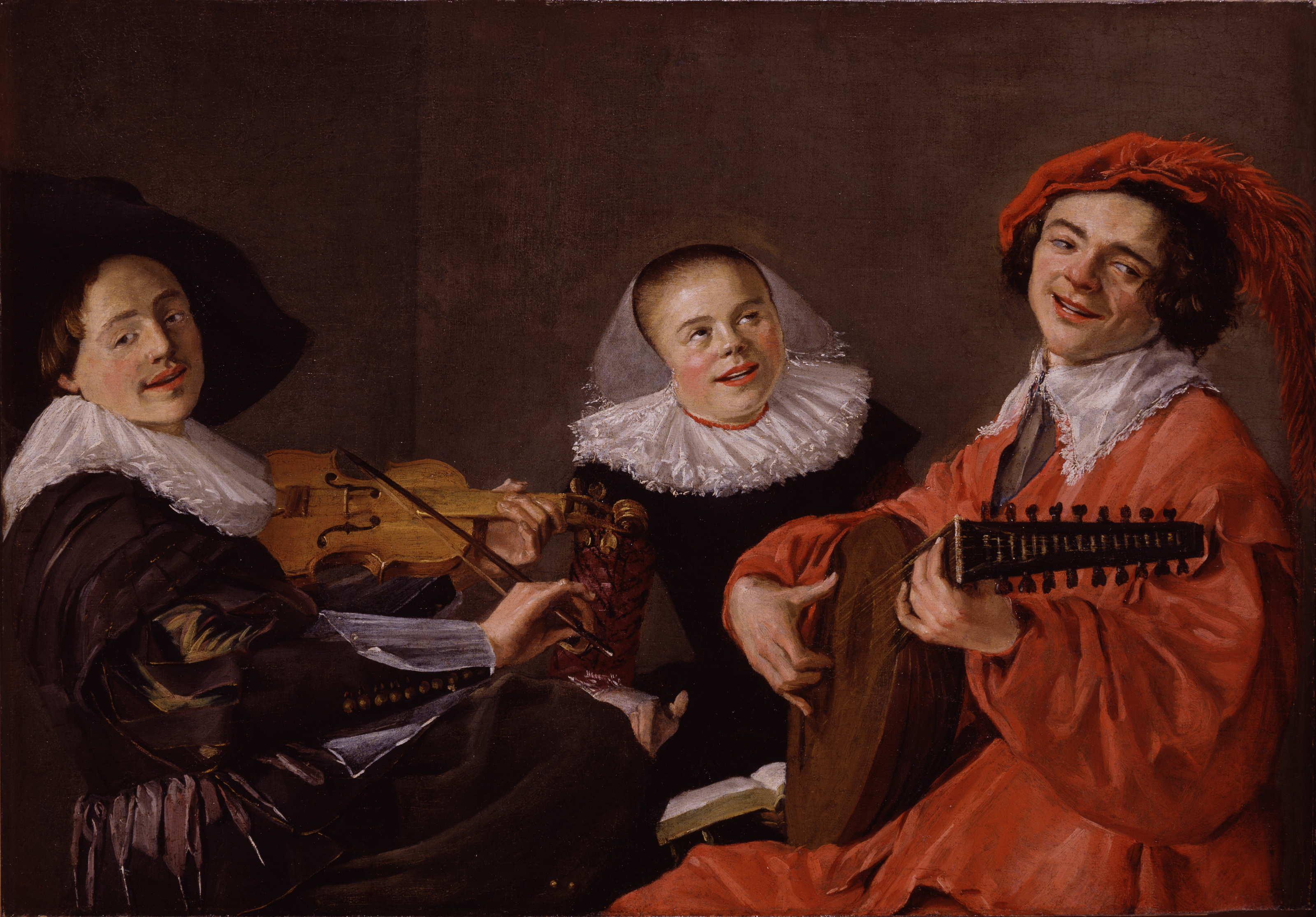
Judith Leyster: Das Konzert, 1631–33, National Museum of Women in the Arts, Washington

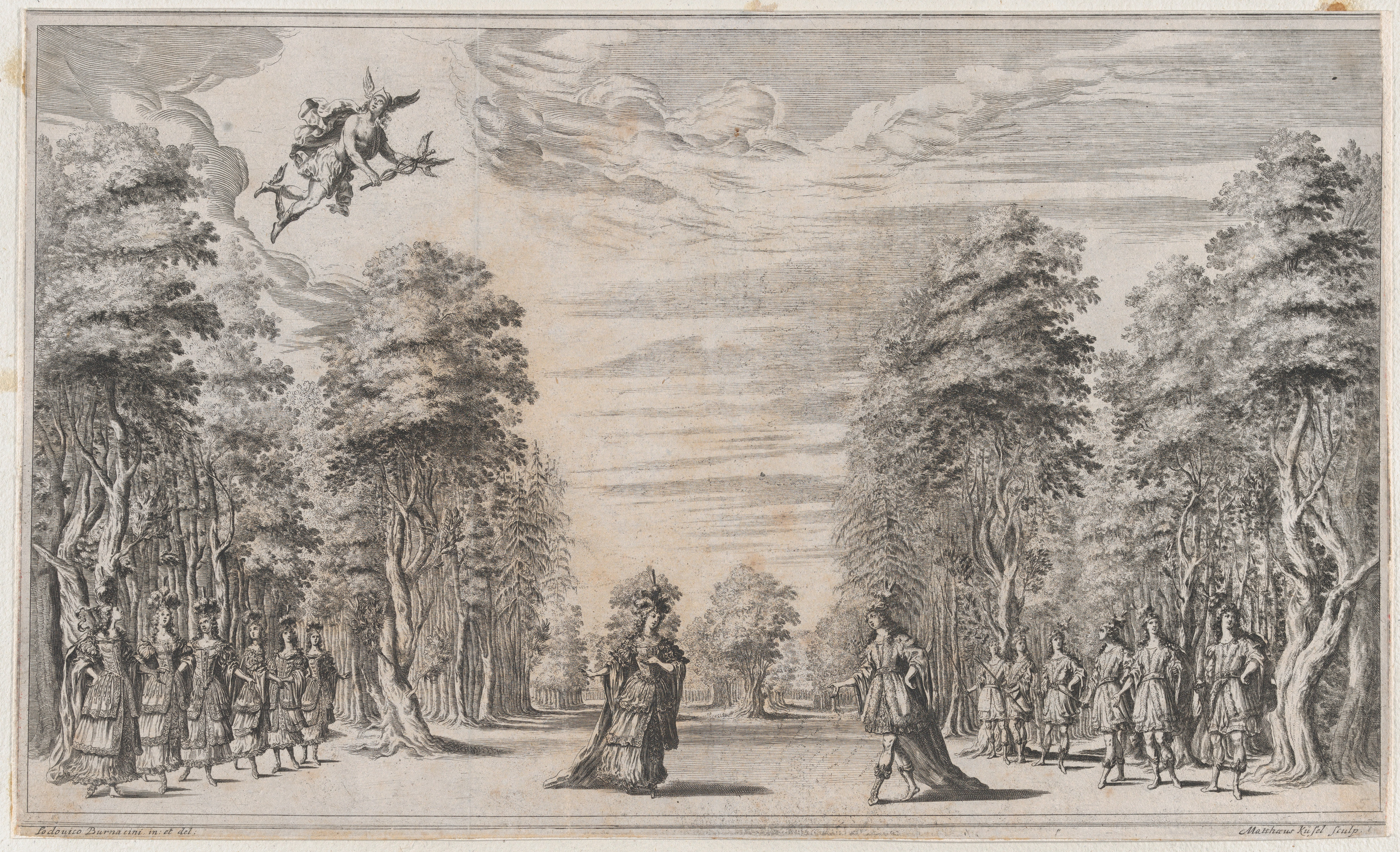
Bühnenbild von Ludovico Burnacini aus Cestis Oper Il Pomo D'Oro, Wien 1668, Metropolitan Museum, New York

### Merkmale
Die Musik des Barock durchläuft eine ähnliche Entwicklung wie alle Kunstarten. Wesentliche Eigenschaft des Barockzeitalters war das konzertante Prinzip, in dem verschiedene Stimmen oder Stimmgruppen, instrumental oder vokal, miteinander wetteifern. Es bildete sich der Akzentstufentakt heraus. Das moderne Dur-Moll-Tonsystem löste die alten Kirchentonarten ab. Zu Beginn des 18. Jahrhunderts war es fest eingeführt und eröffnete adäquate Möglichkeiten, in der Musik die für die Epoche so bedeutende Dynamik, Spannungen und Gefühle auszudrücken. Dabei wurden Emotionen gewissermaßen standardisiert behandelt gemäß einer Affektenlehre.
Zu Beginn des 17. Jahrhunderts setzte sich die Monodie durch, akkordbegleiteter Sologesang, um die expressive Singstimme aus dem polyphonen Geflecht freizuspielen. Als neue Technik wurden nur die obere (Diskant) und die untere Stimme (Bass) notiert, während die konkrete Ausgestaltung der Akkorde der Improvisation überlassen blieb. Diese Art des Musizierens wird als Generalbassspiel bezeichnet, weshalb man die musikalische Epoche auch das Generalbass-Zeitalter nennt. Die Instrumente waren in der Regel frei wählbar, verwendet wurden etwa Cembalo, Laute oder Theorbe, für den Bass Fagott oder Cello. Weitere wichtige Musikinstrumente im Barock sind Orgel und Streich- und Holzblasinstrumente. Sie klangen leiser und weicher als die später verwendeten Instrumente und entsprachen dem damals herrschenden Ideal, der menschlichen Stimme ähnlich zu sein.
Typische Formen der Barockmusik sind die Oper, die Kantate, das Oratorium, die Fuge, die Suite, die Sonate. Zum Wesen der Barockmusik gehört, dass sie Einzelteile zu einem größeren Ganzen vereinigt. So werden Tänze zu Suiten (französisch suite = Folge) zusammengefasst, Lieder und Chöre zu Kantaten (italienisch cantata = Singstück). Am perfektesten verwirklichte sich das Zusammenwirken aller Künste in der Oper, in der Wort, Musik, Handlung, Bühnentechnik und Bühnenbild ein Gesamtkunstwerk bildeten.

### Wichtige Barockkomponisten
Die Musik des Barock nahm in Italien ihren Anfang. Vor allem die Erfindung der Oper und des Ziergesangs sowie die Ausprägung einer virtuosen und solistischen Instrumentalmusik sind auf diesen Ursprung zurückzuführen. Die Kunst wurde nach und nach in (fast) allen europäischen Ländern übernommen. Die bedeutendsten Opernkomponisten des Frühbarock waren Claudio Monteverdi (1567–1643), der auch als Kirchenkomponist unübertreffliche Werke schuf, und der Venezianer Francesco Cavalli (1602–1676).
Der aus Rom stammende Giacomo Carissimi (1605–1674) übertrug die Merkmale der Oper in die sakrale Form des Oratoriums. Von da führt die Entwicklung weiter über die Werke Alessandro Stradellas (1643–1682), Alessandro Scarlattis (1660–1725) und Giovanni Bononcinis (1670–1747) bis zur neapolitanischen Schule im Spätbarock, zu denen auch der früh verstorbene Giovanni Battista Pergolesi (1710–1736) gehörte. In der Instrumentalmusik übten insbesondere die Tastenvirtuosen Girolamo Frescobaldi (1583–1643) und Domenico Scarlatti (1685–1757) sowie die Violinvirtuosen Arcangelo Corelli (1653–1713) und Antonio Vivaldi (1678–1741) einen starken Einfluss – u. a. auch auf deutsche Komponisten wie Händel und Bach – aus. Vivaldi prägte die Ritornellform des Instrumentalkonzerts der ersten Hälfte des 18. Jahrhunderts und zählt heute zu den meistgespielten Komponisten des Barock.
In Deutschland beginnt die Zeit des Frühbarock mit Johann Hermann Schein (1586–1630), Samuel Scheidt (1587–1654) und Heinrich Schütz (1585–1672), dem Hauptvertreter des geistlichen Konzerts. Von Scheidt, vom Niederländer Jan Pieterszoon Sweelinck (1562–1621), vom bereits genannten Italiener Frescobaldi und vom Nürnberger Johann Pachelbel (1653–1706) empfing die Orgelkunst starke Anregungen. Als größter Meister an der Orgel – vor Johann Sebastian Bach – gilt dessen Lehrer, der in Lübeck tätige Dietrich Buxtehude (1637–1707).
Englands größtes Musikgenie des Barockzeitalters war in allen Gattungen der Musik Henry Purcell (1659–1695), dessen Werke sich bis heute auf den Spielplänen der Opernhäuser befinden.
Der tanzbegeisterte Ludwig XIV. holte den Italiener Giovanni Battista Lulli (1632–1687) an den französischen Hof, der für ihn etliche Ballette komponierte und hier unter dem französisierten Namen Jean Baptiste Lully Karriere machte. Die Musik in Frankreich nahm eine eigenständige Entwicklung, sowohl auf dem Gebiet der Oper, neben Lully mit den Vertretern André Campra (1660–1744) und Jean-Philippe Rameau (1683–1764), als auch in der Kirchenmusik mit Marc-Antoine Charpentier (1644–1704) und Michel-Richard Delalande (1657–1726). Unter den Instrumentalmusikern stechen die sogenannten ‚Clavecinisten‘ mit François Couperin (1668–1733) als größtem und originellstem Vertreter des Genres hervor, als auch die Gambenmusik wie Marin Marais (1656–1728), Antoine Forqueray (1672–1745) und im Spätbarock die von Italien beeinflussten Meister Rameau, Boismortier (1689–1755) und der Violinist Jean-Marie Leclair (1698–1764).
Ihren krönenden Abschluss findet die Barockmusik nach allgemeiner Ansicht mit Johann Sebastian Bach (1685–1750) und Georg Friedrich Händel (1685–1759). In ihren Persönlichkeiten laufen alle musikalischen Bestrebungen der Zeit zusammen und gewinnen höchst persönlichen Ausdruck. Bach führte die Kunst der Polyphonie zu einer seit der Renaissance nicht mehr erreichten Komplexität.
Im Umkreis von Bach und Händel stehen Meister wie Georg Philipp Telemann (1681–1767) in Hamburg und Johann Adolph Hasse (1699–1783) in Dresden, der bereits den folgenden musikalischen Stilwandel um 1730 einleitete. Einige der Bach-Söhne und viele andere gehörten künstlerisch nicht mehr dem Barock an, sondern bilden mit ihren Werken den Übergang zur Klassik Joseph Haydns und Wolfgang Amadeus Mozarts.
Das Charakteristikum des Barock als Epoche des Reglementierens und Ordnung-Schaffens schlägt sich in musiktheoretischen Werken nieder. Bach systematisierte z. B. im „Wohltemperierten Klavier“ die Dur- und Moll-Tonarten, Johann Joseph Fux schuf den Gradus ad Parnassum, ein Werk, das praktische Anweisungen zum polyphonen Komponieren gab und Rameau schrieb die erste Harmonielehre.

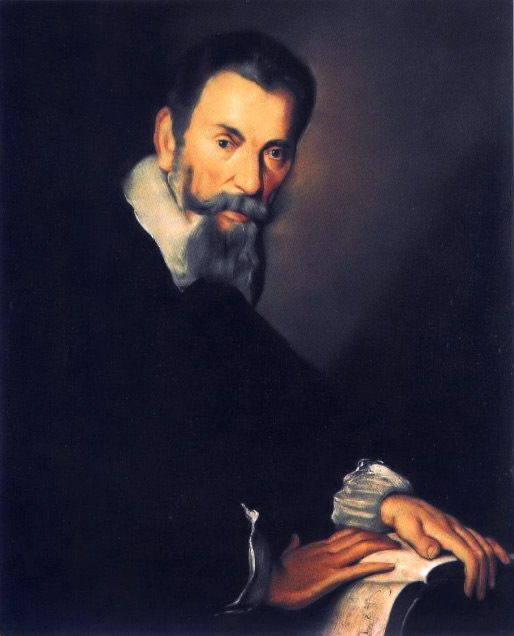
Claudio Monteverdi, Porträt von Bernardo Strozzi (1640)
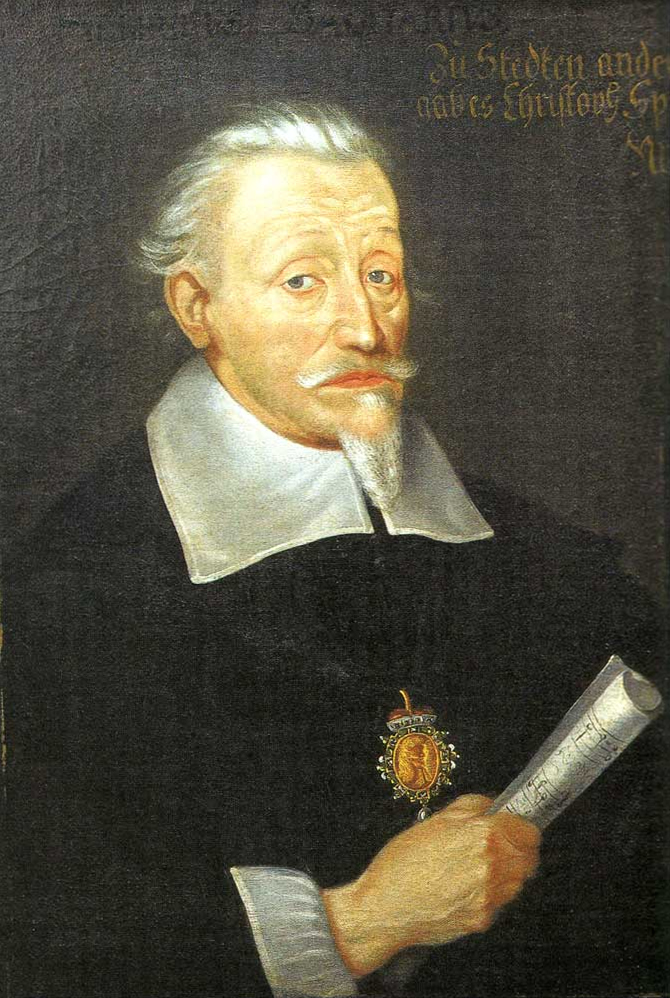
Heinrich Schütz, Porträt von Christoph Spätner (um 1660)
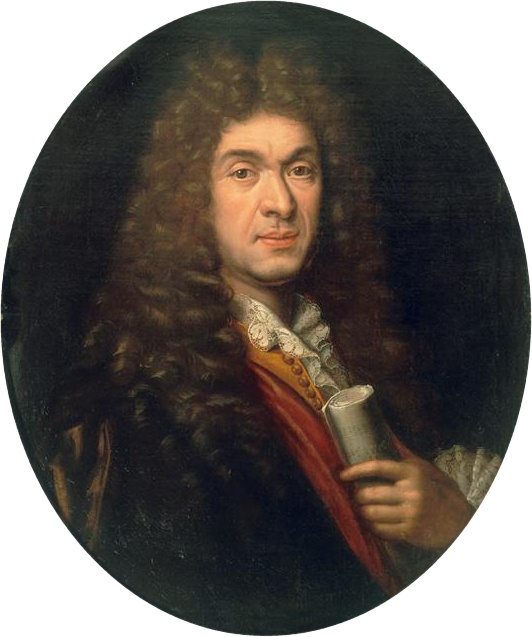
Jean-Baptiste Lully (um 1670)
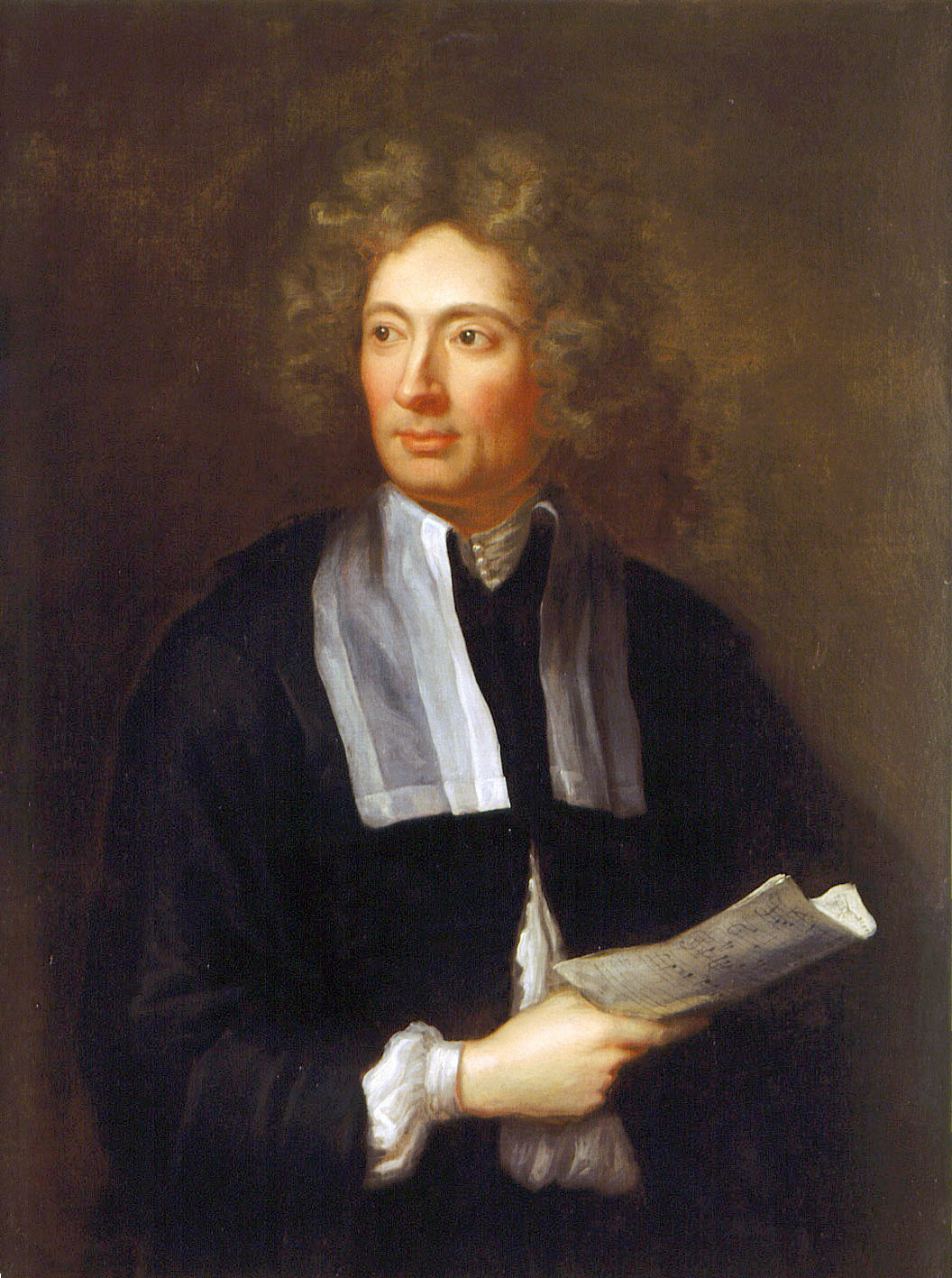
Arcangelo Corelli Porträt von Hugh Howard (1697)
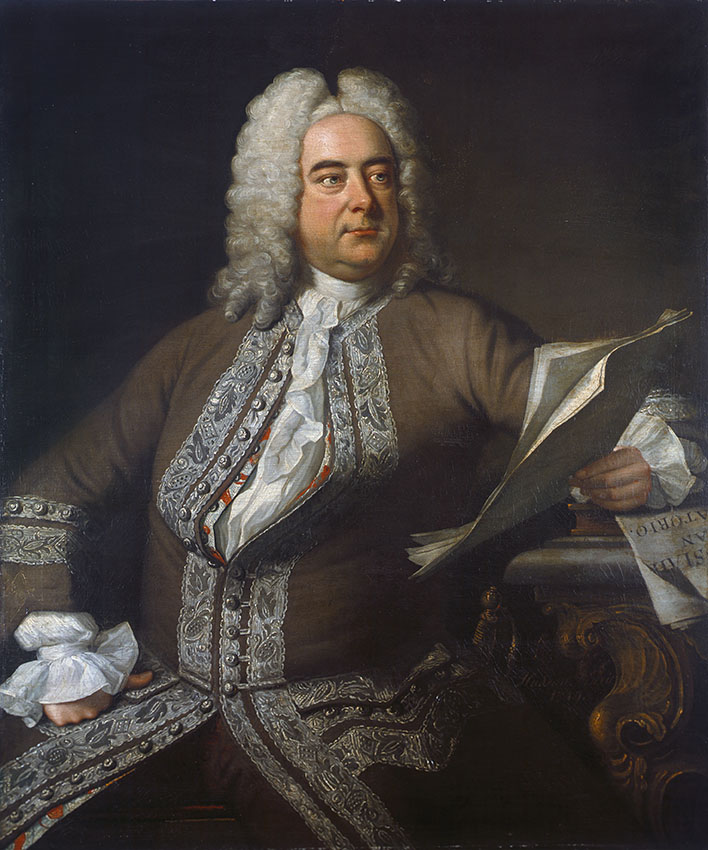
Georg Friedrich Händel (1741)
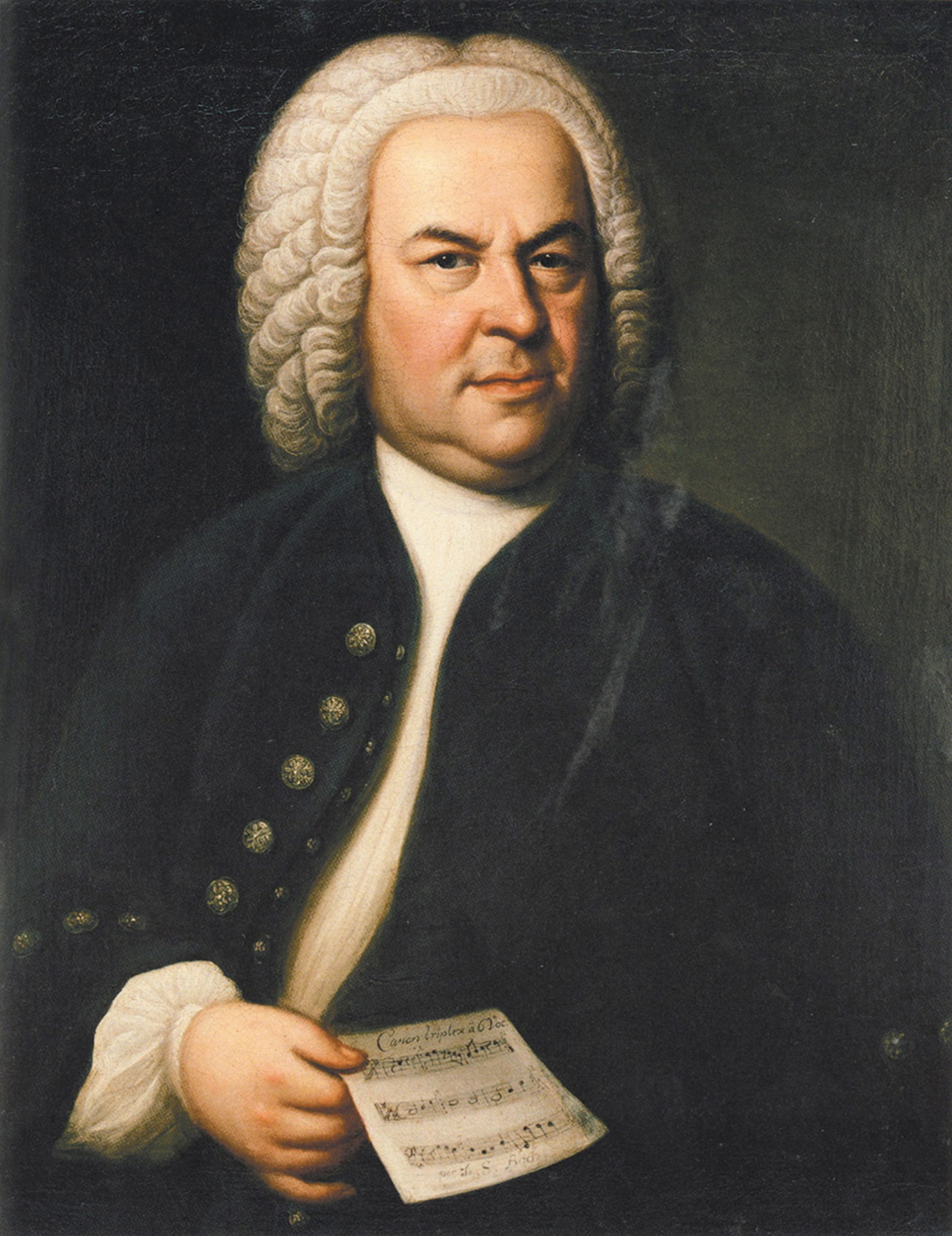
Johann Sebastian Bach (um 1748)

## Theater
Theater, wie wir es heute verstehen, entstand und entwickelte sich in der barocken Epoche. Vorher fanden Theateraufführungen hauptsächlich im Rahmen von religiösen oder höfischen Festen statt, deren Darsteller meist Mitglieder des Klerus, der Hofgesellschaft, Studenten und Seminaristen waren. Im Barock wird die Kunst nach und nach neu definiert, vor allem werden ab dieser Epoche alle Mittel der Kunst – Architektur, Bildhauerei, Malerei, Oper, Schauspiel, Tanz – sowie die neueste Bühnentechnik eingesetzt. Die Verwandlung der Bühne von einer Landschaft in einen Innenraum konnte ab da innerhalb kürzester Zeit geschehen.
Der Bühnenraum wurde wie beim Guckkasten außen durch einen Rahmen begrenzt, innerhalb dessen die Bühnenhandlung stattfindet. Eingezogene Wände, die sich meist an beiden Seiten der Bühne befinden, schaffen die Illusion des zum Stück gehörenden Raums und verdecken gleichzeitig die für den Ablauf nötige Maschinerie. Die neue Bühnentechnik wurde u. a. auch dafür eingesetzt, um die Wirkung einzelner Auftritte zu verstärken, wie den des sprichwörtlichen Deus ex Machina. Götter müssen in einem Bühnenstück rasch vom Himmel heruntersteigen können und den Helden aus einer verwickelten oder gefährlichen Situation zu retten. Die Vorstellung der Welt als Theaterbühne Theatrum mundi entstand im Barock.
Eine eigene in Italien entwickelte Form des Theaterspiels ist die Commedia all’improvviso, Commedia a soggetto oder Commedia di zanni, die im Deutschen der Stegreifkomödie entspricht. Dabei handelt es sich um Stücke, bei denen der Inhalt vorgegeben ist, der Text aber – zur Szene passend – von den Schauspielern improvisiert wird. Die Commedia dell’arte, die in der Mitte des 16. Jahrhunderts entstand, erfreut sich bis ins 18. Jahrhundert großer Beliebtheit. Die Truppen bestehen aus Berufsschauspielern, die meist festgelegte Charaktere interpretieren, die häufig Masken tragen. Die bekanntesten Figuren sind Arlecchino, Brighella, Pagliaccio und Colombina.
Festkultur

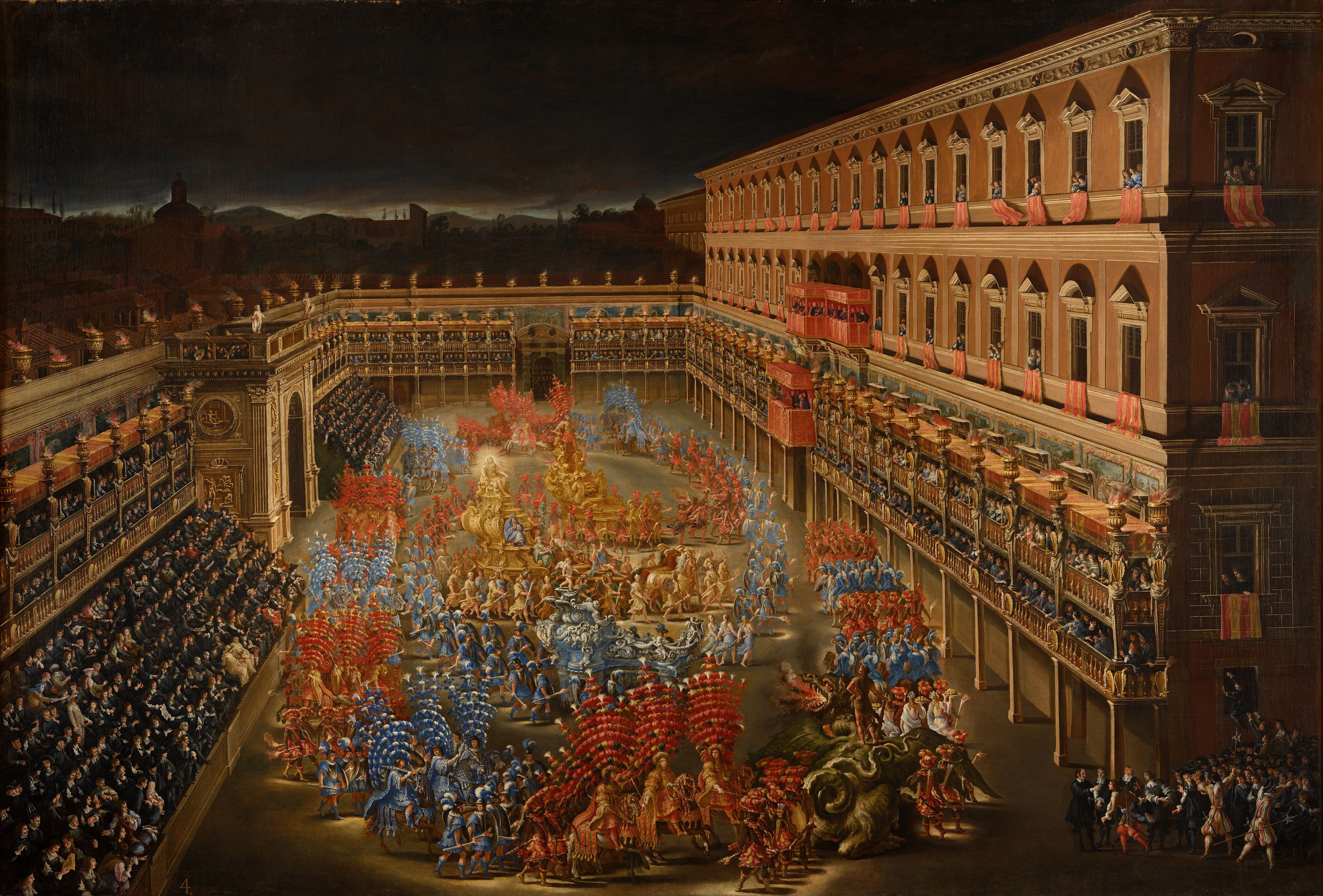
Festlichkeiten zum Empfang Königin Christines von Schweden im Palazzo Barberini in Rom, 28. Februar 1656

Die großen Feste in der Zeit des Barock dienten meist nicht nur dem Vergnügen, sondern auch der Repräsentation.
Sie hat ihre Wurzeln in der italienischen Renaissance, insbesondere in den trionfi genannten Festumzügen. Sorgfältig inszenierte man an Fürstenhöfen – mit Mitgliedern der Hofgesellschaft und der Herrscherfamilie – prächtige und spektakuläre Aufführungen, um Ruhm und Macht des Regenten symbolisch darzustellen und den Zuschauern zu präsentieren. Auch die Teilnehmer dieser Festveranstaltungen, die häufig in Bällen endeten, mussten Tänze und Tanzschritte für die Gruppentänze, die sogenannten Kontertänze, beherrschen.
Anlässe für große Festlichkeiten boten Thronbesteigungen und Hochzeiten von Mitgliedern der Herrscherfamilie. Die meist aus dem Ausland stammende Braut wurde häufig schon auf ihrer Reise zum Bräutigam mit Festempfängen geehrt, wie z. B. 1613 Prinzessin Elizabeth Stuart, die Kurfürst Friedrich V. von der Pfalz, den späteren Winterkönig, heiratete, oder Erzherzogin Marie Antoinette auf dem Weg von Wien nach Paris zu ihrer Hochzeit mit dem Dauphin (Thronfolger), dem späteren König Ludwig XVI. Aber auch die Geburt von Kindern des Herrscherpaares, das erfolgreiche Ende eines Krieges, die überstandene Pestepidemie boten Anlass für prachtvolle Festveranstaltungen. Häufig gab man eigens dafür Opern oder Schauspiele in Auftrag, deren Aufführung mit Feuerwerken oder Salutschüssen gekrönt werden konnte. Aber auch Begräbnisse von Herrschern oder bedeutender Persönlichkeiten wurden mit Festdekorationen prachtvoll inszeniert. In der Kirche wurde ein castrum doloris (Trauergerüst) errichtet. Von einigen Festen wurden später Kupferstichserien angefertigt, um sie weitreichend bekannt zu machen.

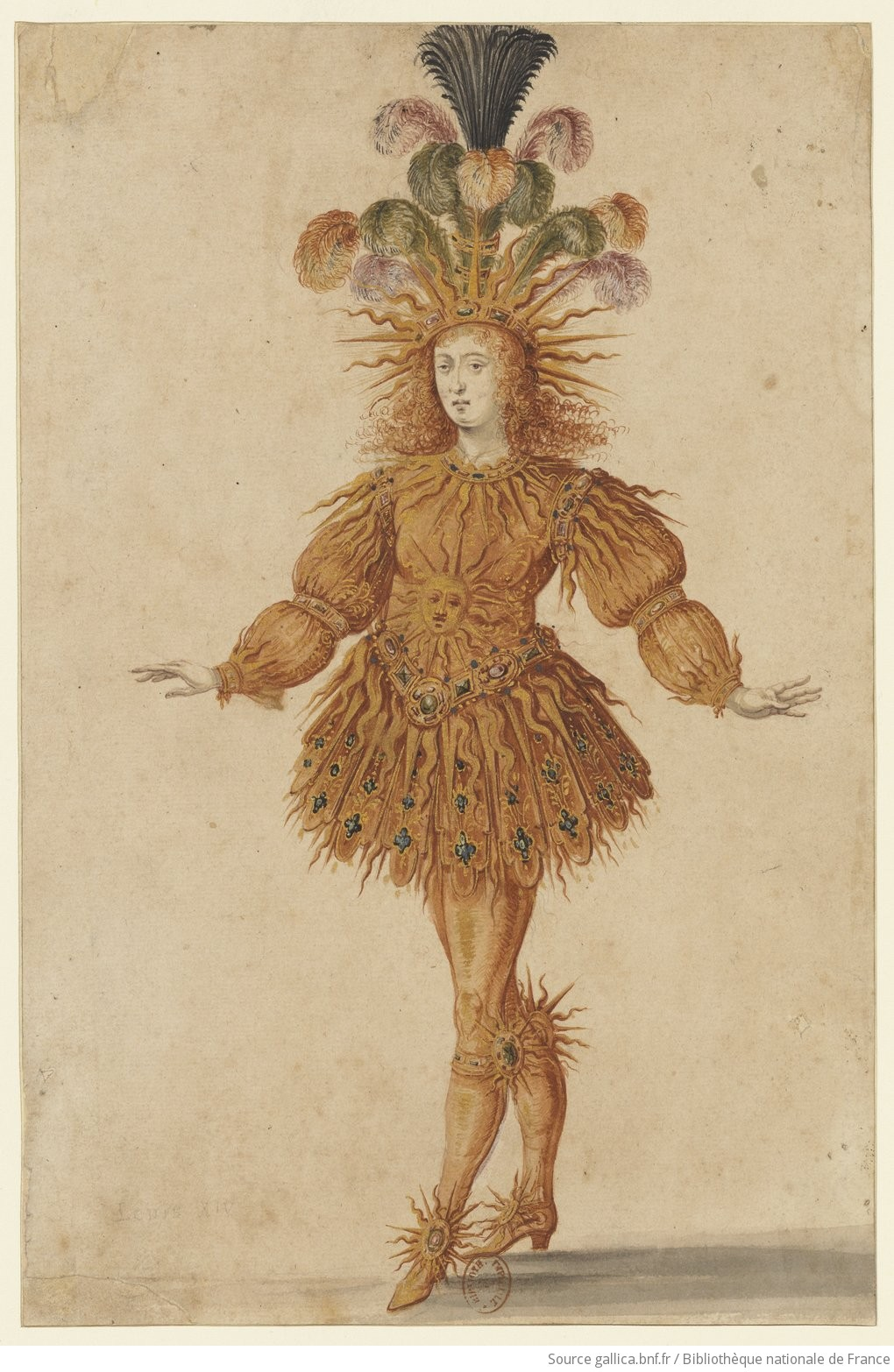
Ludwig XIV. als Sonnengott Apoll im Ballet de la nuit, 1653

Einige legendäre Feste fanden am Hof König Ludwigs XIV. statt, des roi soleil (= des Sonnenkönigs), der als 14-Jähriger in einem für ihn komponierten Ballett im Kostüm des Sonnengottes Apollo tanzte. Im Zusammenhang damit prägte er den Begriff des Sonnenkönigs. Er übernahm die Sonne als Symbol des im Zentrum der Planeten stehenden Systems für sich, der im Zentrum des Staates stand. Seiner Begeisterung für Tanz und für große Feste gipfelten in der sieben Tage währenden Festveranstaltung „Freuden der verzauberten Insel“ (Les Plaisirs de l’île enchantée) im Mai 1664. Es gab u. a. ein Ringelstechen und ein ballet de cour mit den Mitgliedern der Hofgesellschaft als Teilnehmer und als Publikum.
Die musikalische Leitung hatte man Jean-Baptiste Lully anvertraut, und es wurden einige Stücke von Molière aufgeführt: La Princesse d’Elide, Les Fâcheux und Tartuffe.
Ein Zeitgenosse berichtete, wie zum Abschluss des ersten Festtages Lully „an der Spitze einer großen Truppe Konzertierender … mit kleinen Schritten im Rhythmus ihrer Instrumente“ erschien:

„… und zu gleicher Zeit sah man aus der Allee zur Rechten die vier Jahreszeiten hervortreten: den Frühling auf einem spanischen Ross, den Sommer auf einem Elefanten, den Herbst auf einem Kamel und den Winter auf einem Bären. Die Jahreszeiten waren begleitet von zwölf Gärtnern, zwölf Schnittern, zwölf Winzern und zwölf Greisen. Sie stellten die Verschiedenheiten ihrer Jahreszeiten durch Blumen, Ähren, Früchte und Eis dar und trugen auf ihren Köpfen die Schalen mit dem Imbiss … Die Contrôleurs de la Maison du Roi … (in allegorischen Kostümen; Anm. d. Verf.) ließen … einen großen halbkreisförmigen Tisch aufstellen, der mit Girlanden und einer Unzahl von Blumen geschmückt war…“

Ähnlich großartig war das Grand divertissement de Versailles im Juli 1668, das anlässlich des Aachener Friedens gefeiert wurde. Die Musik stammte wieder von Lully, der u. a. auch ein Ballett „Triumph des Bacchus“ komponierte, und Molières George Dandin wurde uraufgeführt. Zum Abschluss gab es ein Feuerwerk im Park von Versailles, bei dem „das Schloss wahrhaftig wie der Palast der Sonne“ erschien.

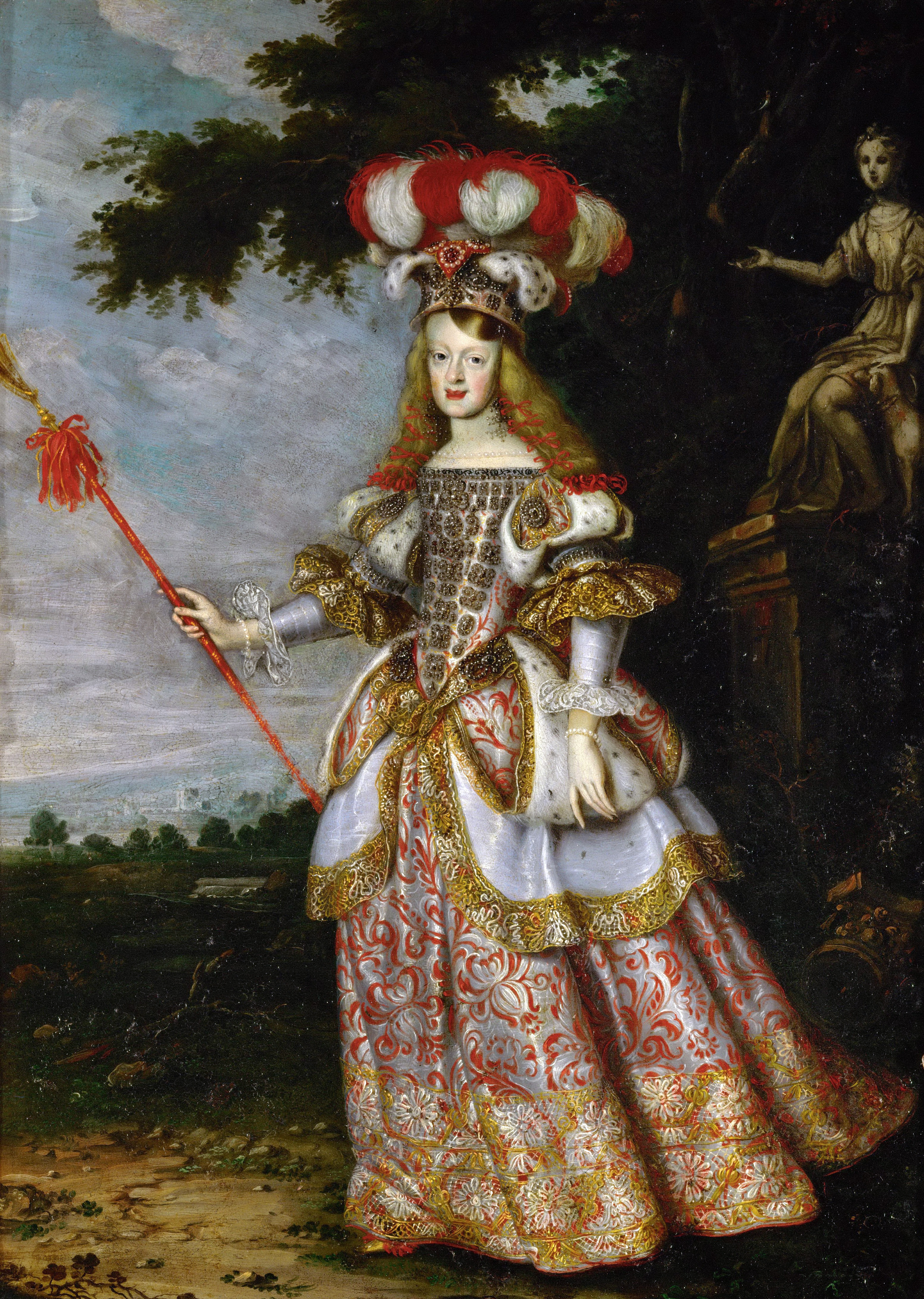
Kaiserin Margarita Teresa im Festgewand aus Anlass der Hochzeits- und Geburtstagsfeierlichkeiten im Jahr 1667

Die französische Festkultur löste eine Art Wettstreit aus, und der Kaiserhof in Wien antwortete mit den pompösen Hochzeitsfeierlichkeiten für Kaiser Leopold I. und Infantin Margarita Teresa von Spanien. Ein prachtvoll inszeniertes Rossballett „La contesa dell’aria e dell’acqua“ fand im Hof der Wiener Burg am 24. Januar 1667 statt.
1700 Personen und 600 Pferde nahmen daran teil, alle in prunkvollen (und teilweise zentnerschweren) Kostümen und mit federbesetztem Kopfputz. Kaiser Leopold ritt auf einem tanzenden Pferd zur Musik von Johann Heinrich Schmelzer, die von einem 100 Mann starken Orchester gespielt wurde. Gut dokumentiert ist die in Kupferstichen erhaltene Aufführung der Oper Il Pomo d'Oro von Antonio Cesti mit Dekorationen von Lodovico Ottavio Burnacini. Da man für die Aufführungen erst ein eigenes Theater auf dem Burgplatz bauen musste, verzögerte sich das Fest bis zum 13. und 14. Juli 1668 (Margaritas Geburtstag). Sie soll angeblich 9 Stunden gedauert haben und mehrfach wiederholt worden sein.
Unabhängig besonderer Anlässe erlebte auch der Karneval von Venedig seine höchste Blüte im 17. und 18. Jahrhundert und zog zahlreiche wohlhabende Touristen. Veranstaltungen und Aufführungen konnten monatelang dauern. Da sich alle unter ihren Masken versteckten und dadurch auch für die Nächsten unerkannt blieben, herrschte ein munteres Durcheinander der Gesellschaft, die sich gegenseitig mit Geschlechtskrankheiten ansteckte (bekanntes Beispiel: Fürst Georg Wilhelm von Braunschweig-Lüneburg überließ seinem Bruder Ernst August die eigene Verlobte Prinzessin Sophie von der Pfalz, weil er sich in Venedig (vermutlich mit Syphilis) infiziert hatte). Auch außerhalb der Karnevalssaison war Venedig für seine Feste bekannt, die regelmäßig stattfanden, wie z. B. die Hochzeit des Dogen mit dem Meer am Christi Himmelfahrtstag oder das Fest der Madonna della Salute. Auch Empfänge von ausländischen Herrschern und Botschaftern wurden mit Regattas und anderen Feiern begangen. Sie zogen Schaulustige aus aller Welt an und waren beliebte Motive der Vedutenmalern wie Luca Carlevarijs und Canaletto.

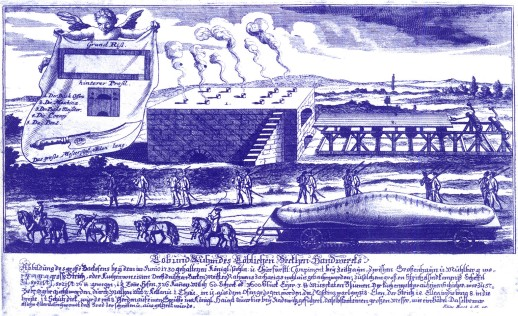
Zeithainer Riesenstollen mit Backofen

Für seine glanzvolle Hofhaltung, prächtige Feste und Umzüge war auch der sächsische Kurfürst und polnische König August der Starke berühmt. Zu den bekanntesten zählten die Hochzeitsfeierlichkeiten für seinen Sohn 1719, als Kurprinz Friedrich August die Kaisertochter Erzherzogin Maria Josepha von Österreich heiratete. Die Feierlichkeiten und Lustbarkeiten währten 26 Tage lang. Den Höhepunkt bildete die Allegorie der „Sieben Planeten-Lustbarkeiten“, die im Holländischen Palais stattfand. Augusts Zeithainer Lustlager im Jahr 1730 war eines der berühmtesten Barockfeste seiner Zeit. Der Erbauer des Dresdner Zwingers, Matthäus Daniel Pöppelmann, errichtete dafür eigens einen Ofen, eigentlich ein Ofen-Gebäude, um darin den sieben Meter langen Riesenstollen backen zu können. Der Architekt Joachim Daniel von Jauch, dem unter anderem die Organisation der Feste und Illuminationen am polnischen Hof oblagen (Kurfürst August der Starke und ein Sohn waren auch Könige von Polen), organisierte das fünfstündige Feuerwerk auf der Elbe, für das 18.000 Baumstämme gefällt wurden.
Manche Feste des Barock leben nicht nur in Kupferstichen und Bildern fort, sondern auch in der für sie komponierten Musik. Zu den berühmtesten gehören einige Feierlichkeiten in England, für die Georg Friedrich Händel die Musik beisteuerte. Für ein Fest auf der Themse komponierte er die Wassermusik (vermutlich für Aufführungen in den Jahren 1717, 1719 und 1736) und für die im April 1749 stattfindenden Feierlichkeiten anlässlich des Aachener Friedens die Feuerwerksmusik. Schon die Generalprobe in den Vauxhall Gardens zog 12000 Zuschauer an.

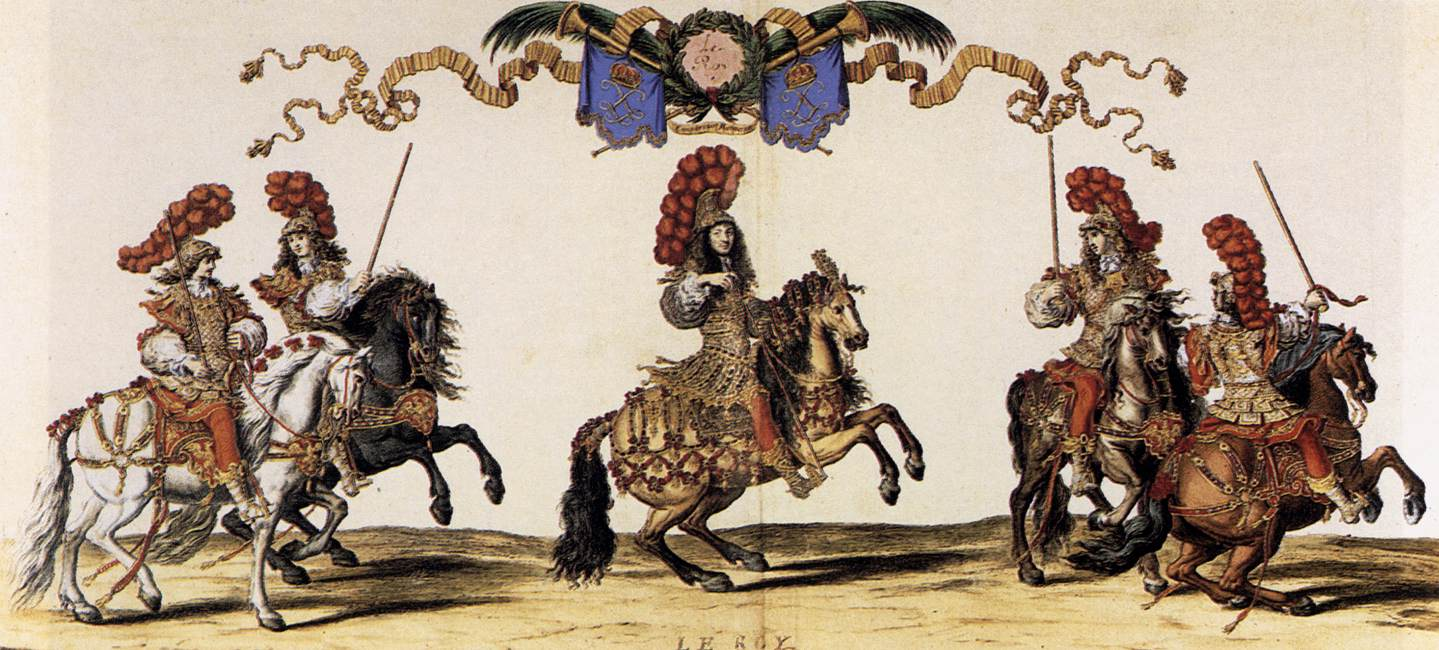
Israël Silvestre: Ludwig XIV. im Kostüm bei der Grande Cavalcade (Rossballett) in Paris 1662
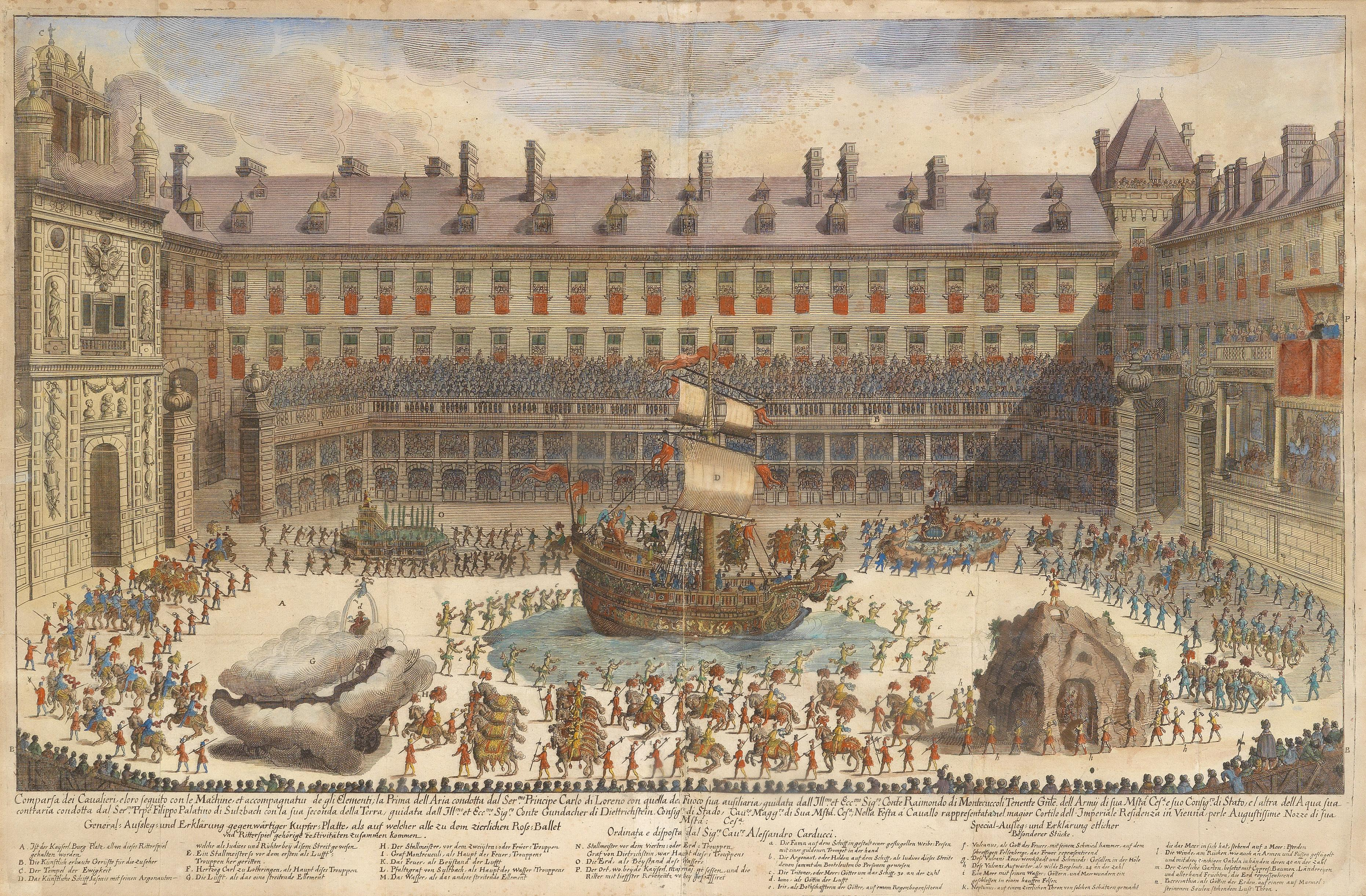
Festlicher Umzug mit nachfolgendem Rossballett in der Wiener Hofburg zur Hochzeit Kaiser Leopolds I. mit Infantin Margarita, 1667
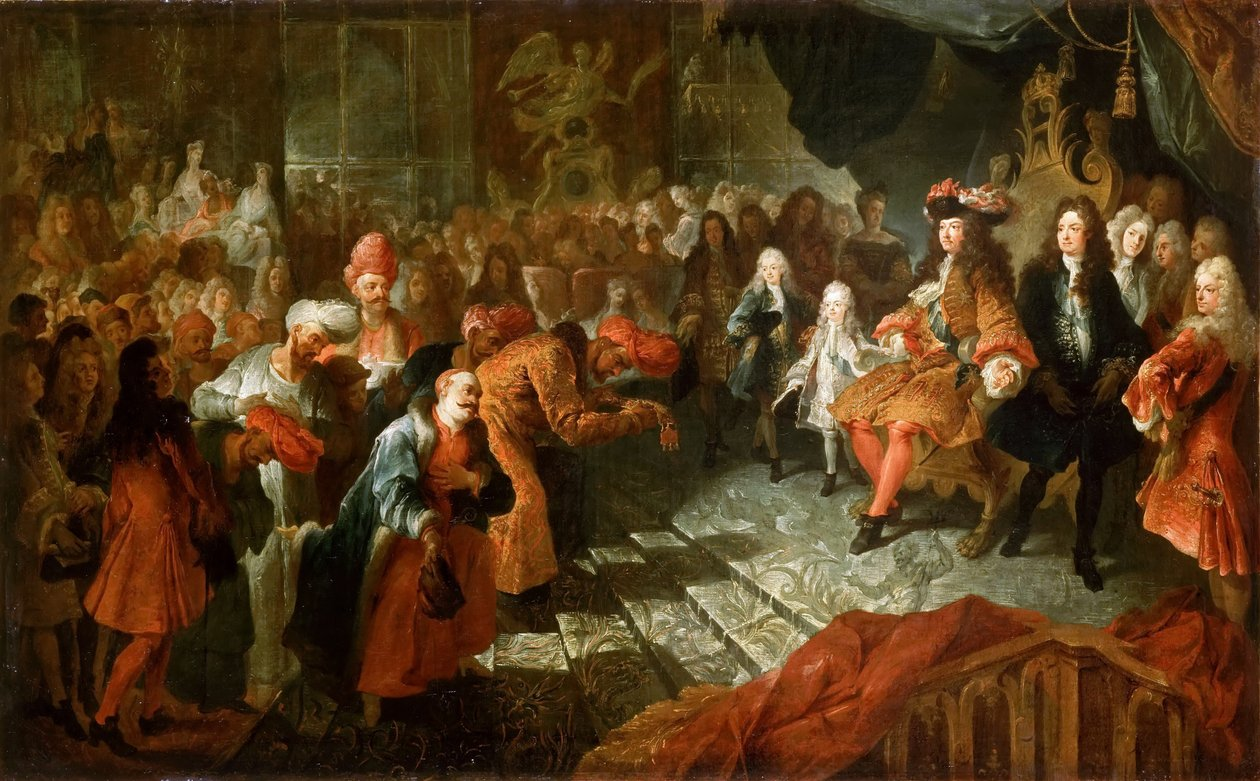
Ludwig XIV. empfängt den persischen Botschafter in Versailles am 19. Februar 1715
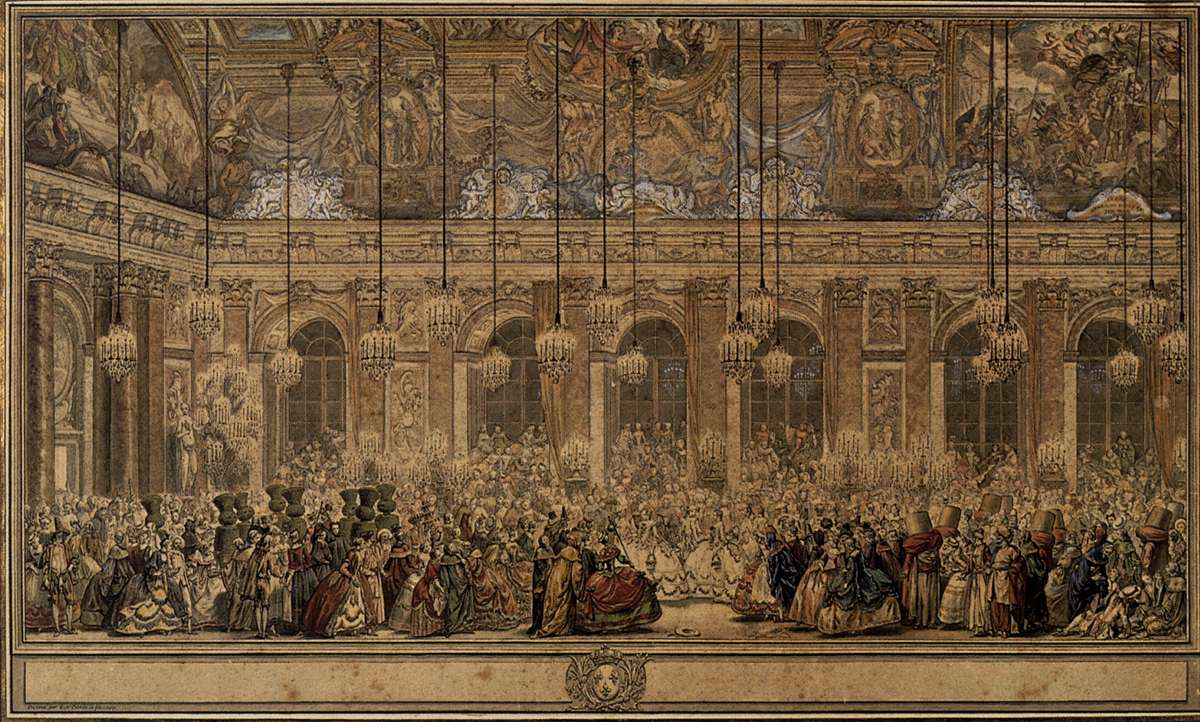
Nicolas Cochin: Maskenball zur Hochzeit des Dauphin im Spiegelsaal von Versailles 1745
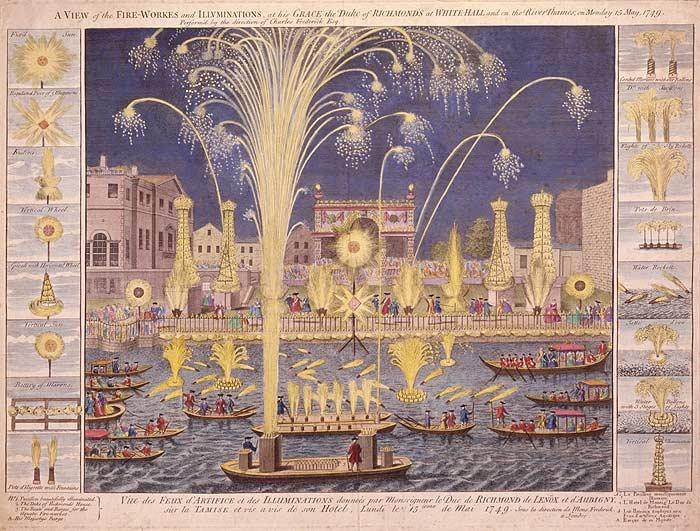
Königliches Feuerwerk und Illumination in Whitehall und auf der Themse am 27. April 1749, zum Aachener Frieden. Für diesen Anlass schrieb Händel die berühmte Feuerwerksmusik.
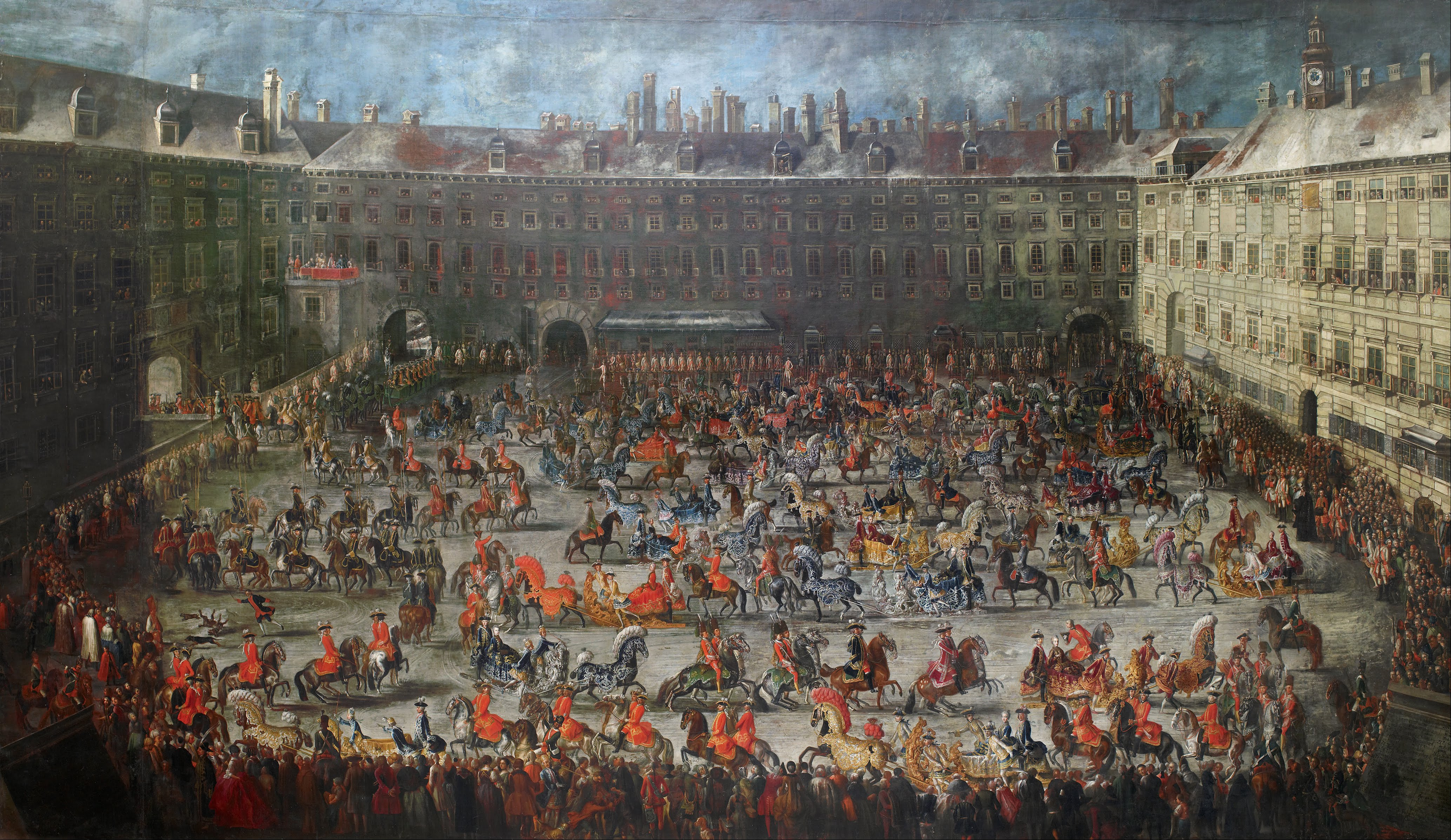
Festliche Schlittenfahrt am Hof Kaiserin Maria Theresias in der Wiener Hofburg 1766. Einer der goldenen Prunkschlitten ist im Kutschenmuseum von Schönbrunn erhalten.

## Literatur des Barock

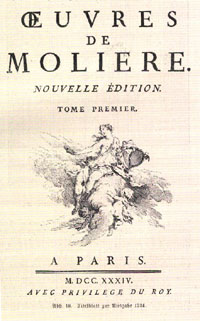
Molières Werke, 1734
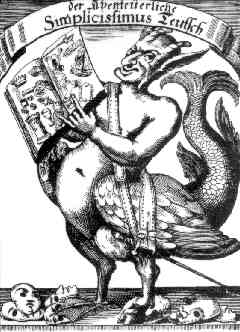
Frontispiz der Erstausgabe des Simplicissimus, 1668
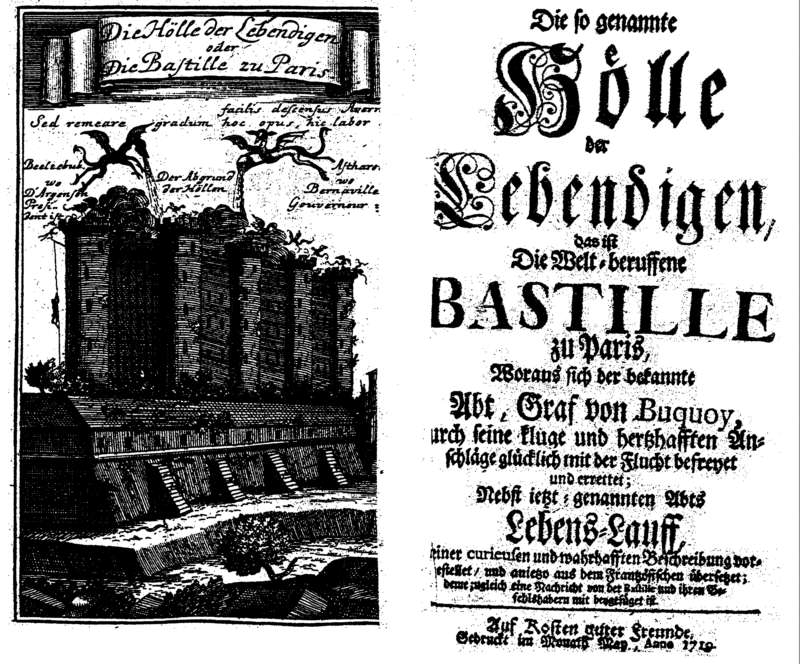
Die so genannte Hölle der Lebendigen, das ist die welt-beruffene Bastille zu Paris (1719). Links: Frontispiz, rechts: Titelblatt
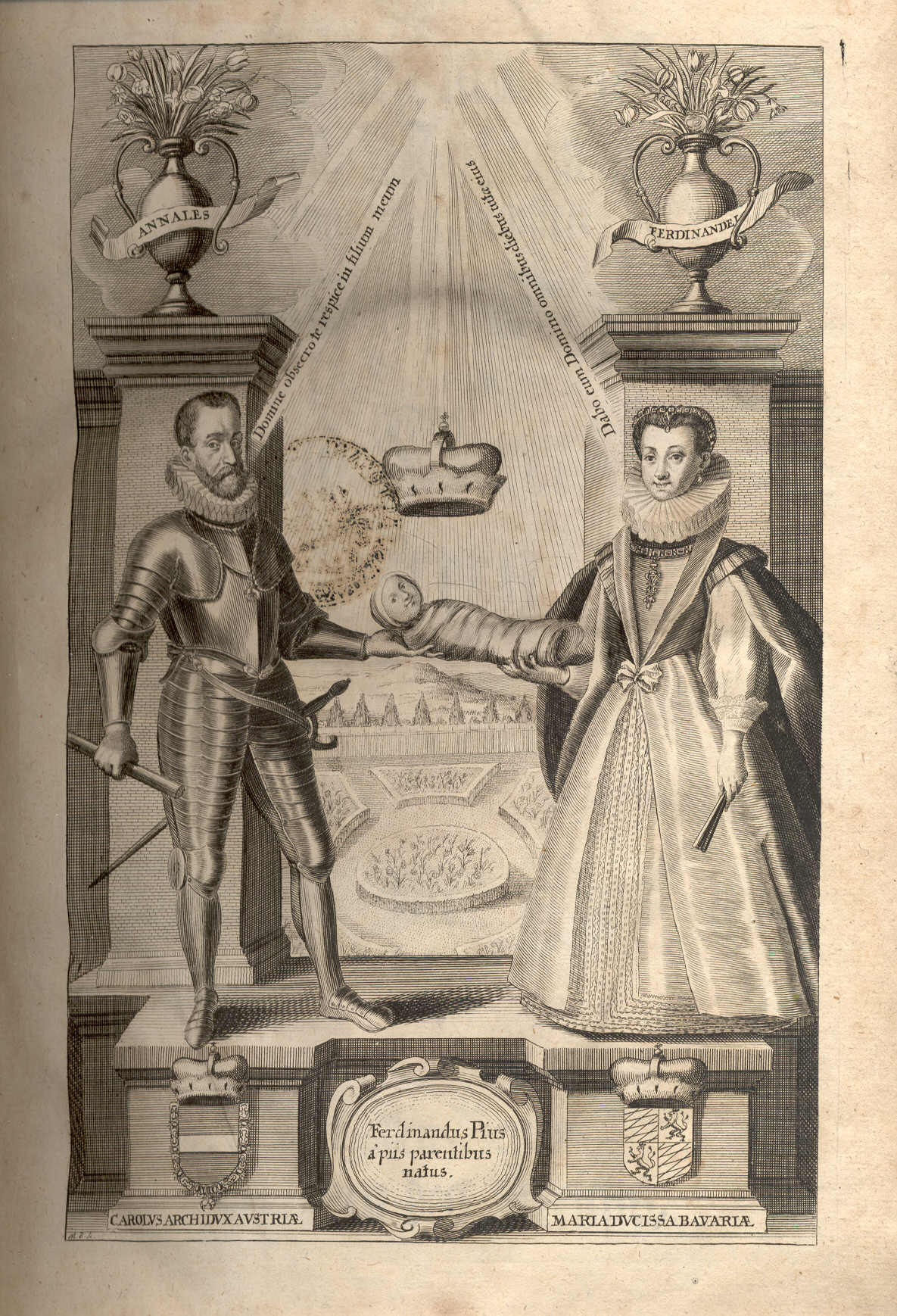
Frantz Christoph Khevenhillers […] Annales Ferdinandei Oder Wahrhaffte Beschreibung Kayser Ferdinandi […] In Zwölff Theilen mit vielen Kupffern, Leipzig 1721

## Natur- und weiterführende Gesellschaftsphilosophie

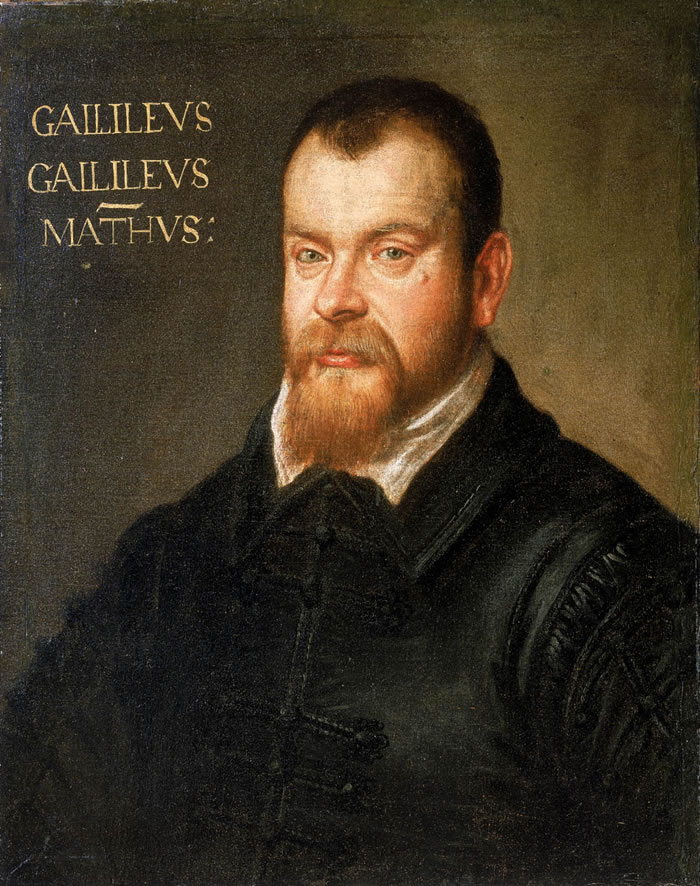
Der Universalgelehrte Galileo Galileo konnte als Erster bestätigen, dass sich die Erde um die Sonne dreht

## Schiffbau

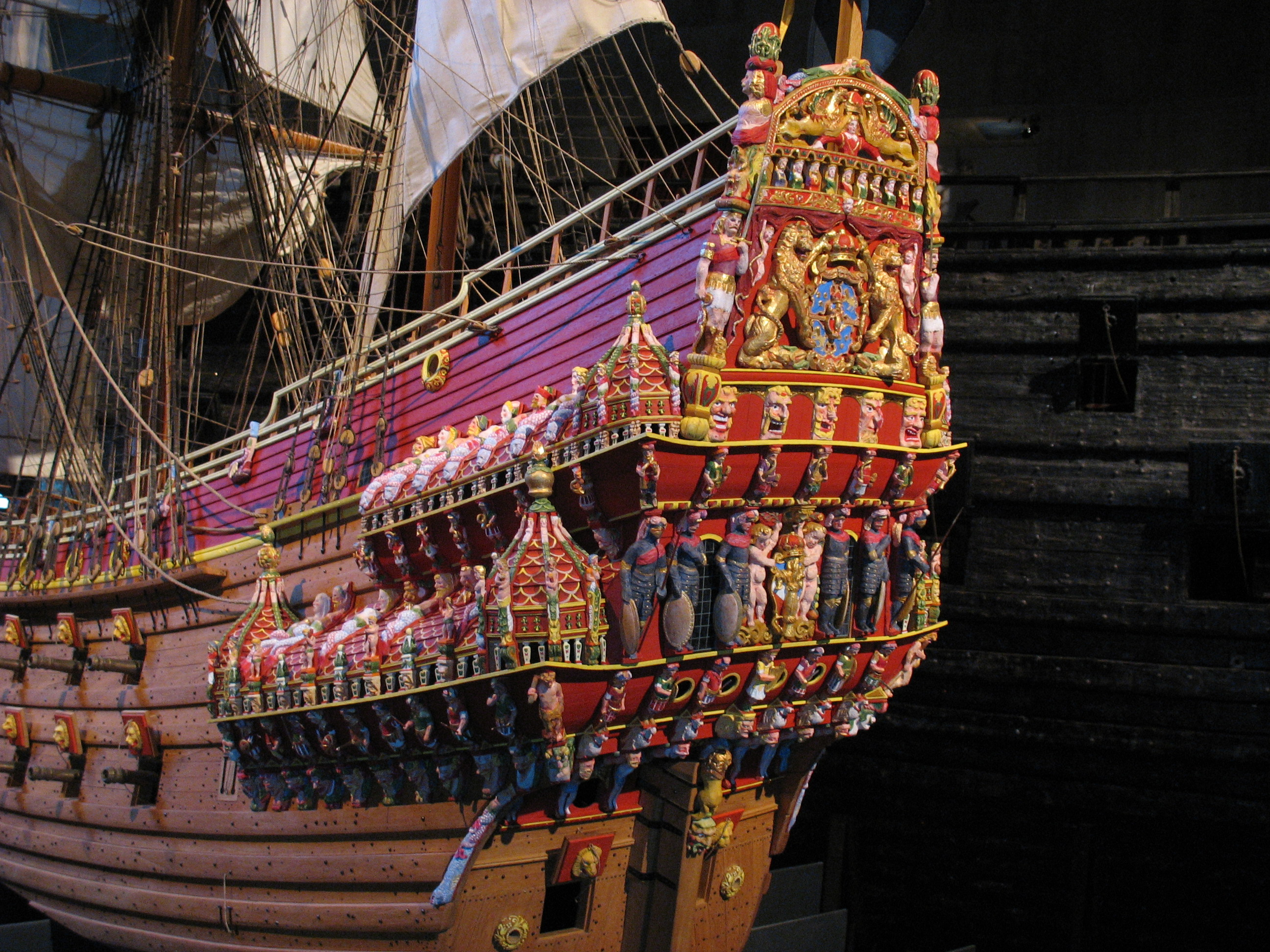
Heck des Modells der schwedischen Vasa

## Verkehr und Wagenbaukunst

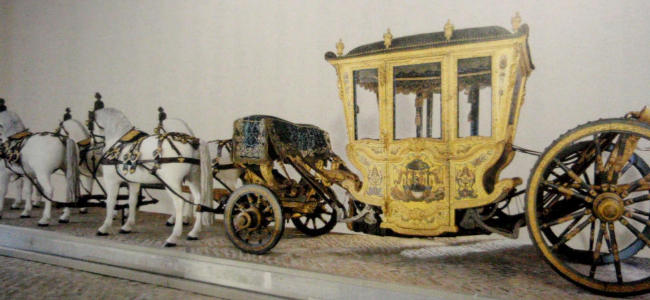
Die Goldene Kutsche des Fürsten von Schwarzburg-Sondershausen

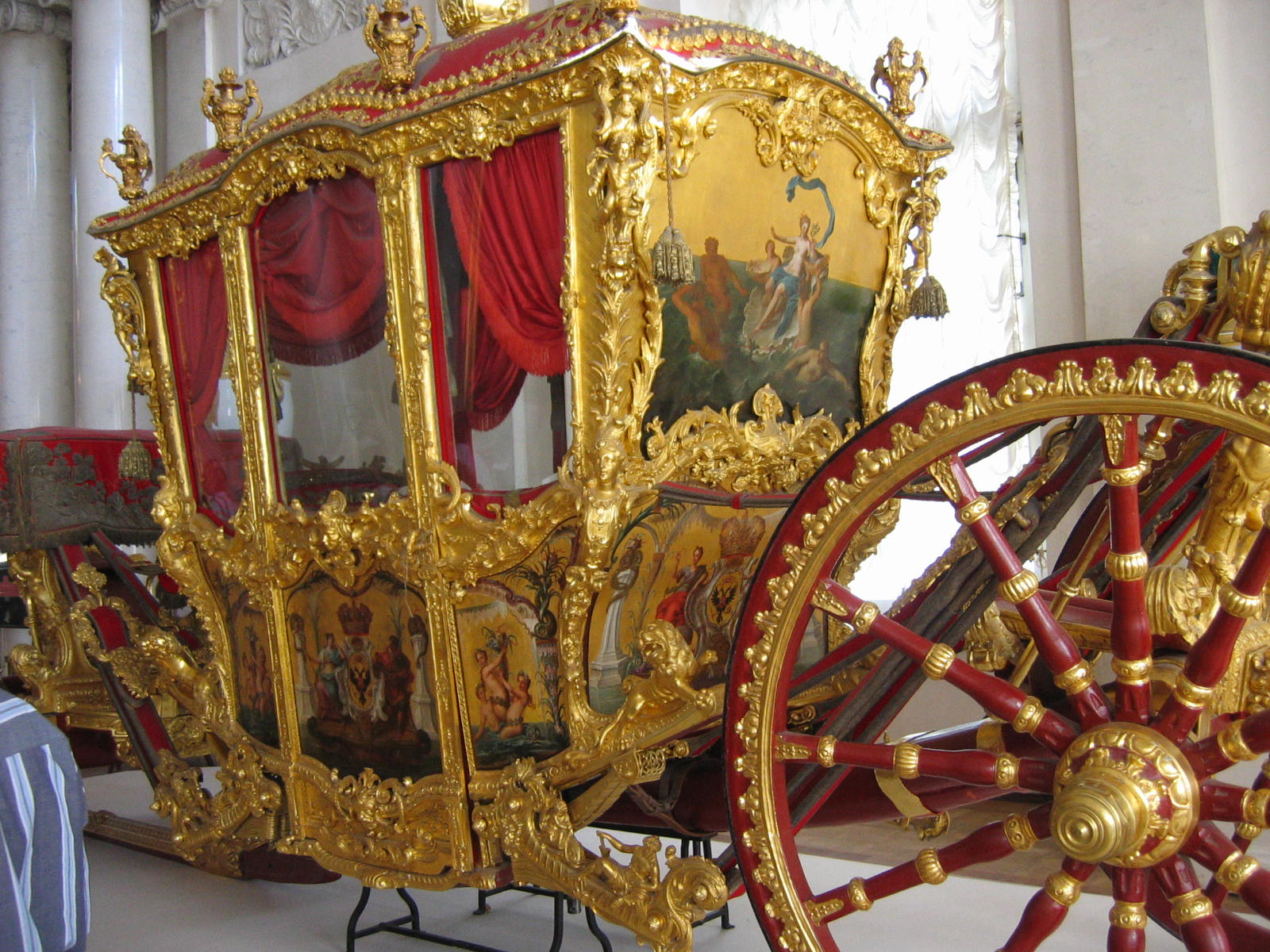
Die große Staatskarosse in St. Petersburg

## Mode

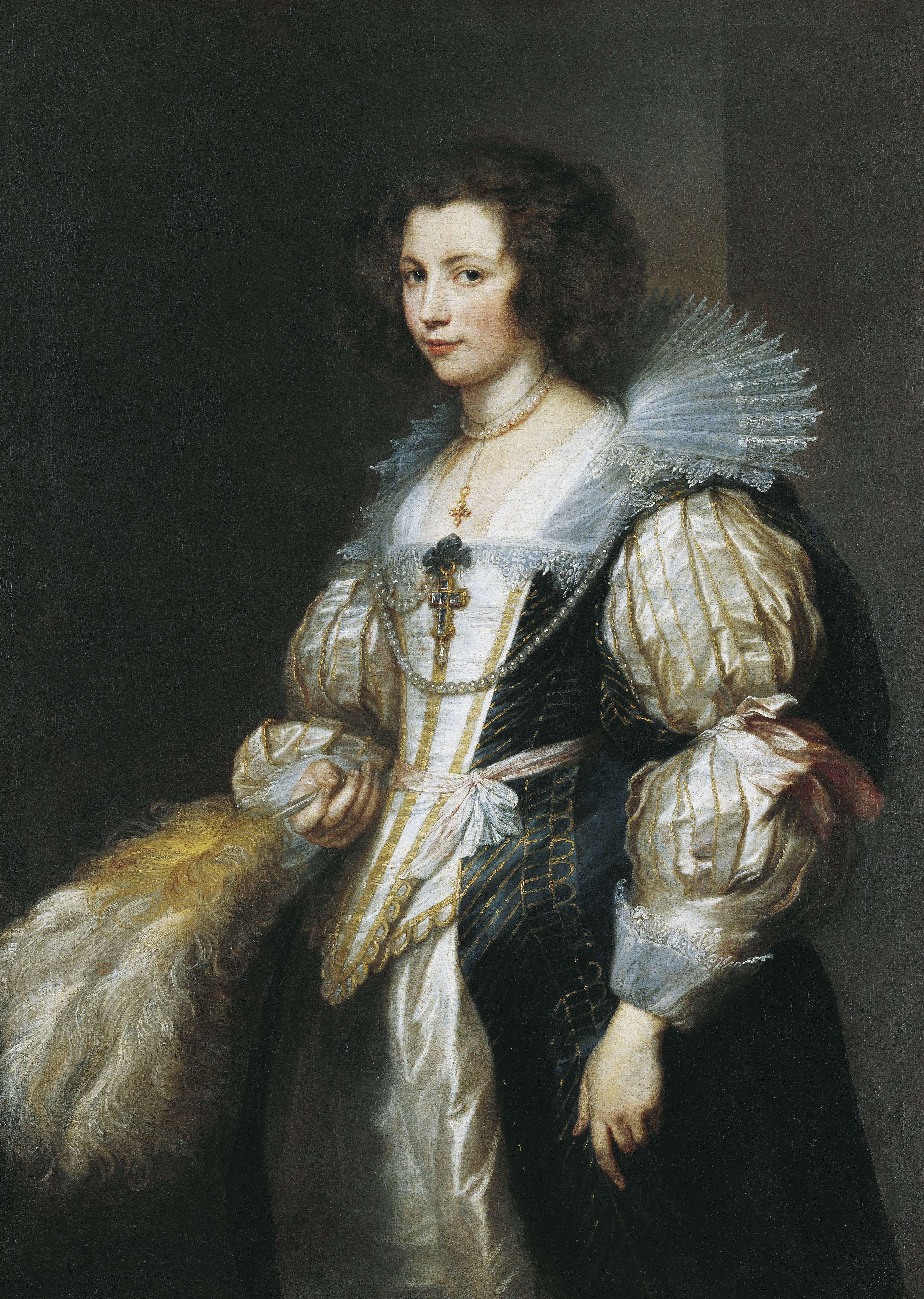
Anthonis van Dyck: Porträt der Marie-Louise de Tassis, Öl auf Leinwand, um 1630